# Voiron
Pour les articles homonymes, voir Voiron (homonymie).
Voiron est une commune française située dans la neuvième circonscription du département de l'Isère en région Auvergne-Rhône-Alpes et, autrefois, rattachée à l'ancienne province du Dauphiné.
Voiron est la ville siège du Pays voironnais, regroupé en une communauté d’agglomération de trente-quatre communes et de plus de 90 000 habitants. La ville de Voiron seule compte environ 21 000 habitants. La cité ainsi que son agglomération ont été retiré de l'unité urbaine de Grenoble depuis le nouveau zonage de 2015 pour former l'unité urbaine de Voiron 
Historiquement, la ville fut le siège du comté de Sermorens, domaine situé au débouché de la cluse de l'Isère, au pied du massif de la Chartreuse et à l'extrémité du diocèse de Vienne. Cette région frontière entre le Dauphiné et Savoie sera un peu plus tard l'objet de nombreux conflits, de 1150 à 1350, entre les différents comtes de Savoie et les dauphins de Viennois, celle-ci finissant par échoir à ce dernier. Le Voironnais, rattaché au Dauphiné en 1355 deviendra alors définitivement français.
Voiron est située à proximité de nombreux sites touristiques, notamment du lac de Paladru, du monastère de la Grande Chartreuse et du Parc naturel régional de Chartreuse dont elle est une des trois villes « porte » avec Chambéry et Grenoble. La ville est donc liée à une activité touristique, en nette progression, qui est gérée par un office de tourisme local, rattaché à la communauté de communes. La cité a obtenu le niveau « deux fleurs » au concours des villes et villages fleuris et ses habitants sont dénommés les Voironnais.

## Géographie

### Situation et description

#### Situation
Le territoire de la commune de Voiron est approximativement positionné au centre du département de l'Isère, en région Auvergne-Rhône-Alpes.
Voiron se situe à 29,23 km par la route au nord-ouest de Grenoble, préfecture du département, à 44,27 km au sud-ouest de Chambéry, préfecture du département de la Savoie, à 85,08 km au sud-est de la capitale régionale, Lyon, à 301,29 km au nord de Marseille et à 554 km au sud-est de la capitale, Paris.
La commune de Voiron est le chef-lieu et bureau centralisateur de son propre canton, ainsi que la ville siège de sa communauté d'agglomération peuplée de plus de 90 000 habitants en 2016. La commune fait en outre partie du bassin de vie de Grenoble.

#### Description
Cité de taille déjà importante au Moyen Âge, le bourg central de Voiron et le bourg historique de Sermorens, devenu aujourd'hui simple quartier de la commune, situés de part et d'autre de l'imposante église Saint-Bruno, présentent de nombreux immeubles assez anciens, construits sur plusieurs niveaux. Le bourg et le quartier de Sermorens sont également séparés par l'ancienne route nationale 75 qui menait autrefois de Tournus à Sisteron en passant par Bourg-en-Bresse, Grenoble et le col de la Croix-Haute.
La ville a commencé à s'étendre vers la plaine, par la vallée de la Morge durant la révolution industrielle. De nombreux sites industriels anciens, dont un certain nombre sont abandonnés ou reconvertis dans d'autres type d'activité témoignent de ce passé industrieux. Après la Seconde Guerre mondiale, la cité voit se développer de nombreux quartiers périphériques, composés essentiellement de villas de taille modeste, de maisons rurales qui sont généralement d'anciens corps de fermes, ainsi que de nombreuses barres d'immeubles à la dimension et à la hauteur plus ou moins variées. Ces dernières constructions ont été, pour la plupart, construites durant les années 1960 et les années 1970, années qui marquèrent une forte extension démographique de la commune.
Le centre-ville reste assez dynamique avec la présence de nombreux commerces, d'une gare ferroviaire et d'une gare routière très proches, et d'un espace piétonnier. Depuis le début des années 2000, la ville de Voiron bénéficie d'un contournement routier permettant de faire baisser le trafic dans le centre-ville de façon notable.

### Communes limitrophes
Les communes les plus proches sont : 
Coublevie (2,3 km), Saint-Jean-de-Moirans (2,5 km), Saint-Cassien (2,9 km), La Buisse (4,0 km), Saint-Nicolas-de-Macherin (4,1 km), La Murette (4,4 km), Saint-Étienne-de-Crossey (4,7 km), Moirans (4,7 km).

### Géologie et relief
Le territoire voironnais s'étend au fond d'une cuvette fermée vers le nord, aux limites de la commune de Chirens. Les quartiers périphériques septentrionaux de la ville en garnissent les pentes. Les eaux d'écoulement s'échappent vers le sud par la vallée encaissée de la Morge. Ce cours d'eau rejoint au bout de quelques kilomètres la dépression alluviale de la vallée de l'Isère en direction de Moirans et de Tullins.

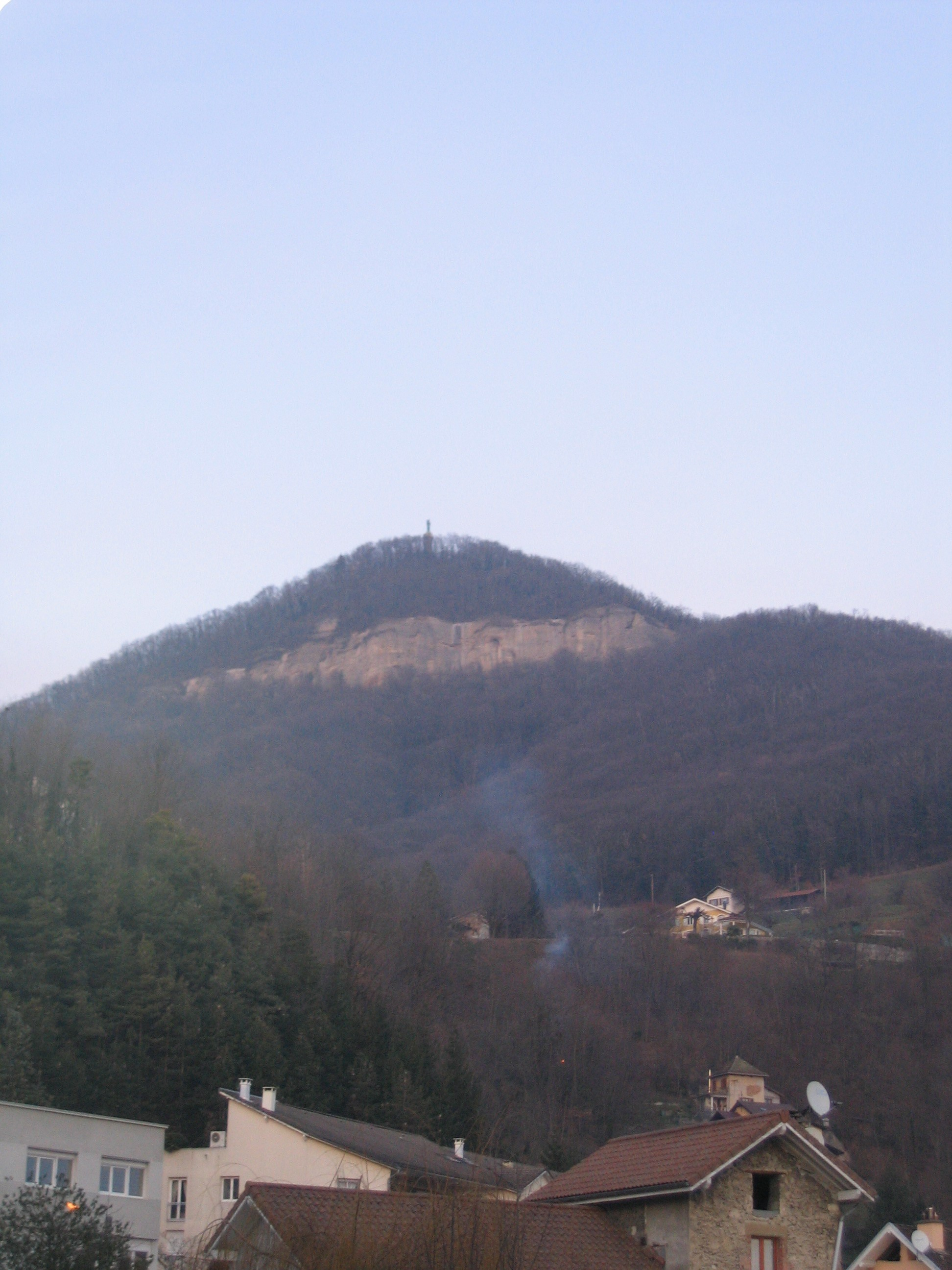
La Vouise, dominant Voiron à l'est.

La superficie de la commune est de 2 190 ha. Son altitude varie entre 846 m et 222 m.
Le point culminant se situe à l'extrême nord du territoire, sur les hauteurs du mont de Chavarin, au lieu dit le Grand Souillet. L'altitude minimale est au sud, au niveau de la Morge, à sa sortie du territoire communal en direction de Saint-Jean-de-Moirans. À noter que quatre hautes collines dominent la ville : la Monure (672 m) et le Montmain (602 m), au nord-est ; la Vouise (739 m), à l'est et la Bavonne (787 m à la pointe du Grand Regardou), au nord-ouest.

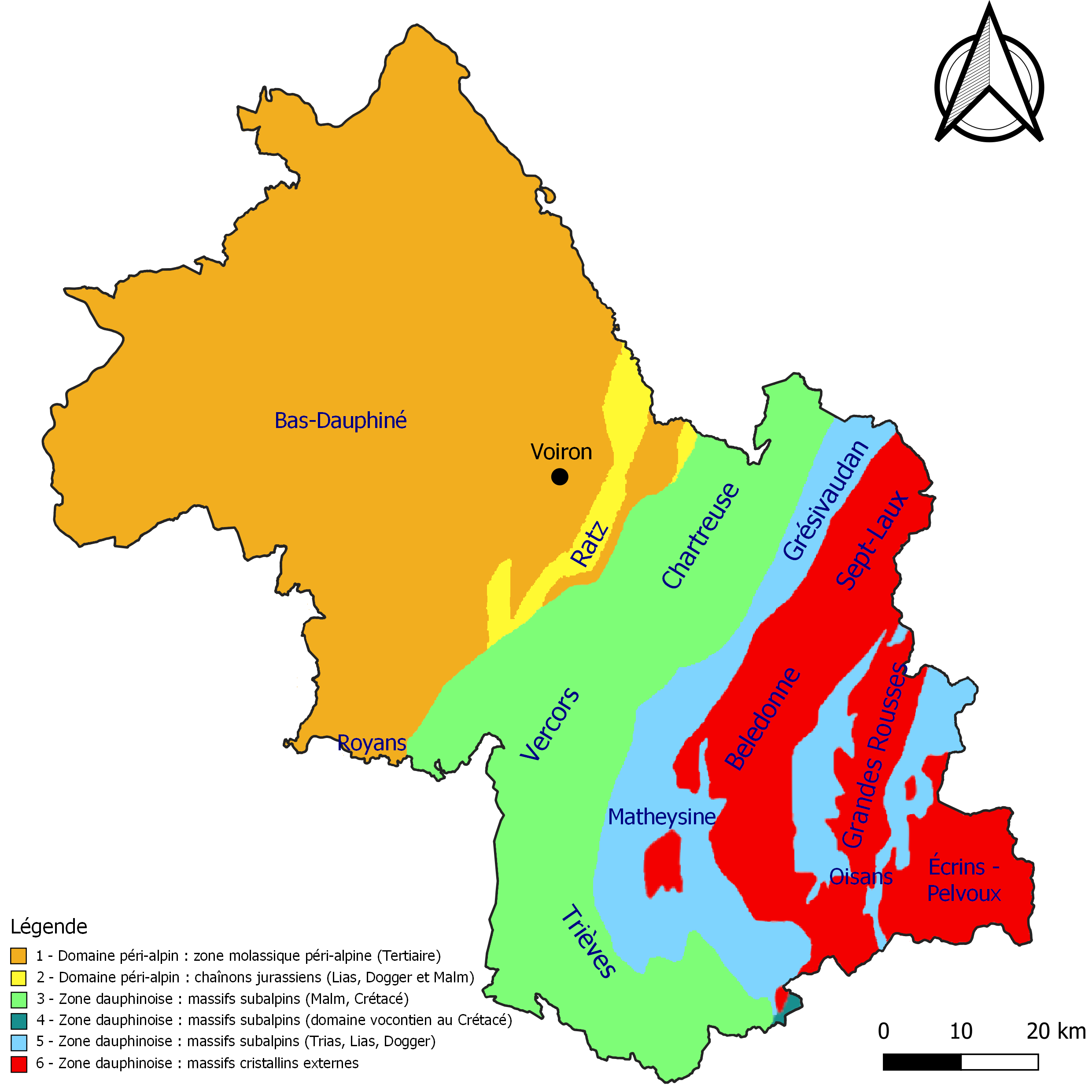
Localisation de Voiron dans la carte schématique des zones structurales et des domaines paléogéographiques du département de l'Isère.

Le département de l'Isère, dans lequel se situe le territoire de la commune de Voiron, est localisé dans les Alpes occidentales. Il s'étend, d'ouest en est, dans l'avant-pays alpin du Bas-Dauphiné, dans les Préalpes (massif de la Chartreuse et massif du Vercors) et dans les Alpes du Dauphiné (chaîne de Belledonne, massif des Grandes Rousses, massif des Écrins et Massif du Taillefer). Le bassin du Bas-Dauphiné fait partie du domaine géologique péri-alpin, appelé aussi domaine molasique péri-alpin. C'est un bassin sédimentaire datant du Tertiaire (Miocène) composé de couches de roches détritiques épaisses,.
Géologiquement intégré au bassin du Bas-Dauphiné, l'ensemble des terrains affleurants de la commune de Voiron sont issus de l'ère géologique Cénozoïque (des périodes géologiques s'étageant du Néogène au Quaternaire).
Le territoire communal se situe en grande partie hors de la plaine de l'Isère, voire plutôt dans la limite basse d'une marge située au sud-est des collines du Bas-Dauphiné et qui se prolonge vers l'ouest par la plaine de Bièvre. Ce secteur correspond à un secteur où l'extension frontale des glaciers isérois a raboté le sol composé essentiellement de grès et conglomérats du Miocène, modelant ainsi les détails du relief, particulièrement lors la dernière glaciation de Würm (à l'instar de la montagne de Vouise qui domine Voiron à l'est).
La dépression dans laquelle se situe le territoire de Voiron est également largement couvert par des alluvions quaternaires, provenant de l'ancien glacier qui s'échappait des Alpes par la cluse de l'Isère lors de la dernière glaciation il y a 10 000 à 30 000 ans.

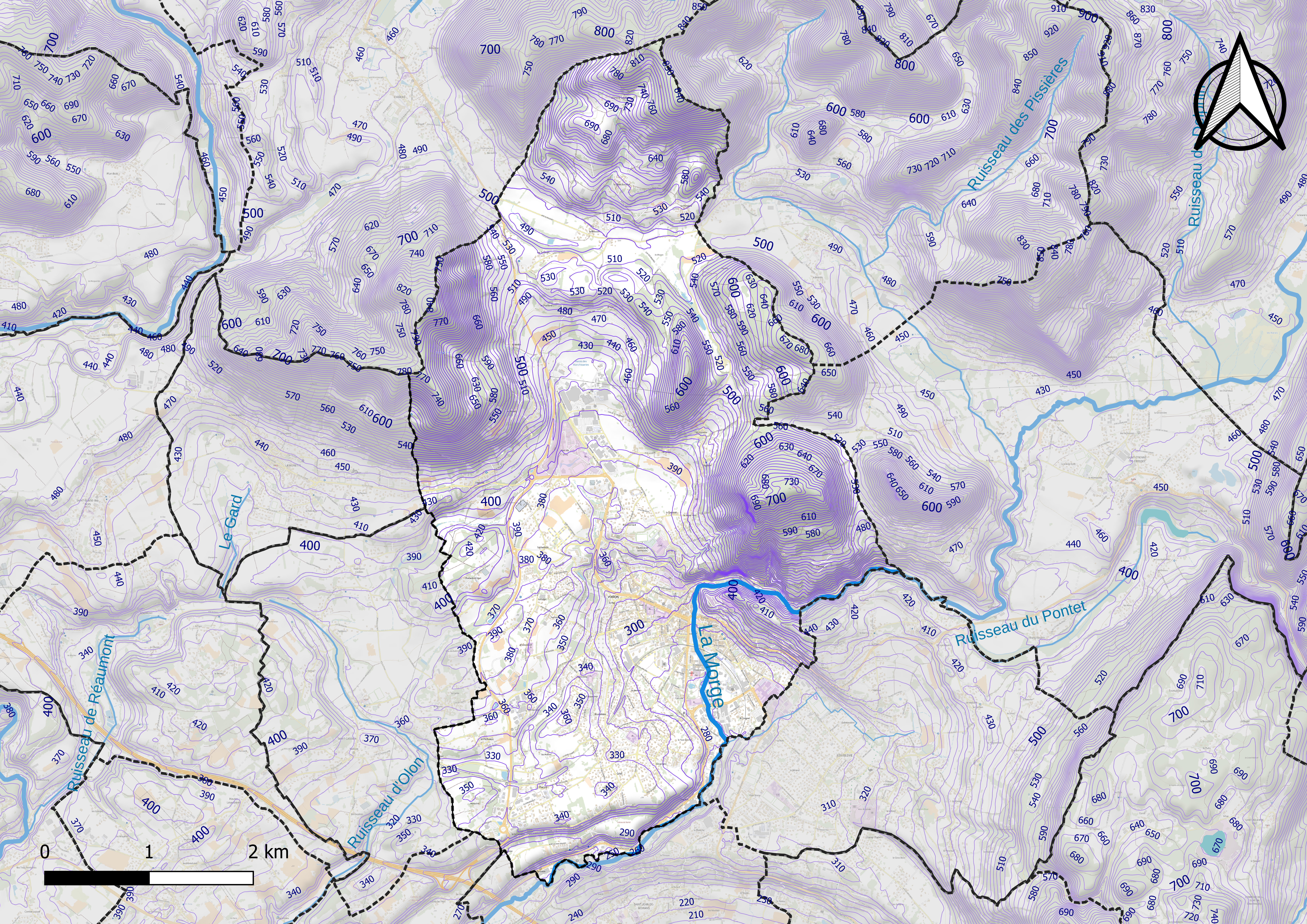
Carte du relief de Voiron.
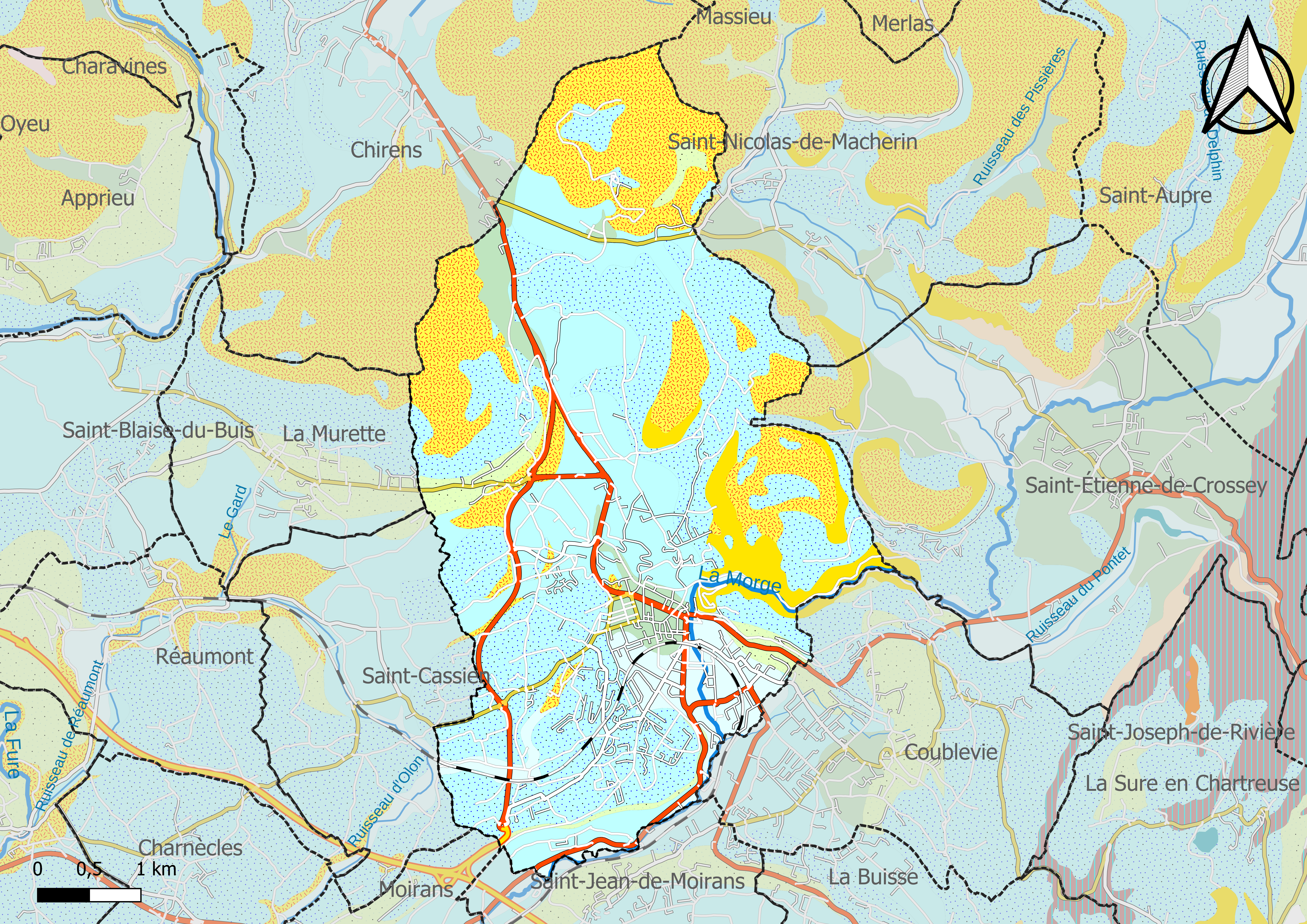
Carte géologique vectorisée et harmonisée de Voiron.

|  | FJy-z : | Cônes de déjection stabilisés, anciens ou de retrait würmien |
|  | Fz :    | Alluvions actuelles et récentes |
|  | Fy :    | Alluvions anciennes (fluviatiles à fluvio-glacaires ou fluvio-lacustres). Würmà post-Würm (?)                                                                       |
|  | FGy :   | Alluvions fluvio-glaciaires würmiennes |
|  | Gy :    | Dépôts glaciaires (moraines) principalement du Würm, localement plus tardifs (?) ou plus récents. Dépôts fluvio-glaciaires ou glacio-lacustres localement associés. |

|  | m5C : | Conglomérats deltaïques surtout calcaires avec lits de sables (Tortonien) |
|  | m5S : | Molasse sablo-gréseuse à lentilles conglomératiques (Tortonien)           |

### Climat
Pour des articles plus généraux, voir Climat d'Auvergne-Rhône-Alpes et Climat de l'Isère.
En 2010, le climat de la commune est de type climat des marges montargnardes, selon une étude du Centre national de la recherche scientifique s'appuyant sur une série de données couvrant la période 1971-2000. En 2020, Météo-France publie une typologie des climats de la France métropolitaine dans laquelle la commune est exposée à un climat de montagne ou de marges de montagne et est dans la région climatique Alpes du nord, caractérisée par une pluviométrie annuelle de 1 200 à 1 500 mm, irrégulièrement répartie en été.
Pour la période 1971-2000, la température annuelle moyenne est de 11,3 °C, avec une amplitude thermique annuelle de 18,5 °C. Le cumul annuel moyen de précipitations est de 1 151 mm, avec 9,5 jours de précipitations en janvier et 7,2 jours en juillet. Pour la période 1991-2020, la température moyenne annuelle observée sur la station météorologique de Météo-France la plus proche, « Coublevie », sur la commune de Coublevie à 2 km à vol d'oiseau, est de 13,0 °C et le cumul annuel moyen de précipitations est de 1 121,0 mm,. Pour l'avenir, les paramètres climatiques de la commune estimés pour 2050 selon différents scénarios d'émission de gaz à effet de serre sont consultables sur un site dédié publié par Météo-France en novembre 2022.
| Mois                                  | jan.          | fév.           | mars          | avril         | mai           | juin          | jui.          | août          | sep.          | oct.          | nov.          | déc.           | année      |
| ------------------------------------- | ------------- | -------------- | ------------- | ------------- | ------------- | ------------- | ------------- | ------------- | ------------- | ------------- | ------------- | -------------- | ---------- |
| Température minimale moyenne (°C)     | 0,8           | 1              | 3,9           | 7,4           | 10,6          | 14,4          | 16,4          | 15,6          | 12,6          | 9,2           | 4,6           | 1,2            | 8,1        |
| Température moyenne (°C)              | 3,9           | 4,9            | 8,9           | 13,3          | 16,1          | 20,4          | 22,8          | 21,7          | 18            | 13,6          | 8,1           | 4,4            | 13         |
| Température maximale moyenne (°C)     | 7             | 8,8            | 13,9          | 19,1          | 21,7          | 26,3          | 29,3          | 27,8          | 23,3          | 18            | 11,7          | 7,5            | 17,9       |
| Record de froid (°C) date du record   | −9,8 11.01.10 | −12,7 05.02.12 | −9 01.03.05   | −1,2 04.04.22 | 1,6 06.05.19  | 3,8 01.06.06  | 8,9 15.07.16  | 8,9 15.08.06  | 3,9 27.09.10  | −1 16.10.09   | −7 27.11.05   | −12,2 20.12.09 | −12,7 2012 |
| Record de chaleur (°C) date du record | 16,8 10.01.15 | 21,4 24.02.20  | 25,6 31.03.21 | 30,3 28.04.12 | 33,6 24.05.09 | 38,2 27.06.19 | 40,1 24.07.19 | 39,7 24.08.23 | 32,4 11.09.18 | 28,8 04.10.10 | 23,9 12.11.18 | 19,3 17.12.19  | 40,1 2019  |
| Précipitations (mm)                   | 85,7          | 74             | 91,8          | 85,4          | 122,4         | 99,1          | 89,1          | 86            | 89,6          | 97,9          | 103,9         | 96,1           | 1 121      |

#### Températures des minimales et maximales enregistrées sur trois années
- 2012

| Mois                              | jan. | fév. | mars | avril | mai  | juin | jui. | août | sep. | oct. | nov. | déc. |
| --------------------------------- | ---- | ---- | ---- | ----- | ---- | ---- | ---- | ---- | ---- | ---- | ---- | ---- |
| Température minimale moyenne (°C) | 0    | −4,7 | 2,3  | 7     | 10,6 | 14,6 | 15,1 | 15,5 | 11,5 | 8,5  | 3,6  | 0,1  |
| Température maximale moyenne (°C) | 7,2  | 4,2  | 18,4 | 17,6  | 23,4 | 26,9 | 27,7 | 29,5 | 23,2 | 18,1 | 12   | 6,6  |

- 2014

| Mois                              | jan. | fév. | mars | avril | mai  | juin | jui. | août | sep. | oct. | nov. | déc. |
| --------------------------------- | ---- | ---- | ---- | ----- | ---- | ---- | ---- | ---- | ---- | ---- | ---- | ---- |
| Température minimale moyenne (°C) | 1,1  | 2    | 2,7  | 6,8   | 9,2  | 13,9 | 15,1 | 14,3 | 12,1 | 9,5  | 5    | 1,4  |
| Température maximale moyenne (°C) | 8,9  | 11,3 | 12,1 | 16,4  | 21,5 | 27,6 | 24,8 | 25,4 | 24,4 | 21,3 | 13,9 | 7,9  |

- 2016

| Mois                              | jan. | fév. | mars | avril | mai  | juin | jui. | août | sep. | oct. | nov. | déc. |
| --------------------------------- | ---- | ---- | ---- | ----- | ---- | ---- | ---- | ---- | ---- | ---- | ---- | ---- |
| Température minimale moyenne (°C) | 1,6  | 3    | 2,3  | 7,1   | 9,5  | 14,5 | 15,7 | 14,6 | 13   | 6,5  | 3,9  | −3,8 |
| Température maximale moyenne (°C) | 9,3  | 11,3 | 13,4 | 17,1  | 21,3 | 25,8 | 28,8 | 29,1 | 26,6 | 16,8 | 11,6 | 6,6  |

### Hydrographie

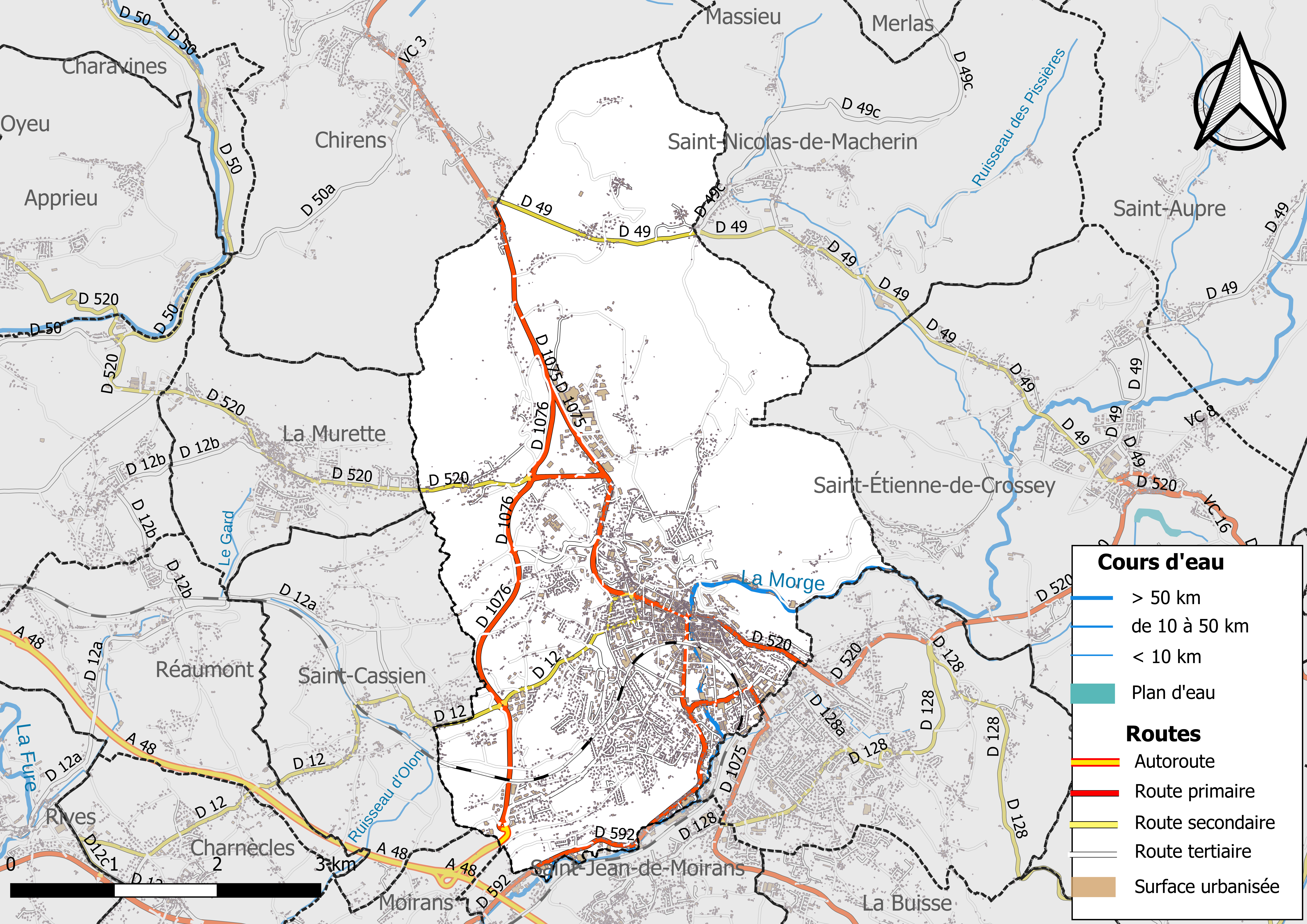
Carte des réseaux hydrographique et routier de Voiron.

Le territoire communal est sillonné de plusieurs cours d'eau dont une rivière, la Morge et quelques rus ou ruisseaux qui sont tous des affluents et des sous-affluents de l'Isère

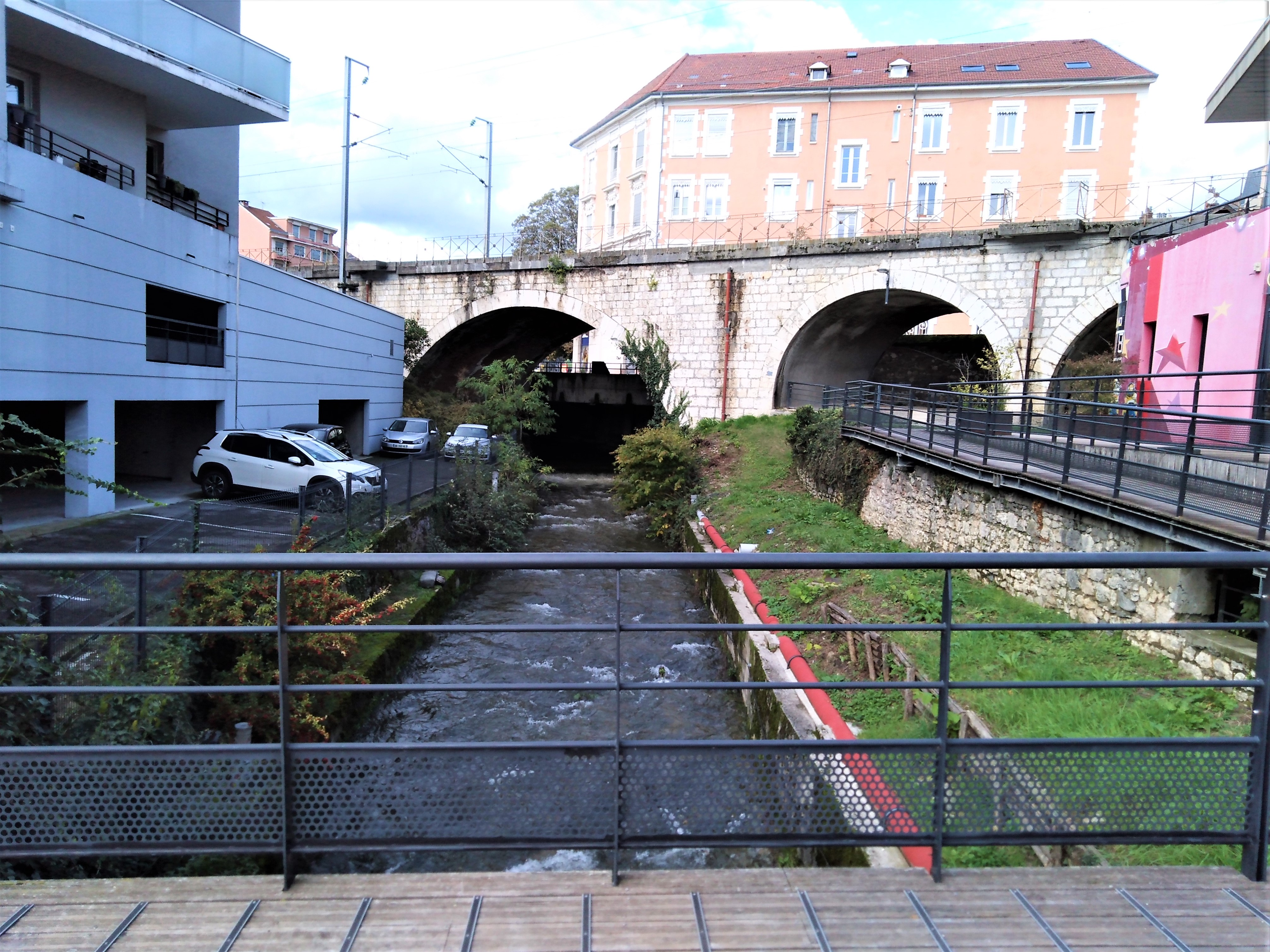
La Morge à Voiron en novembre 2019.

La Morge est une rivière, d'une longueur de 27,2 km. Elle est un affluent de l'Isère et donc un sous-affluent du Rhône. Elle a un caractère torrentiel et reçoit l'apport de quelques ruisseaux en traversant la commune de Moirans. Celle-ci prend sa source dans le canton de Voiron, sur le territoire de la commune de Saint-Aupre, de 650 mètres environ. La morge traverse la partie méridionale du territoire communal et principalement le centre-ville, selon un axe qu'on peut qualifier de nord-est - sud-ouest.
Les ruisseaux les plus notables sont le ruisseau de Saint-Nicolas-de-Macherin, d'une longueur de 6,1 km qui traverse également les communes de Saint-Nicolas-de-Macherin (ou il prend sa source) et de Saint-Étienne-de-Crossey, ainsi que le ruisseau du Gorgeat d'une longueur 0,3 km, affluent la Morge.

## Urbanisme

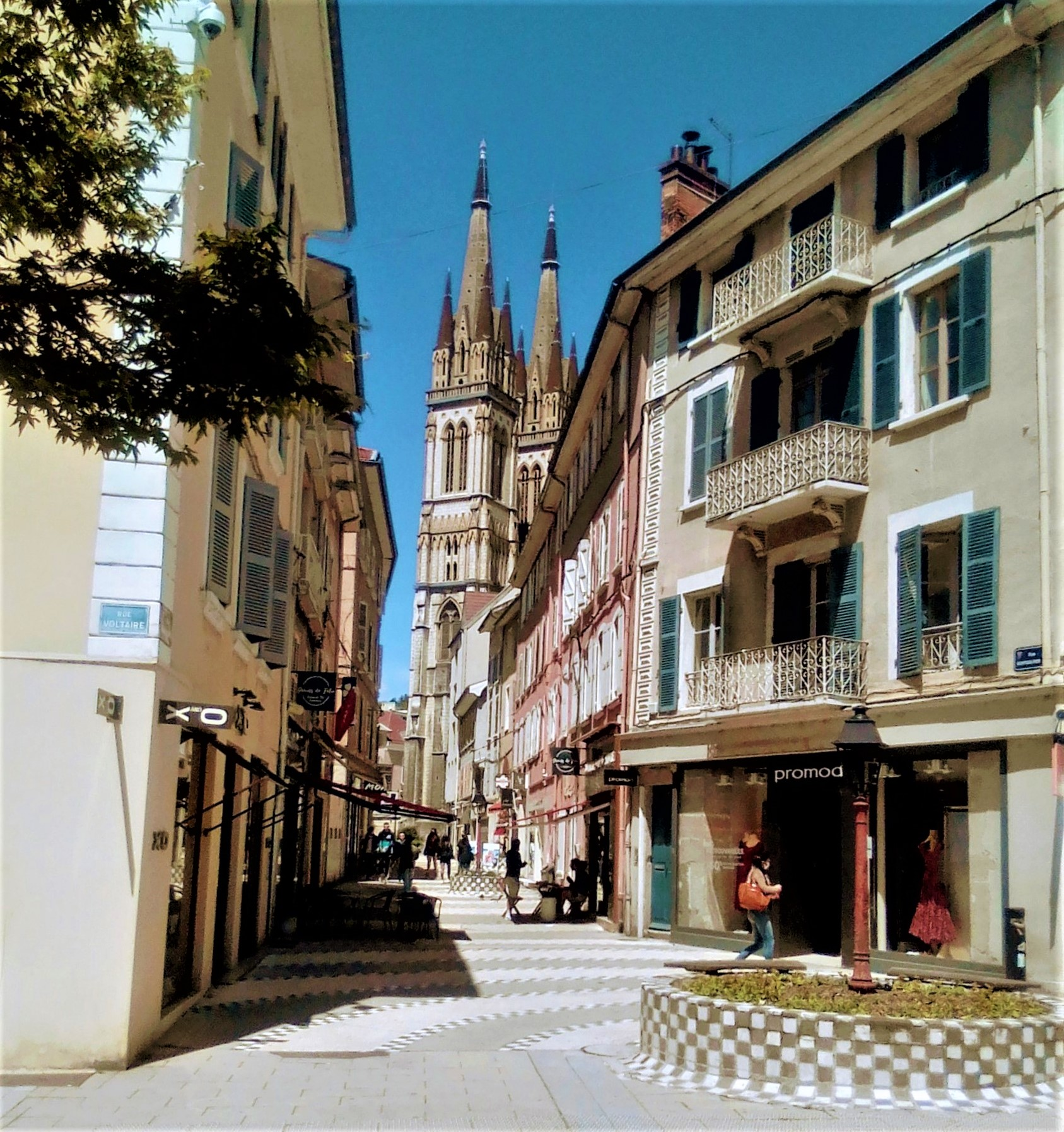
Voiron, voie piétonne (rue Montgolfier) et l'église Saint-Bruno en mai 2021.

### Typologie
Au 1er janvier 2024, Voiron est catégorisée centre urbain intermédiaire, selon la nouvelle grille communale de densité à sept niveaux définie par l'Insee en 2022.
Elle appartient à l'unité urbaine de Voiron, une agglomération intra-départementale regroupant 15  communes, dont elle est ville-centre,,. Par ailleurs la commune fait partie de l'aire d'attraction de Grenoble, dont elle est une commune de la couronne,. Cette aire, qui regroupe 204 communes, est catégorisée dans les aires de 700 000 habitants ou plus (hors Paris),.

### Occupation des sols
L'occupation des sols de la commune, telle qu'elle ressort de la base de données européenne d’occupation biophysique des sols Corine Land Cover (CLC), est marquée par l'importance des territoires agricoles (43,9 % en 2018), en diminution par rapport à 1990 (51 %). La répartition détaillée en 2018 est la suivante : zones agricoles hétérogènes (29,29 %), 
zones urbanisées (26,86 %), forêts (25,53 %), prairies (14,41 %), zones industrielles ou commerciales et réseaux de communication (3,75 %), terres arables (0,17 %).
| Type d’occupation | 1990        | 1990    | 2018      | 2018    | Bilan      |
| --- | ----------- | ------- | --------- | ------- | ---------- |
| Territoires artificialisés (zones urbanisées, zones industrielles ou commerciales et réseaux de communication, mines, décharges et chantiers, espaces verts artificialisés ou non agricoles) | 517,23 ha   | 23,51 % | 673,19 ha | 30,61 % | 155,96 ha  |
| Territoires agricoles (terres arables, cultures permanentes, prairies, zones agricoles hétérogènes)                                                                                          | 1 120,96 ha | 50,96 % | 964,91 ha | 43,87 % | −156,05 ha |
| Forêts et milieux semi-naturels (forêts, milieux à végétation arbustive et/ou herbacée, espaces ouverts sans ou avec peu de végétation)                                                      | 561,39 ha   | 25,52 % | 561,48 ha | 25,53 % | 0,09 ha    |

L'IGN met également à disposition un outil en ligne permettant de comparer l’évolution dans le temps de l’occupation des sols de la commune (ou de territoires à des échelles différentes). Plusieurs époques sont accessibles sous forme de cartes ou photos aériennes : la carte de Cassini (XVIIIe siècle), la carte d'état-major (1820-1866) et la période actuelle (1950 à aujourd'hui).

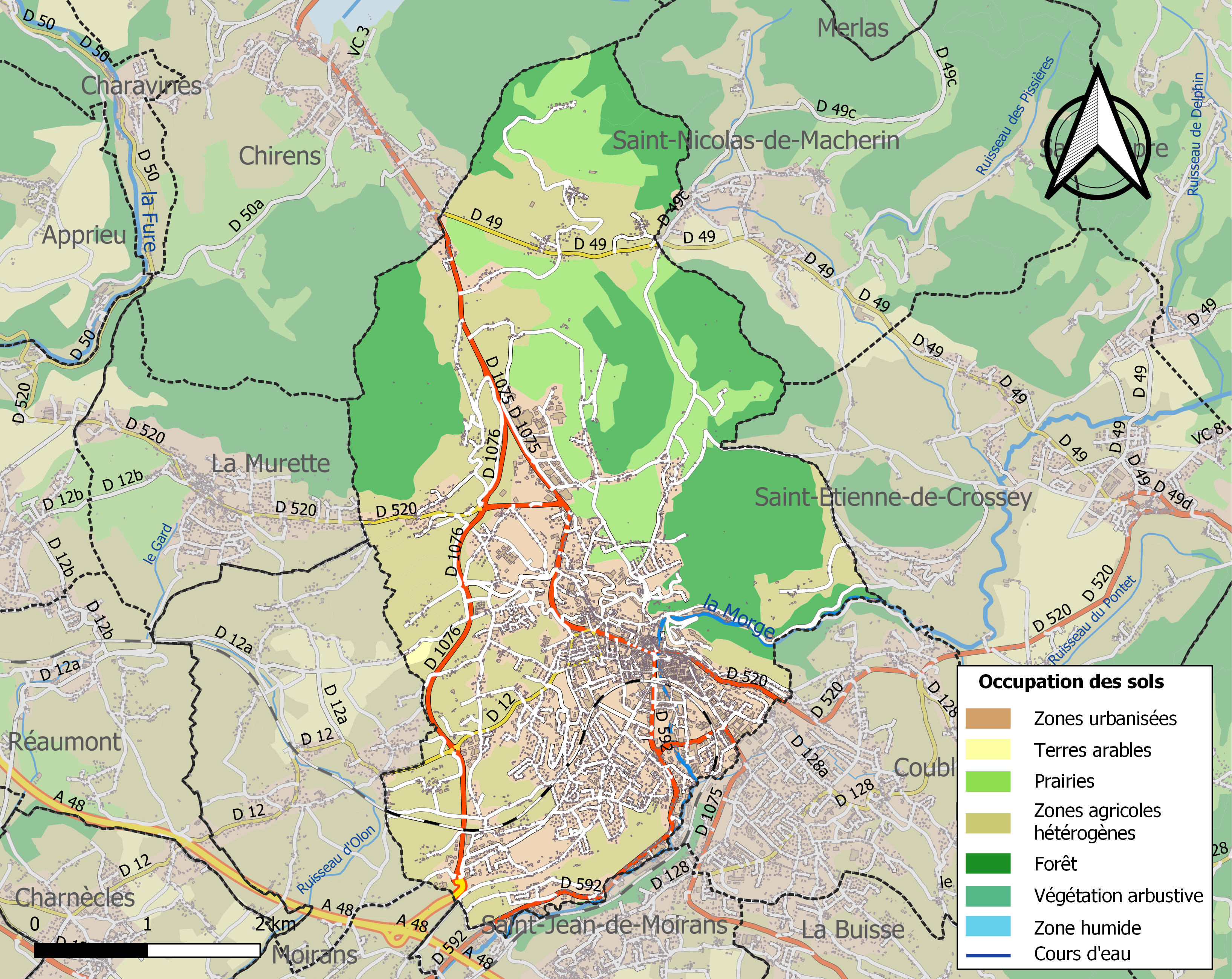
Carte des infrastructures et de l'occupation des sols en 2018 (CLC) de la commune.
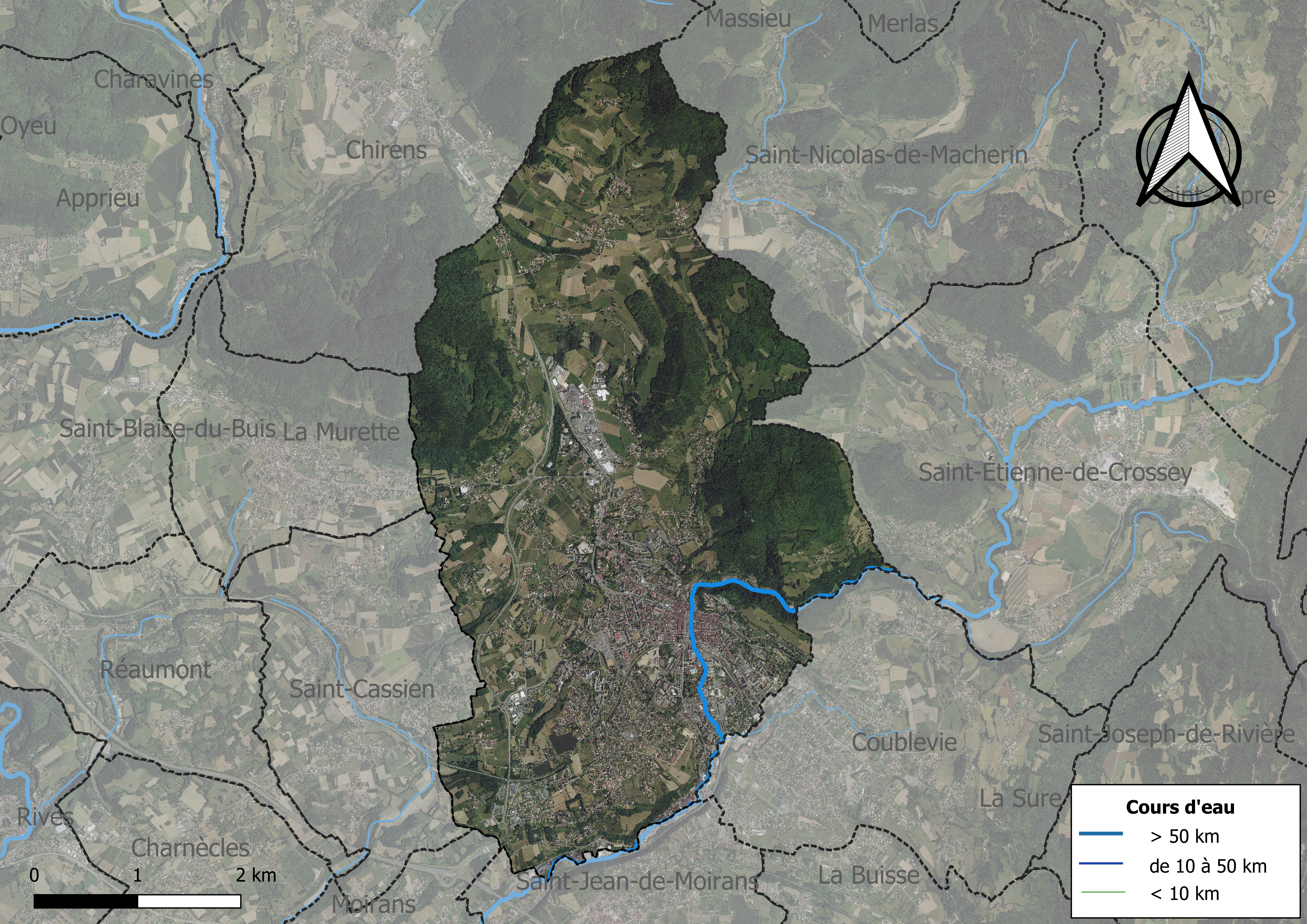
Carte orthophotogrammétrique de la commune.

### Morphologie urbaine
La ville comprend des zones fortement urbanisées comprenant des immeubles résidentiels, administratifs et commerciaux de toute taille, des villas, des maisons de villes plus anciennes et des zones rurales comprenant des fermes et des maisons rurales.

### Lieux-dits, quartiers et hameaux de Voiron

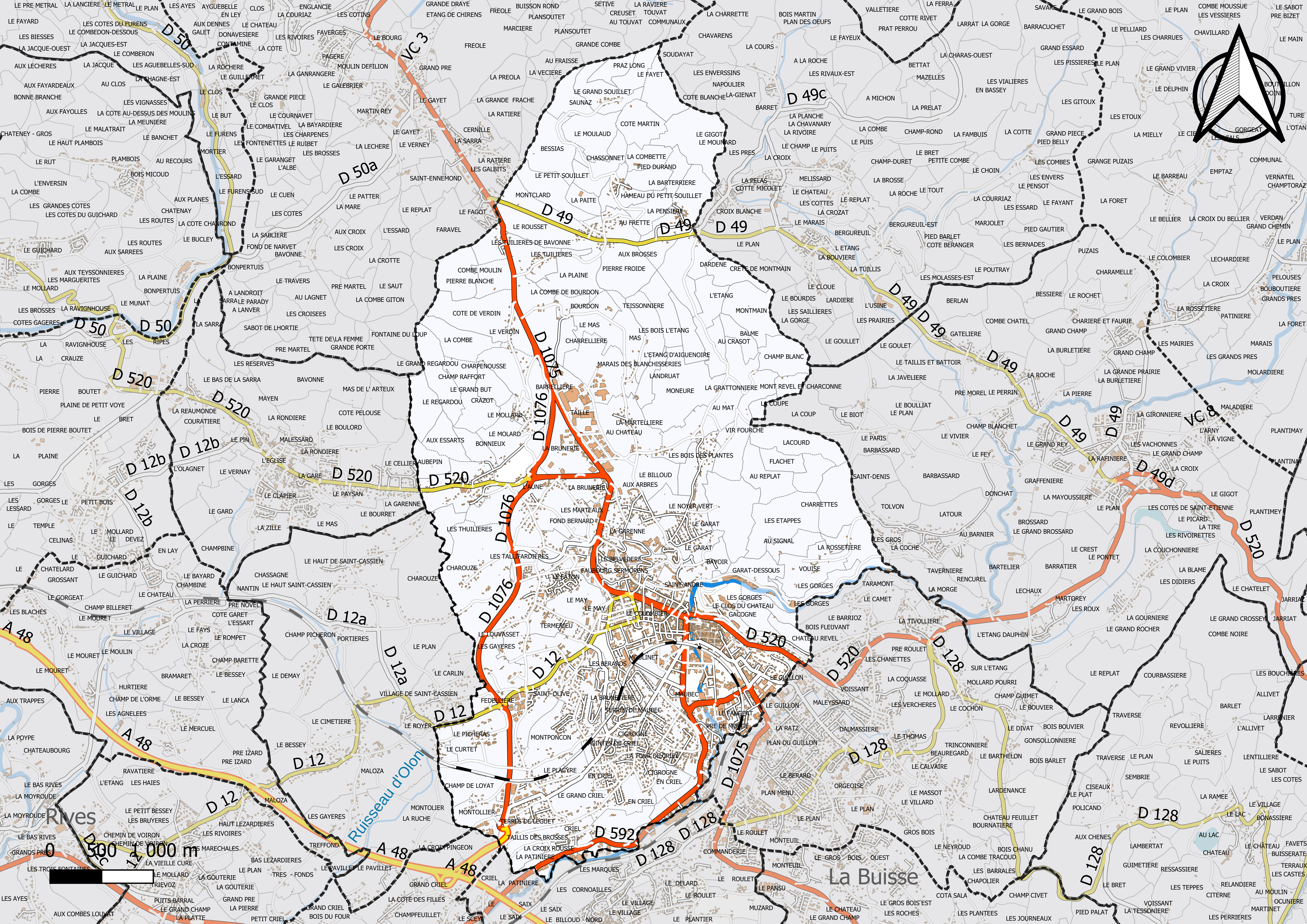
Carte du cadastre de la commune de Voiron.

#### Les quartiers
La municipalité de Voiron a découpé le territoire communal en cinq quartiers. Chaque territoire est représenté par un conseil de quartier, consulté sur les principaux projets municipaux qui concernent le quartier, voire la ville, quand il s'agit d'un projet important. Les domaines de consultation et d'intervention des conseils de quartiers sont larges : principalement l'animation, la culture, l'environnement et le cadre de vie, la sécurité et la solidarité, les déplacements et l'urbanisme.
Le secteur de Sermorens situé au nord-ouest du centre, souvent évoqué comme un quartier de Voiron est en fait le centre historique de la ville qui devint ultérieurement un faubourg (voir le chapitre : Histoire de Voiron).

#### Les hameaux, lieux-dits et écarts
Voici, ci-dessous, la liste la plus complète possible des divers hameaux, quartiers, écarts, lieux-dits résidentiels urbains comme ruraux qui composent le territoire de la commune de Voiron, présentés selon les références toponymiques fournies par le site géoportail de l'Institut géographique national.
Les différents quartiers sont :
| - Souillet Vouise Belvédère - Le Faton - Centre-ville Nord - Grand Brunetière Criel - Le Mollard - Les tuilières | - Les Marteaux - L'Agnelas - Centre-ville Sud Baltiss - Blanchisserie (zone commerciale Carrefour) - Tallifardière (Centre Hospitalier) |

Les différents hameaux et lieux-dits sont plus ou moins détachés du tissu urbain et présente un aspect rural très marqué :
| - La Barrelière est un lieu-dit sur la commune au pied de la colline de Bavonne. Il est situé au-dessus du domaine de - La Brunerie qui abrite le CREPS Rhône-Alpes. | - Le Petit Souillet, situé au nord du territoire communal. - Le Grand Souillet, situé au nord du territoire communal. |

### Logement
En 2019, les statistiques publiées par l'INSEE indiquent un nombre total de 11 569 logements à Voiron, très majoritairement des logements de trois ou quatre pièces dont 10 056 résidences principales et 1 320 logements vacants.

### Eau et assainissement
L'alimentation en eau potable du secteur de communes du territoire où se situe Voiron est administrée par la communauté d'agglomération du Pays voironnais. Le service de l’eau a pour mission d'approvisionner en eau potable l’ensemble des habitants et des entreprises du secteur, d'entretenir et d'améliorer les réseaux et les installations en assurant la gestion administrative des services locaux d’eau et d’assainissement.

### Risques naturels et technologiques

#### Risques sismiques
L'ensemble du territoire de la commune de Voiron est situé en zone de sismicité no 4 (sur une échelle de 1 à 5), en limite de la zone no 3 qui se situe vers l'ouest et le nord-ouest du département de l'Isère.
| Type de zone | Niveau            | Définitions (bâtiment à risque normal) |
| ------------ | ----------------- | -------------------------------------- |
| Zone 4       | Sismicité moyenne | accélération = 1,6 m/s2                |

#### Autres risques
Un plan de prévention des risques naturels d’inondation de la Morge, rivière qui traverse le centre de la commune, a été approuvé par arrêté préfectoral du 8 juin 2004. Ce plan a établi un zonage du risque.

### Voies de communications et transports

#### Réseau routier

Le tracé de l'autoroute A48.

##### L'accès par l'autoroute
L’autoroute A48 est une voie routière à grande circulation qui permet la liaison autoroutière entre les agglomérations de Lyon, de Voiron et de Grenoble. Elle se connecte à l'A43 au niveau de Bourgoin-Jallieu, puis se termine sur le territoire de la commune de Saint-Égrève.
À noter que cette autoroute traverse, dans les deux sens de circulation, plusieurs cols. Le plus difficile en période hivernale est celui de la Rossatière, situé au nord du territoire de Voiron (commune de Châbons), en particularité pour les poids lourds quelquefois bloqué par les abondantes chutes de neige.
En venant de Grenoble, l'entrée de l'agglomération voironnaise se situe à Mauvernay ZI Moirans (Voiron sud) puis à Champfeuillet (Voiron ouest)
 10 Champfeuillet à 36 km : Voiron, Les Abrets
 11 Moirans à 40 km : Moirans, Voiron-centre.

##### L'accès par les routes à grande circulation
La route nationale 75 est une ancienne route nationale française reliant Tournus et Bourg-en-Bresse à Sisteron, par Grenoble. Cette route, qui a été déclassée en RD 1 075 en 2006, relie la ville de Voiron à Grenoble vers le sud et à Bourg-en-Bresse, vers le nord.
Il existe également une rocade de contournement qui relie la RD 1 075 à l'autoroute A48, mais celle-ci n'est pas complète et devrait rejoindre l'ancienne route nationale Lyon-Grenoble, aujourd'hui dénommée RD 1 085, lorsque la connexion sera achevée; le début des travaux du dernier tronçon n'étant prévu, au plus tôt, qu'au cours de l'année 2021 et devrait durer trois ans

##### La circulation urbaine locale
Toujours encombré par un trafic relativement important, le centre-ville de Voiron souffre d'une rocade de contournement encore incomplète, bien que celle-ci soit déjà connectée à l'autoroute A48. De nombreux résidents des communes situées dans l'agglomération transitent par ce secteur dans le cadre de leurs déplacements domicile-travail.

### Transports publics

#### Transport routier

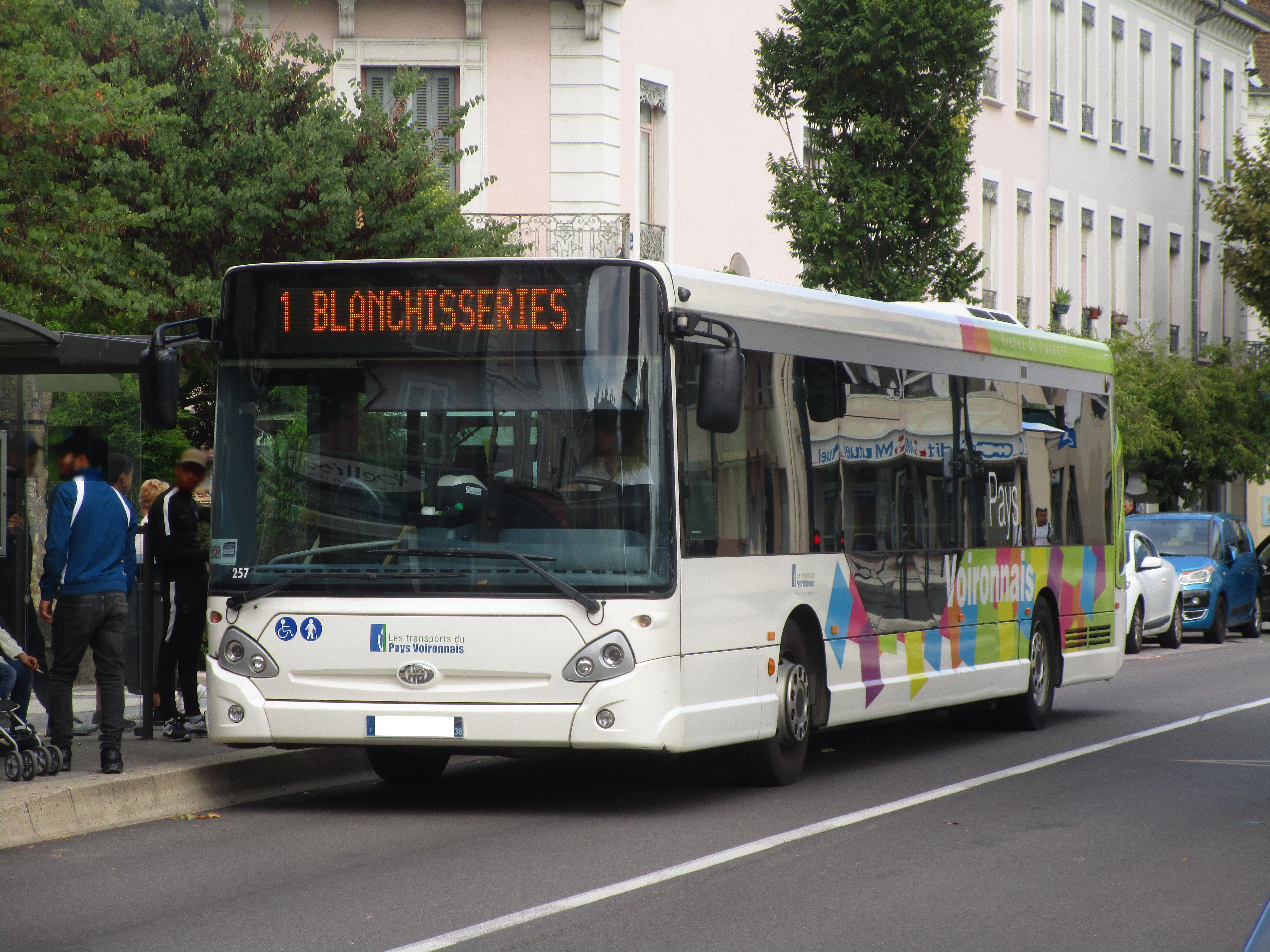
Bus de la ligne 1 du réseau de transports du Pays voironnais.

##### Réseau urbain
Le réseau des Transports du Pays Voironnais est un réseau de transport en commun centré sur les villes françaises de Voiron et Rives dans le département de l'Isère. L'autorité organisatrice de transport urbain de ce réseau est la communauté d'agglomération du Pays voironnais.
Ce réseau urbain a été inauguré le 18 décembre 2004. Il est exploité par l'entreprise des Autocars Perraud :
La commune de Voiron est desservie par un réseau de bus urbains composé de quatre lignes : la ligne 1 dessert uniquement la commune de Voiron (et Saint-Jean-de-Moirans à certains services), la ligne 2 dessert Voiron et Coublevie, la ligne 3 dessert seulement Voiron et la ligne 4 dessert les communes de Voiron, Coublevie et enfin Saint-Jean-de-Moirans.
Une ligne spécifique TAD relie la gare routière de Voiron (gare routière) à l'hôpital de Voiron sur simple réservation téléphonique faite par tout voyageur. Elle est considérée comme le Transport à la Demande de la ligne 4.

##### Réseau interurbain
Voiron est également desservie par les lignes Express 1 (permettant de rejoindre Lumbin par Grenoble), T43 (Les Abrets-en-Dauphiné), T41 (Chambéry) et T55/T56 (La Côte-Saint-André) pour n'en citer que quelques-unes du réseau Cars Région Isère, géré par le conseil régional d'Auvergne-Rhône-Alpes et dont le centre d'échange est situé sur la gare routière de Voiron, à proximité immédiate de la gare ferroviaire de la ville.

#### Transport ferroviaire

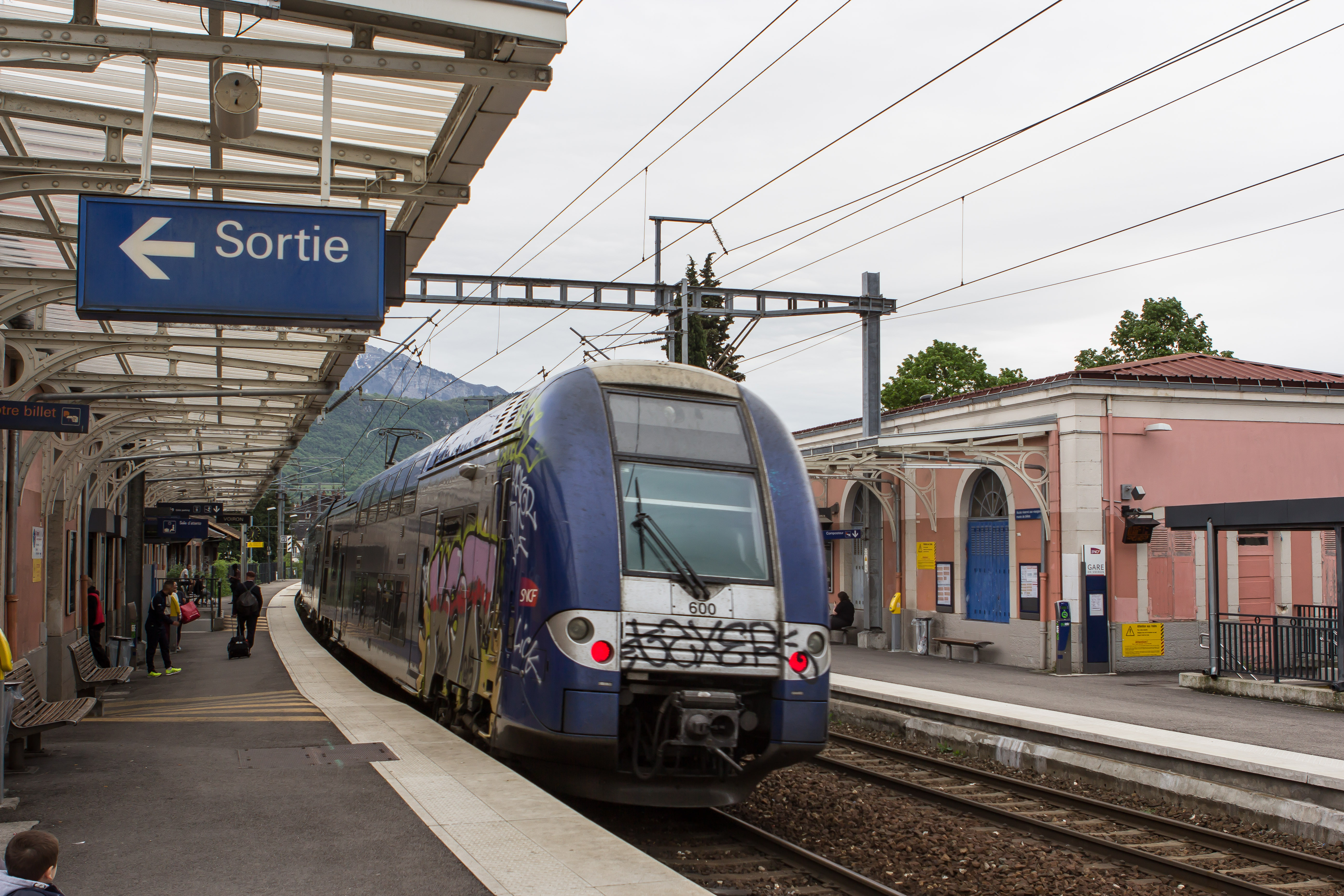
TER en gare de Voiron

Située sur la ligne de Lyon-Perrache à Marseille-Saint-Charles (via Grenoble), la gare ferroviaire de Voiron représente le deuxième pôle d'échange du département quant à la fréquentation de voyageurs. Les navettes TER Rives - Voiron - Moirans - Voreppe - Grenoble - Échirolles - Grenoble-Universités-Gières sont cadencées aux 20 minutes en heures de pointe du lundi au vendredi (services réduits les samedis, dimanches et fêtes).
Très proche du centre-ville et de sa zone piétonnière, la gare ferroviaire de Voiron a appartenu à la Compagnie des chemins de fer de Paris à Lyon et à la Méditerranée dénommée par l'acronyme PLM, dès 1863. En 1878, celle-ci est définitivement raccordé à l'ensemble du réseau des Alpes.

#### Transport aérien
L'aéroport le plus proche est l'aéroport de Grenoble-Isère situé à environ 20 km vers l'ouest. On peut le rejoindre depuis Voiron par l'autoroute et une voie express. L'aéroport de Lyon-Saint-Exupéry et son hub régional, quatrième aéroport français est, lui aussi, relié par l'autoroute à Voiron, est situé à 70 km.

## Toponymie

### Voiron
Une traduction latine du terme Voronis donne en français « sommet rocheux ». Situé au pied de la colline de la Vouise, l'emplacement de la ville semble justifier ce nom.
André Plank, auteur du livre L'origine des noms des communes du département de l'Isère explique que le terme voronis peut être rattaché au mot celte voberol « ...//...qui désignerait "ce qui bouillonne par-dessous" ou le ruisseau caché qui engendre les ourants telluriques bien connus des sourciers. Voberol a donné nwywre, puis la vouivre (wivre au XIIe siècle, serpent fabuleux et imaginaire de nos campagnes... »

### Le quartier de Sermorens
Salmoracensis et Salmoringa (IXe siècle), faubourg de Voiron, devint Sermorenc du temps de la fameuse assemblée de Sermorens (853). Selon le livre de Gilbert Coffano intitulé Dauphiné mystérieux et légendaire, ce nom pourrait avoir pour étymologie une expression latine Saltus Morginae qui signifierait le défilé de la Morge.

## Histoire
Pour des articles plus généraux, voir Histoire de l'Isère et Province du Dauphiné.

### Préhistoire
Sur le territoire de la commune voisine de La Buisse, située à 5 kilomètres au sud-est de la gare de Voiron, la fouille d'une carrière, en 1841, a permis de mettre au jour une cinquantaine de corps ainsi qu'un mobilier important (lames de silex, bois de cerf dont une pioche), datant de l'époque azilienne (épipaléolithique). Un autre site datant du Néolithique a été découvert sur la rive sud du lac de Paladru, à environ 10 kilomètres au nord de Sermorens.

### Antiquité

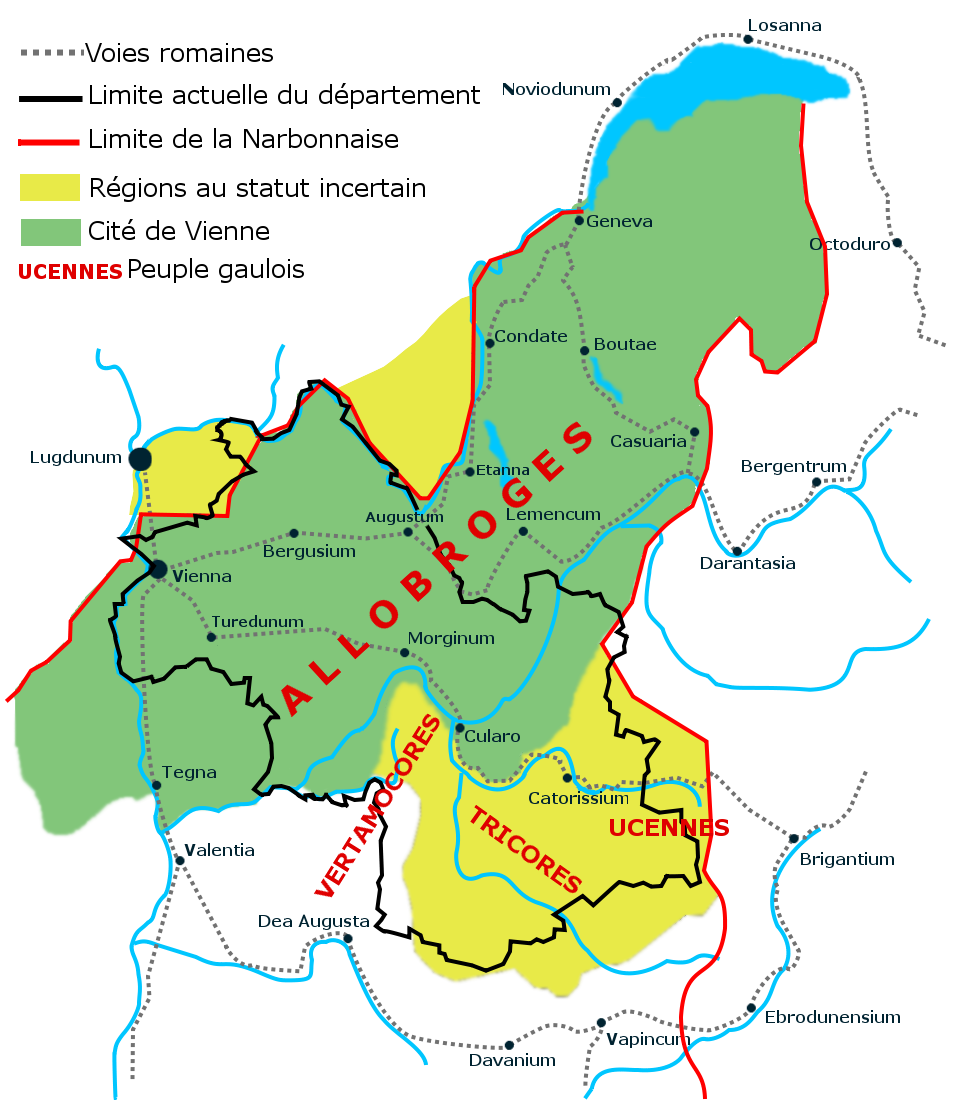
Carte de l'Allobrogie.

Au début de l'Antiquité, le territoire des Allobroges s'étendait sur la plus grande partie des pays qui seront nommés plus tard la Sapaudia (ce « pays des sapins » deviendra la Savoie) et au nord de l'Isère.
Les Allobroges, comme bien d'autres peuples gaulois, sont une « confédération ». En fait, les Romains donnèrent, par commodité le nom d'Allobroges à l'ensemble des peuples gaulois vivant dans la civitate (cité) de Vienne, à l'ouest et au sud de la Sapaudia.
Durant la période gallo-romaine, Salmorungum est un petit bourg commerçant dont nous connaissons l'existence par les vestiges de riches villas romaines découvertes lors de la réalisation de la rocade Ouest de la ville actuelle.
De nos jours, le faubourg Sermorens, situé au nord du centre-ville nous rappelle, par son nom, le passé romain de la cité. Il existait également un petit oppidum (poste avancé romain) dont le rôle était de surveiller le débouché des gorges de la Morge, situé à peu près sur l'emplacement de la tour Barral et qui portait le nom de Castrum Voronis (peut-être l'origine du nom de Voiron).

### Le Moyen Âge et la Renaissance

#### Le comté de Sermorens
Pour un article plus général, voir Comté de Sermorens.
Situé entre la vallée du Rhône et les Alpes, fief de l'ancien Royaume de Bourgogne, le comté de Sermorens, créé probablement au IXe siècle, a joui d'une certaine autonomie politique. Sermorens est, en l'an 800, cité comme archidiaconé, et vers 850, en tant que « pagus » correspondant à ce qui deviendra ensuite un comté. Ce fief est administré à partir de la « villa » carolingienne « villa salmoringa » ou en 858 se tient l'assemblée des Trois Provinces, nom d'un faubourg actuel de Voiron.
Durant le Moyen Âge, Voiron n'est qu'une modeste bourgade, mais la cité est déjà un emplacement stratégique qui attire de nombreux commerçants. En effet, sa position frontalière avec le Dauphiné voisin (elle est alors savoyarde de 1029 à 1355) lui procure un avantage commercial indéniable sur ses rivales (Vienne et Grenoble). De cette époque lointaine ne reste que de faibles traces au cœur de la ville. Le château de Barral dominait la cité, la tour Barral en était un des éléments. Cette situation géographique prendra fin dès l'annexion de Voiron par le royaume de France.
Le comté de Sermorens eut cependant à subir comme ses voisins, les comtés de Vienne et de Grenoble, les aléas de l'histoire. Objet de contestation pour sa possession entre l'archevêque de Vienne, Gui de Bourgogne, et l'évêque de Grenoble, saint Hugues, le comté de Sermorens finira par disparaître au cours du XIIe siècle.

#### Le monastère de la Grande Chartreuse

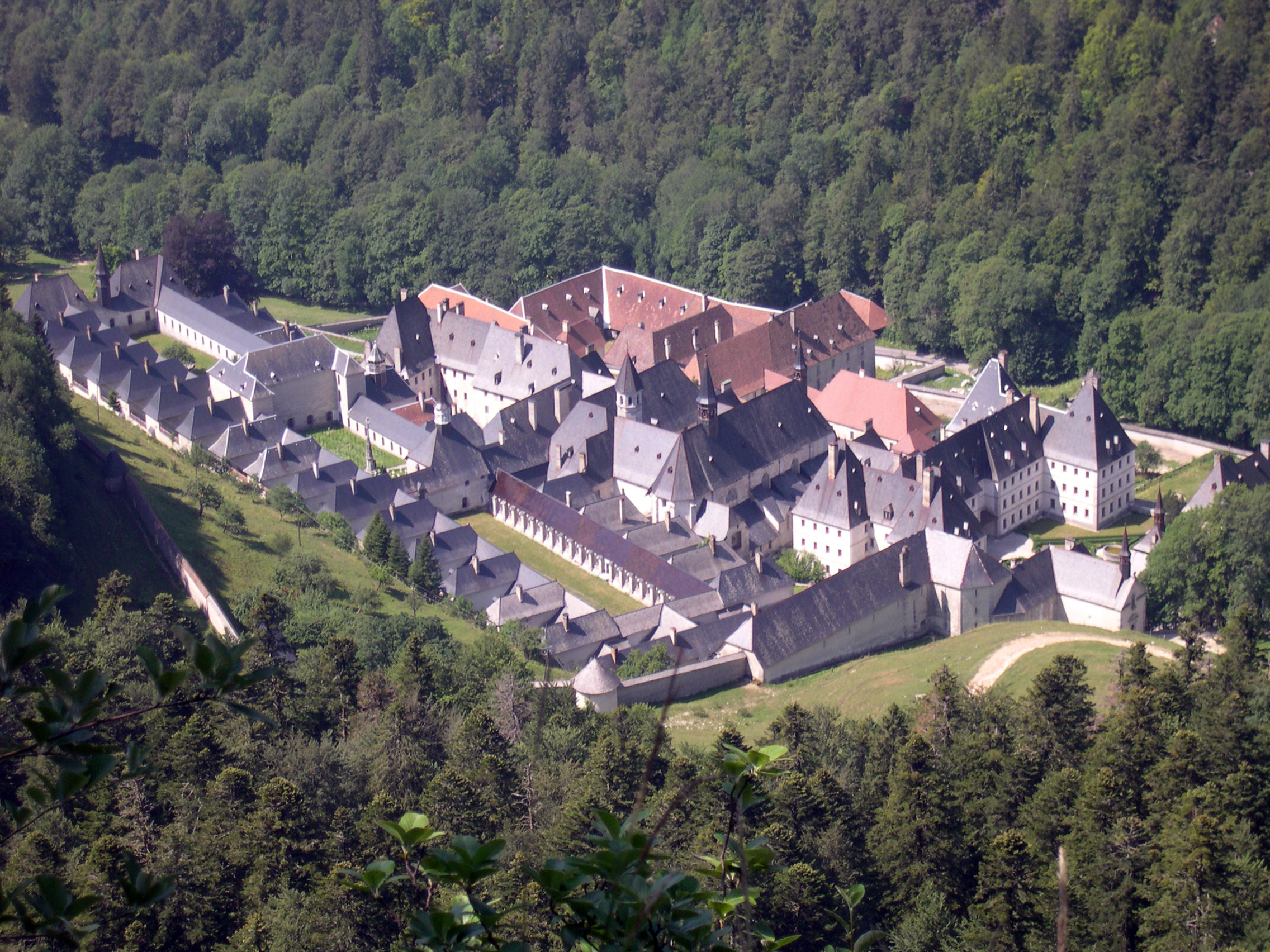
Le monastère de la Grande Chartreuse.

Le monastère de la Grande Chartreuse est le premier monastère et la maison-mère de l'ordre des Chartreux. Il est situé sur la commune de Saint-Pierre-de-Chartreuse dans l'Isère, à environ 20 kilomètres de Voiron. C'est l'implantation des Chartreux dans le massif homonyme qui leur a donné ce nom.
Au printemps de 1084 maître Bruno, guidé par l'évêque de Grenoble arrive dans le lieu qu'on appellera dès lors « le désert de chartreuse » en raison de son isolement.
À la suite de plusieurs avalanches, quelques pillages et enfin, l'incendie de 1676, Dom Innocent Le Masson reconstruisit le monastère selon un nouveau parti architectural, celui qu’on lui connaît. Les bâtiments sont classés monument historique depuis 1920.

#### Le rattachement à la France

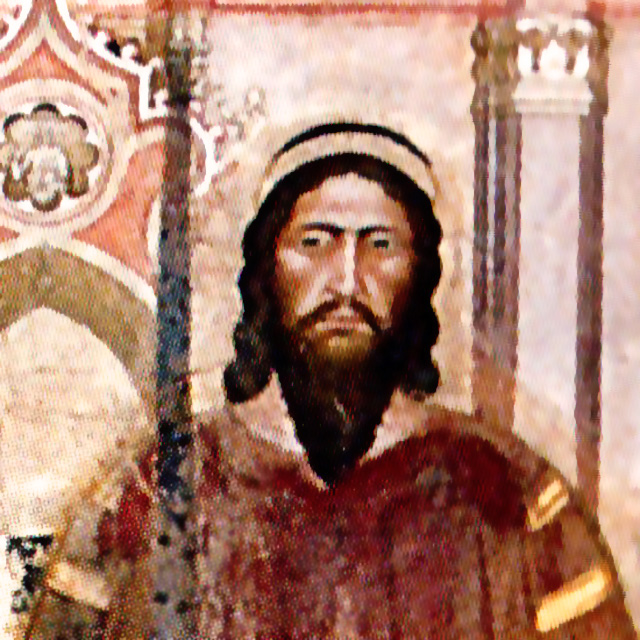
Amédée VI de Savoie, le comte vert, donne Voiron au Dauphiné.

En 1355, le traité de Paris est signé par le roi de France Jean II qui venait d'hériter du Dauphiné quelques années auparavant. Le comte de Savoie Amédée VI décide alors de fixer définitivement au Rhône et au Guiers les limites entre le Dauphiné et le comté de Savoie. Le Voironnais devient alors dauphinois. La région était encore assez enclavée à cette époque faute de grandes voies de communication. La population locale y cultivait, comme presque partout ailleurs, le chanvre et fabriquait à partir de cette matière première des toiles dont les surplus était vendu sur les foires locales. Ce commerce se développa rapidement grâce aux exonérations d'impôts accordés par le comte de Savoie et fut à l'origine de l'« aventure textile voironnaise ».
Lors du rattachement du Voironnais au Dauphiné en 1355, cette franchise fut remise en cause et les commerçants durent longuement négocier pour conserver cet avantage. Ce ne fut qu'en 1511 que le roi de France Louis XII confirma ce privilège ce qui contribuera à développer considérablement les échanges commerciaux liés à l'augmentation de la production de chanvre et de toiles tissées. Dès 1550 l'industrie textile voironnaise se diversifie. On assiste à la production de linge de table de qualité dit « de Venise ». Cette appellation donna son nom à la rue de Venise, toujours visible de nos jours à Voiron, ou se trouvait à l'époque les boutiques de tisserands.

### Les Temps Modernes
Au début du XVIIIe siècle, Voiron, considérée localement comme la petite capitale du massif de la Chartreuse et de ses environs, ou du moins, la ville la plus importante entre Grenoble, Lyon et Chambéry, compte environ 1 200 habitants et plus d'une centaine d'entre eux travaillent dans la transformation du chanvre.
80 ans plus tard ce sont 1 200 producteurs de cette plante qui sont dénombrés dans le Voironnais ainsi que 2 760 métiers à tisser. Depuis le début du siècle la production s'est organisée autour de la fabrique voironnaise et les toiles sont marquées afin d'en certifier l'origine. La ville acquiert une grande renommée grâce à ses toiles issues d'un savoir-faire séculaire. Mais les privilèges accordés par Louis XII disparurent à la Révolution. Toutefois la production de toile ne s’essouffla pas et leurs réputations permirent de maintenir l'activité sous le Premier Empire notamment grâce aux commandes de l'armée. Le XIXe siècle voit le déclin de la grande époque de la toile à Voiron notamment à cause de la concurrence du lin puis du coton, ainsi qu'à cause de la disparition de la marine à voile qui était une grande consommatrice de toiles voironnaises.

### Époque contemporaine

#### LeXIXesiècle

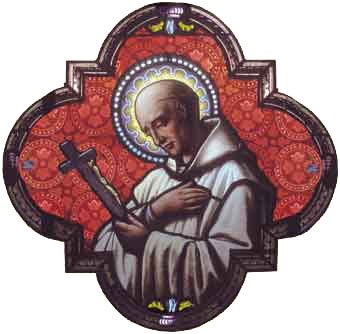
Saint Bruno, fondateur de l'Ordre des Chartreux à qui l'église de Voiron est dédiée.

Au XIXe siècle, le nom du bourg de Voiron est évoqué dans de nombreuses monarchies d'Europe. Les soieries voironnaises sont connues dans toute l'Europe pour leur finesse. Voiron profite alors d'une main-d'œuvre féminine bon marché, logée à l'usine et souvent mal payée. À la veille de la Première Guerre mondiale l'activité de tissage de la soie utilise près de 3 000 métiers.
Parallèlement l'essor des manufactures de papier sur les rives de la Morge, la rivière traversant la petite ville, attire de nombreux travailleurs vers la ville et de là débute un nouvel âge d'or. Le XIXe siècle, c'est aussi le rayonnement religieux de la ville qui grâce à l'audace d'un premier magistrat ambitieux fait ériger en 1876 l'église Saint-Bruno de style néo-gothique. On citera aussi l'élévation d'une statue représentant la Vierge Marie et l'Enfant Jésus, un hommage à Notre-Dame-de-France du Puy-en-Velay.

#### LeXXesiècle

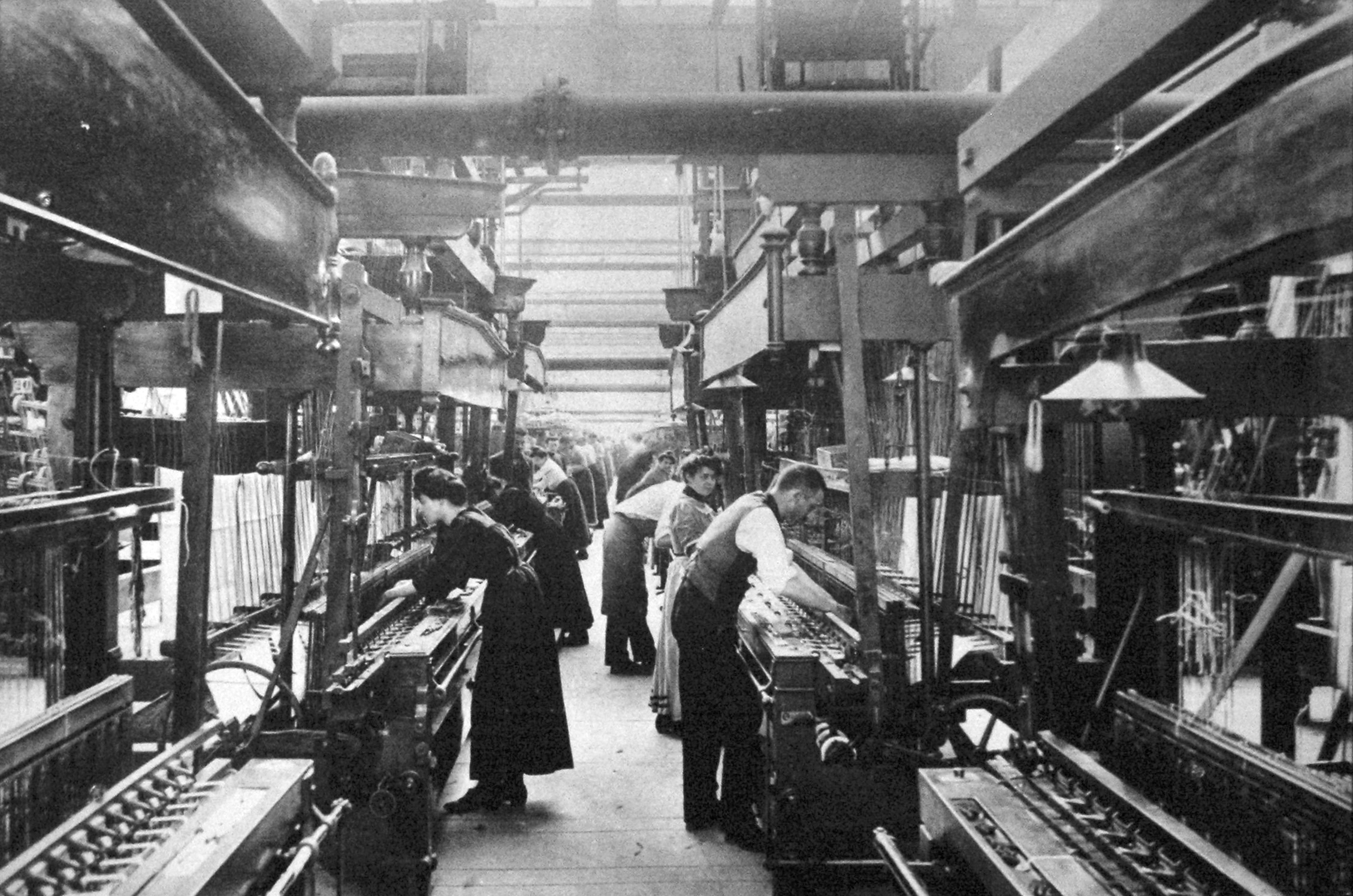
Atelier de tissage de la soie à Voiron, au début du XXe siècle.

Puis vient le XXe siècle, ses révolutions industrielles, le déclin de la soie, du papier et l'avènement de l'entreprise phare de la commune : les Skis Rossignol fondés en 1907 par Abel Rossignol. Des familles entières de voironnais, des immigrés italiens arrivés en masse au début du siècle travailleront dans ces usines. La ville se développe, s'agrandit. La population dépasse les 15 000 habitants. De grandes industries de renommée mondiale se développent, Voiron verra ainsi naître l'entreprise Radiall spécialisée en mécanique de précision, ou encore les jouets Gueydon, d'où est issue l'enseigne : King Jouet.

##### Le syndicalisme à Voiron
Voiron tient une place particulière dans l'histoire du syndicalisme français. Le téléfilm Mélancolie ouvrière de Gérard Mordillat, adapté de l'ouvrage éponyme de l'historienne Michelle Perrot paru en 2012 aux éditions Grasset, retrace le parcours de Lucie Baud (1870-1913), ouvrière de la soie dans le Dauphiné ayant mené des grèves à Vizille et à Voiron. Celle-ci serait l'une des premières femmes syndicalistes, en devenant déléguée syndicale représentant les ouvrières de la soie de Vizille et de Voiron au 6e congrès national de l'industrie textile à Reims en août 1904.
En 1906, lorsque Voiron, qui est un haut lieu de l'industrie textile où travaillent de nombreuses ouvrières, est touchée par une grève générale du textile déclenchée par les syndicats regroupés autour de la CGT à la suite de diminutions de salaires répétées, Lucie Baud joue un rôle de premier plan dans l'animation de cette grève, enrôlant les ouvrières italiennes à ses côtés.
En réaction à cette grève violente et aux thèses du syndicalisme révolutionnaire, à l'initiative de Cécile Poncet qui est issue de la bourgeoisie grenobloise et liée au milieu du catholicisme social, notamment à Lyon, le syndicat libre des ouvrières du tissage de Voiron (syndicat libre féminin) est créé en s'inspirant de la morale sociale de l'Église. En 1936, ce syndicat fusionne avec les syndicats libres masculins de l'Isère. Dès lors, Voiron constitue, en quelque sorte, à côté de Lyon et Paris, l'un des berceaux du syndicalisme chrétien, mieux connu sous le sigle CFTC.

#### LeXXIesiècle
En 2020, la commune se situe au centre d'un pôle économique et administratif majeur du département de l'Isère, riche de plus de 10 000 emplois, de nouvelles industries, d'une reconversion difficile après le départ de Rossignol et Johnson & Johnson. Voiron tient à garder sa totale indépendance vis-à-vis de son énorme voisine, l'agglomération grenobloise et ses 500 000 habitants. Le Pays Voironnais travaille pour attirer de nouveaux emplois visant à limiter le phénomène de cité-dortoir affectant déjà la banlieue voironnaise. Depuis 2010, du fait de l'étalement urbain entre Voreppe et Voiron, cette commune est considérée par l'Insee comme appartenant à l'unité urbaine de Grenoble.

## Politique et administration

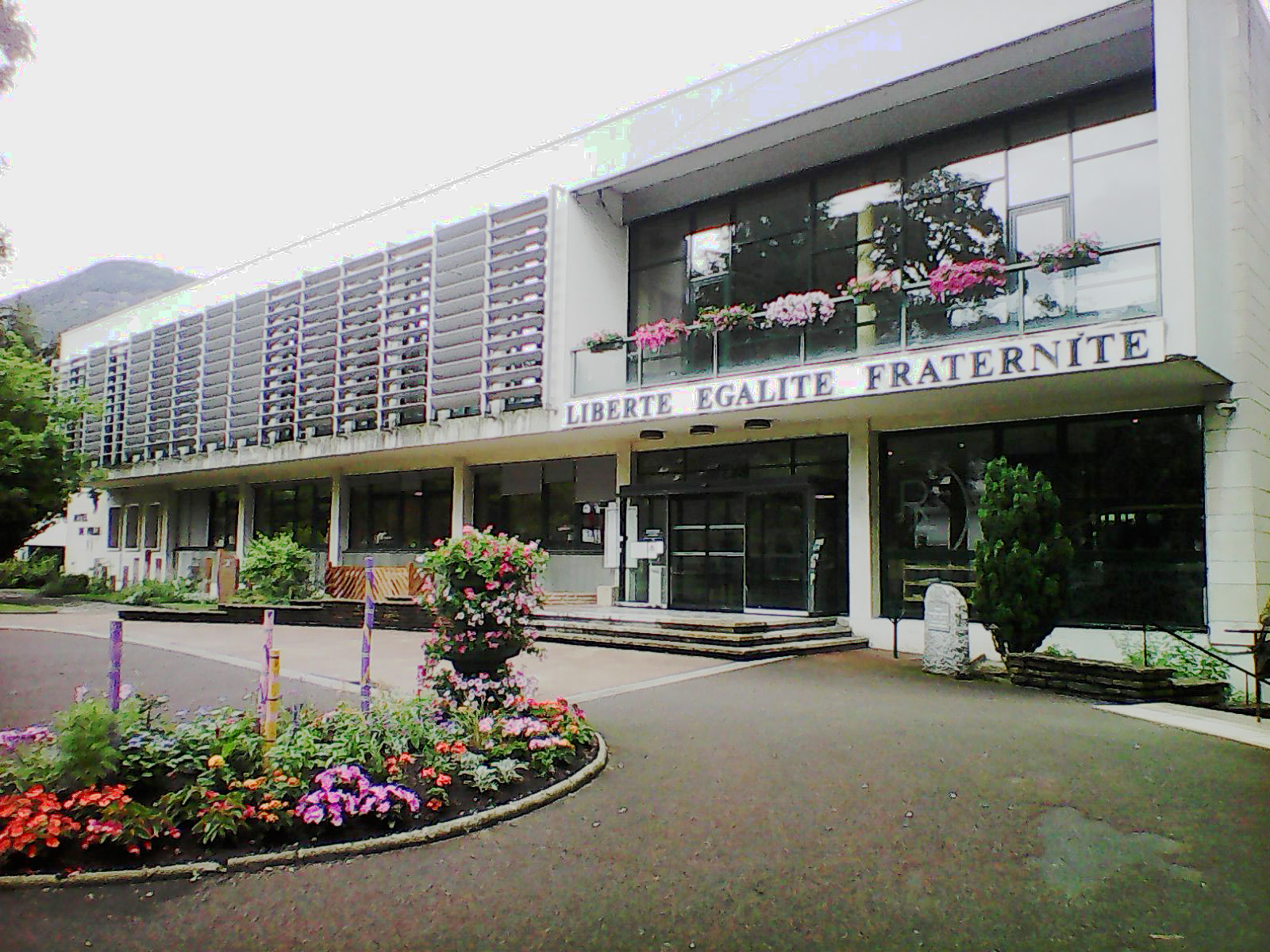
Hôtel de ville de Voiron en 2018

### Tendances politiques et résultats

#### Élections municipales
2014
Lors du scrutin de 2014 des élections municipales, six listes se présentent au premier tour, et, à l'issue de celui-ci, seules trois listes peuvent se maintenir pour le second tour. Le taux de participation à ce premier tour est de 61,29 %, chiffre inférieur à la participation des électeurs inscrits au niveau national.
Au second tour, c'est la liste dirigée par Julien Polat qui l'emporte avec une majorité relative. Le taux de participation à ce premier est de 63,85 %, score plus élevé qu'au second tour, mais cette fois-ci, supérieur à la participation des électeurs inscrits au niveau national.
|                                            | Nombre de voix | Pourcentage |
| Julien Polat (Liste UMP)                   | 4 340          | 48,90 %     |
| Roland Revil (liste PS/union de la gauche) | 3 850          | 43,38 %     |
| Valère Santana (Liste FN)                  | 685            | 7,72 %      |

2020
La liste du maire sortant Julien Polat (LR) est réélue dès le premier tour de scrutin avec 56,70 % des voix, face à trois autres listes, scrutin qui connaît une forte abstention au niveau local.

### Administration municipale
Le maire actuel de la commune est Julien Polat (UMP), élu jusqu'en mars 2020. En 2022, le conseil municipal est composé de 33 membres avec 25 membres de la majorité (dont un maire et neuf adjoints au maire) et 8 membres dans l'opposition.

### Liste des maires
Voici, ci-dessous, la liste exhaustive des maires de Voiron depuis 1888 :
| Période | Période      | Identité                                | Étiquette   | Qualité |
| ------- | ------------ | --------------------------------------- | ----------- | --- |
| 1888    | 1896         | Antoine Ernest Casimir Imbert           | -           | - |
| 1896    | 1897         | François Alexis Barthélémy Brun Buisson | Républicain | Conseiller général (1892-1898)                                                                                      |
| 1897    | 1900         | Ernest Bruyas                           | -           | - |
| 1900    | 1908         | Ernest Imbert                           | Radical     | Conseiller général (1898-1910)                                                                                      |
| 1908    | 1919         | Victor Perret                           | -           | - |
| 1919    | 1939 (décès) | Jules Ravat                             | SFIO        | Ancien cordonnier - Conseiller général (1919-1939)                                                                  |
| 1940    | 1944         | Alexandre Sestier                       | -           | - |
| 1944    | 1967 (décès) | Raymond Tézier                          | SFIO        | Commerçant Député (mars à mai 1967) Conseiller général (1945-1967)                                                  |
| 1967    | 1968         | Clément Guillermoz                      | SFIO        | - |
| 1968    | 1968         | Pierre Grillet                          | -           | - |
| 1968    | 1977         | Jean Baptiste Glorieux                  | SFIO-PS     | Professeur agrégé                                                                                                   |
| 1977    | 1981 (décès) | Jacques-Antoine Gau                     | PS          | Député (1973-1981)                                                                                                  |
| 1981    | 1983         | René Rambaud                            | PS          | Enseignant |
| 1983    | 2000         | Philippe Vial                           | DVD         | - |
| 2000    | 2008         | Michel Brizard                          | RPR-UMP     | Conseiller général (2002-2004)                                                                                      |
| 2008    | 2014         | Roland Revil                            | PS          | - |
| 2014    | En cours     | Julien Polat                            | UMP-LR      | 2ème Vice-président du Conseil départemental de l'Isère chargé des finances et de la contractualisation depuis 2021 |

### Services publics
L'ensemble des différents services et leurs coordonnées sont également consultables dans le guide pratique éditée par la municipalité, et disponible dans de nombreux lieux publics.

#### Les services municipaux
La mairie propose à ses administrés ainsi qu'aux autres usagers plusieurs services dont un bureau d'État civil et d'information du citoyen, un bureau chargé de l'entretien de la voirie (services techniques), un centre communal d’action sociale, un centre funéraire municipal et un service de police municipale.

### Projets communaux et intercommunaux

#### Espace «DiverCité»
Il s'agit d'un renouvellement urbain de grande envergure et implantation proposant un service d'administrations départementales (travaux en cours), des logements, un complexe cinématographique de type multiplexe (Passr'L), un pôle multimodal (urbain-interurbain-SNCF) et un parking type silo de quatre cents places dénommé « parking des tisserands ».

#### Espace «Grand Angle-République»
Il s'agit d'une requalification sur quinze ans des anciens bâtiments ayant appartenu à l'entreprise Rossignol s'étendant sur un espace de huit hectares avec la création d'une crèche de 60 places, d'une maison de retraite, de commerces, une esplanade, un passage sous le chemin de fer. Ce projet a fait l'objet d'une polémique au cours de la campagne des municipales de 2008, en raison de l'absence de concertation et de la part belle faite au logement privé par rapport au logement social.

#### Reconstruction du centre hospitalier
Un nouveau centre hospitalier a été construit le long de la rocade ouest, ce qui a permis de remplacer un ensemble d'anciens bâtiments surchargés. Le projet, imaginé depuis 2002, a été reporté à de nombreuses reprises. Le Comité Interministériel de Performance et de la Modernisation de l'Offre de Soins, dans sa séance du 25 février 2014, a validé le projet pour un montant prévisionnel de 99,6 millions d’euros.

### Jumelages
La ville est jumelée avec, :
- Bassano del Grappa (Italie) depuis 1985 ;
- Droitwich Spa (Royaume-Uni), depuis le 20 novembre 2010 ;
- Kreis Herford (Allemagne) depuis 1966 ;
- Šibenik (Croatie) depuis 1971.

Images des villes jumelées avec Voiron
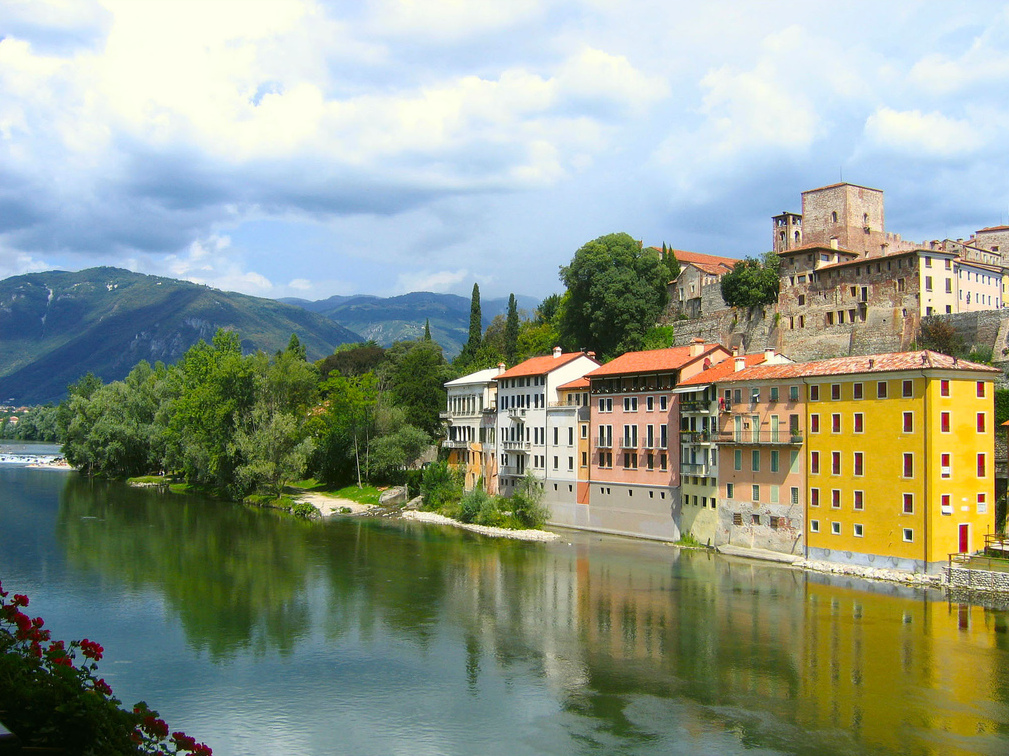
Ville de Bassano del Grappa.
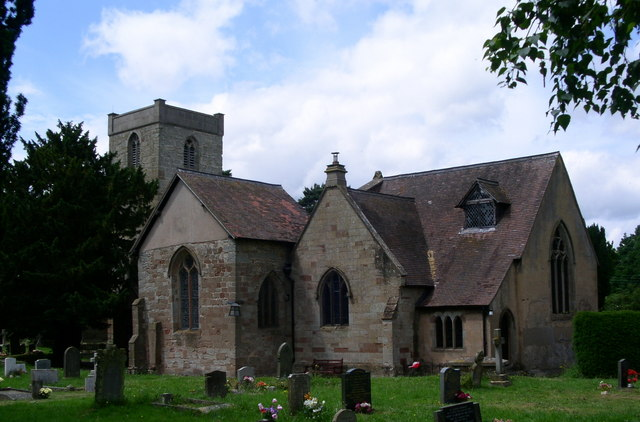
Église de Droitwich.
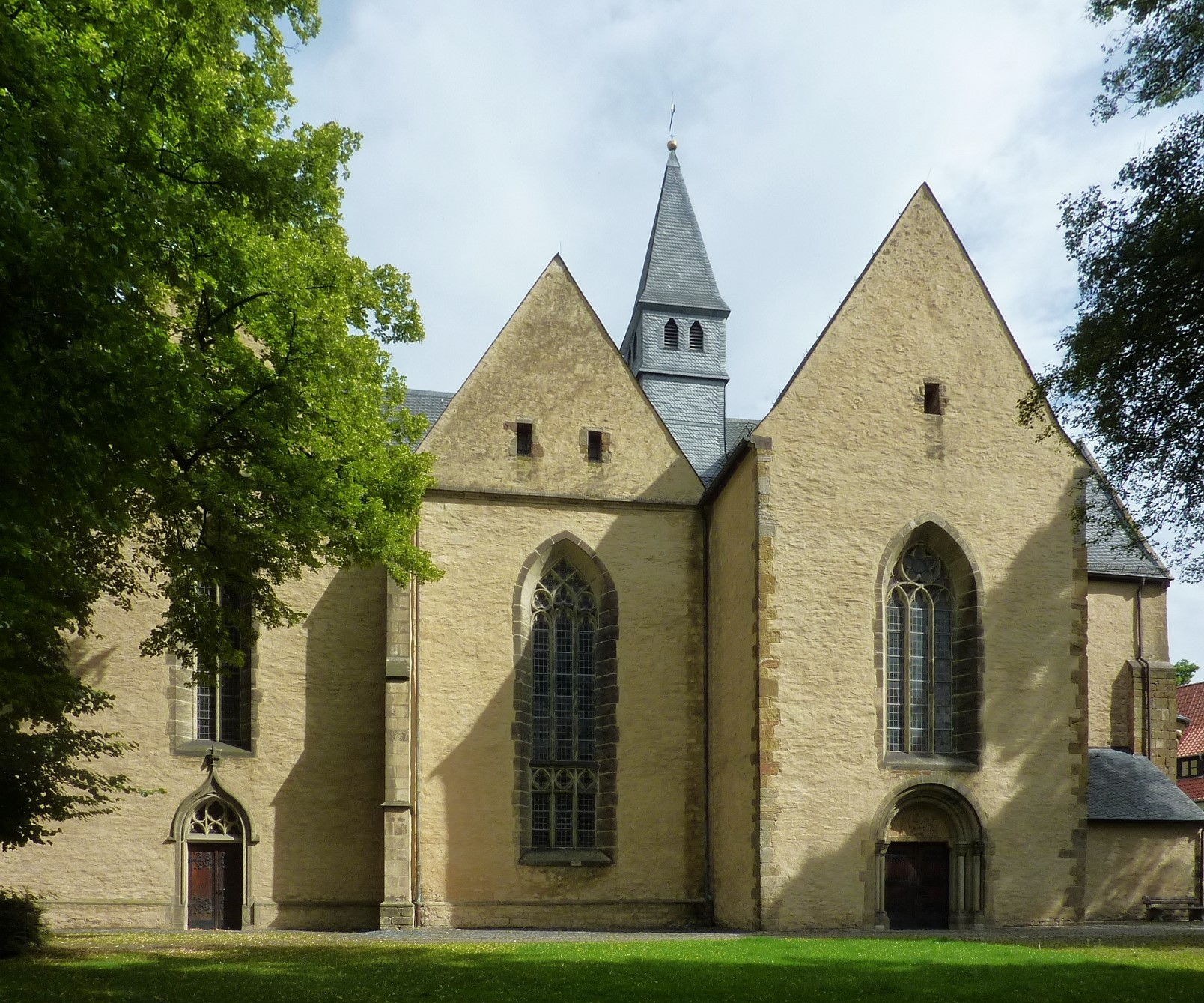
Église de Herford.
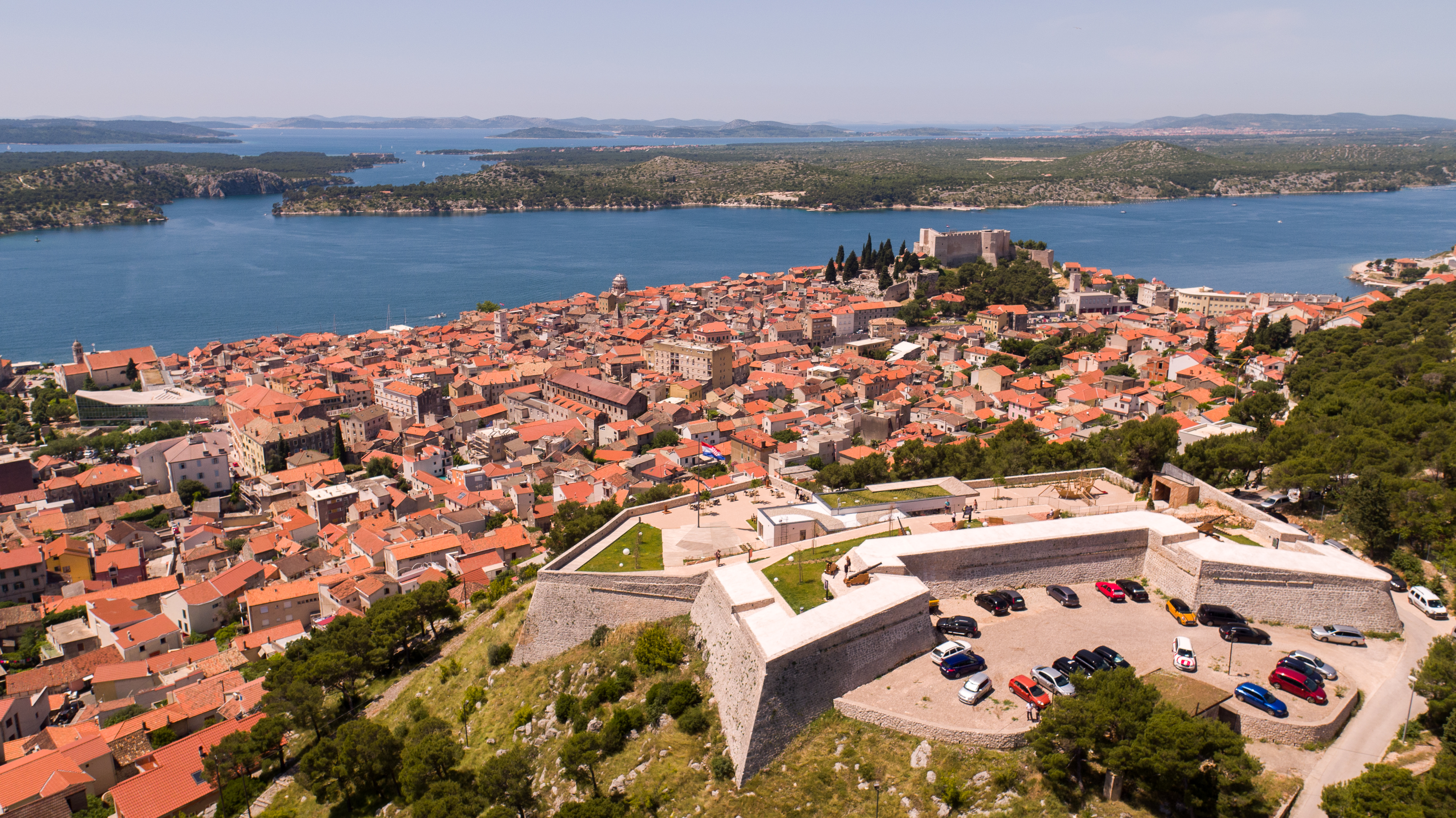
Ville de Šibenik.

## Population et société

### Démographie
L'évolution du nombre d'habitants est connue à travers les recensements de la population effectués dans la commune depuis 1793. Pour les communes de plus de 10 000 habitants les recensements ont lieu chaque année à la suite d'une enquête par sondage auprès d'un échantillon d'adresses représentant 8 % de leurs logements, contrairement aux autres communes qui ont un recensement réel tous les cinq ans,.

En 2022, la commune comptait 21 604 habitants, en évolution de +6,9 % par rapport à 2016 (Isère : +3,07 %, France hors Mayotte : +2,11 %).
| 1793  | 1800  | 1806  | 1821  | 1831  | 1836  | 1841  | 1846  | 1851  |
| ----- | ----- | ----- | ----- | ----- | ----- | ----- | ----- | ----- |
| 4 905 | 5 399 | 5 918 | 6 175 | 6 924 | 7 571 | 7 694 | 8 255 | 8 480 |

| 1856  | 1861  | 1866   | 1872   | 1876   | 1881   | 1886   | 1891   | 1896   |
| ----- | ----- | ------ | ------ | ------ | ------ | ------ | ------ | ------ |
| 8 852 | 9 637 | 10 089 | 10 262 | 11 064 | 11 955 | 11 954 | 11 604 | 12 022 |

| 1901   | 1906   | 1911   | 1921   | 1926   | 1931   | 1936   | 1946   | 1954   |
| ------ | ------ | ------ | ------ | ------ | ------ | ------ | ------ | ------ |
| 12 625 | 12 083 | 12 503 | 11 931 | 12 746 | 12 847 | 12 444 | 12 598 | 13 551 |

| 1962   | 1968   | 1975   | 1982   | 1990   | 1999   | 2006   | 2011   | 2016   |
| ------ | ------ | ------ | ------ | ------ | ------ | ------ | ------ | ------ |
| 14 437 | 17 587 | 19 420 | 18 911 | 18 686 | 19 794 | 20 672 | 19 579 | 20 209 |

| 2021   | 2022   | - | - | - | - | - | - | - |
| ------ | ------ | - | - | - | - | - | - | - |
| 20 891 | 21 604 | - | - | - | - | - | - | - |

### Enseignement
Rattachée à l'académie de Grenoble, la commune héberge plusieurs établissements d'enseignement sur son territoire.

#### Enseignement primaire
Un certain nombre d'écoles primaires et maternelles (certains établissement cumulant l'enseignement maternel et primaire):
- l'école Jean-de-la-Fontaine,
- l'école primaire du Faton
- l'école de Paviot,
- l'école primaire de Criel,
- l'école primaire Jean-Moulin,
- l'école primaire privée Notre Dame des Victoires,
- l'école primaire Pierre-et-Marie-Curie,
- l'école primaire privée Sainte-Marie,
- l'école primaire de la Brunerie,
- l'école Clément-Guillermoz.
- l'école maternelle / primaire, Jules Ferry
- l'école maternelle / primaire Notre-Dame-des-Victoires, dénommée « Les Oiseaux ».

#### Enseignement secondaire
Trois collèges et sept lycées:
- le collège de la Garenne
- le collège privé Notre Dame des Victoires
- le collège privé Saint-Joseph

- le lycée Édouard-Herriot
- le lycée Ferdinand-Buisson, plus connu sous le nom de La Nat car l'établissement fut l'une des quatre premières écoles nationales professionnelles, aux côtés de celles d'Armentières, de Nantes et de Vierzon.
- le lycée agricole La Martelière
- le lycée privé Notre Dame des Victoires
- le lycée des Métiers Les Gorges
- le lycée privé Les Prairies

Un autre établissement d'enseignement :
- la SEP (section d'enseignement professionnel) La Sure, annexée au lycée Ferdinand-Buisson.

#### Autres établissements
Le conservatoire de musique et de danse de Voiron (directeur Michel Bordenet) compte l'UMV. L'établissement compte environ soixante musiciens qui participent à des cérémonies en tous genres et organisent plusieurs concerts au cours de l'année.

### Équipement sanitaire et social

#### Hôpital de Voiron

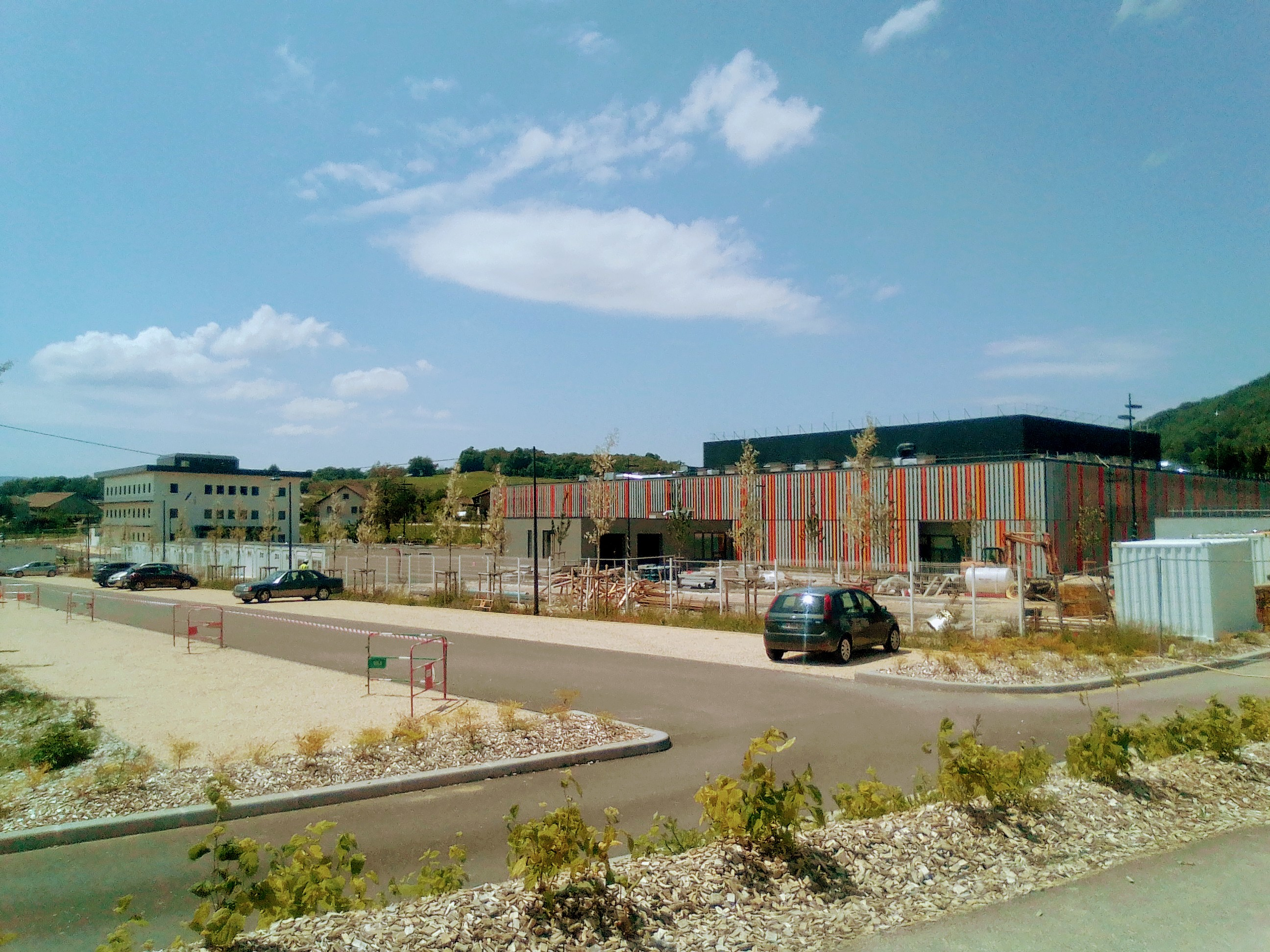
Nouvel hôpital de Voiron (en travaux) en juin 2021

Les bâtiments de l'hôpital de Voiron, rattaché au centre hospitalier universitaire Grenoble-Alpes, était initialement situé à l'est du faubourg de Sermorens. Un nouvel établissement hospitalier a été construit au nord-ouest de ce même quartier, au n° 34 de l'avenue Jacques Chirac. Celui-ci a été inauguré le 30 aout 2021 pour un effectif total de 229 lits.
Le nouvel établissement présente un service d'urgences (avec un SMUR), des unités de médecine, de chirurgie, une maternité, un service de pédiatrie, un EHPAD, un service d'imagerie médicale et des unités mobiles.

#### Autres services sanitaires
- Un centre médico-psychologique pour enfants et adolescents

il s'agit d'un service de consultations de pédopsychiatrie pour enfants de 0 à 16 ans ;
- Un centre médico-psychologique pour adulte

il s'agit d'un service identique pour les adultes proposant des bilans cliniques et psychologiques complets;
- Un centre de planification et d'éducation familiale

il s'agit d'un lieu d'accueil et d'écoute consacré à la contraception, à l'interruption volontaire de grossesse et aux MST
- Un point écoute santé

il s'agit d'un service destiné aux bénéficiaires du revenu de solidarité active ;
- Un centre de soins, d'accompagnement et de prévention en addictologie

dénommé Point Virgule, ce lieu anonyme, confidentiel et gratuit est destiné à accompagner ou soigner les personnes souffrant d'addiction.
- Une maison d'accueil spécialisée

Situé derrière le Lycée polyvalent Ferdinand Buisson sur le territoire de Coublevie, il s'agit d'un établissement sanitaire spécialisé dans la prise en charge de personnes adultes autistes déficitaires.

### Équipements et clubs sportifs
Le sport à Voiron représenté en chiffres, c'est une cinquantaine de clubs regroupant plus de 6 000 adhérents, mais aussi huit gymnases dont quatre municipaux, trois stades et une piscine. La ville accueille ainsi une trentaine de disciplines proposées et dix-sept manifestations sportives par an liées à ces pratique dont elle est la partenaire.
Les clubs sportifs de Voiron :
- le club de football : le FCPV (Football Club Pays Voironnais), anciennement FOV (Football Olympique Voironnais), compte 7 équipes[69]
- le club de basket ball féminin : le Pays Voironnais Basket Club (PVBC), anciennement club de l'Étoile de Voiron, créé en 1911 et dont l'équipe première joue en ligue nationale 2, compte plus de dix équipes[70]
- le club de basket ball de l'ALV (Amicale laïque de Voiron)[71]
- le club de rugby : SOV (Stade Olympique Voiron)
- le club de badminton : BPV (Badminton du Pays Voironnais) créé en 2007 avec aujourd'hui plus de 250 licenciés grâce à sa nouvelle salle Everest (2017) qui lui est spécialement dédié[72].
- le Judo Club créé par Monsieur Chassigneux dans les années 1950
- le club de ski « Voiron Ski Montagne », club citadin majeur de la fédération française de ski dont le lieu de pratique est la station proche de Villard de Lans. Il a obtenu ces dernières années de bons résultats au niveau national avec quelques-uns de ses skieurs.
- l'EVA : Escalade Voiron Alpiniste, avec plus de 450 membres en 2015.
- l'équipe LGV : Les gants Voironnais (boxe).

### Manifestations et épreuves sportives
Le 26 août 2025 Voiron sera la ville d'arrivée de la quatrième étape du tour d'Espagne 2025, une étape qui partira de Suse, en Italie pour rejoindre la France par Montgenèvre.

### Médias

#### Presse locale
Deux revues locales sont distribuées dans les boites aux lettres de la ville de Voiron. Ils sont également disponibles à l'accueil de l'hôtel de ville, ces périodiques sont : le mensuel « À Voiron » (renommé en mars 2015, anciennement le bimensuel Voiron magazine) et le bimensuel « L'agenda » (renommé en mars 2015, anciennement La lettre de Voiron).

#### Presse régionale
Le quotidien à grand tirage Le Dauphiné libéré consacre chaque jour de la semaine et du week-end, dans son édition Chartreuse-Sud Grésivaudan, une page complète sur l'actualité de la ville et de sa région, proposant des informations sur les événements locaux, des comptes-rendus, des annonces, des dossiers sur des thèmes variés.

#### Presse audiovisuelle
La commune est située sur l'aire de diffusion de radio Ici Isère, une radio publique qui émet sur tout le territoire du département de l'Isère.
En ce qui concerne la réception de la télévision, les habitants de la commune peuvent recevoir les 22 chaines de la TNT et sont concernés par le journal régional de France 3 Alpes. La chaîne privée téléGrenoble Isère consacre également une émission hebdomadaire au pays voironnais.

### Cultes

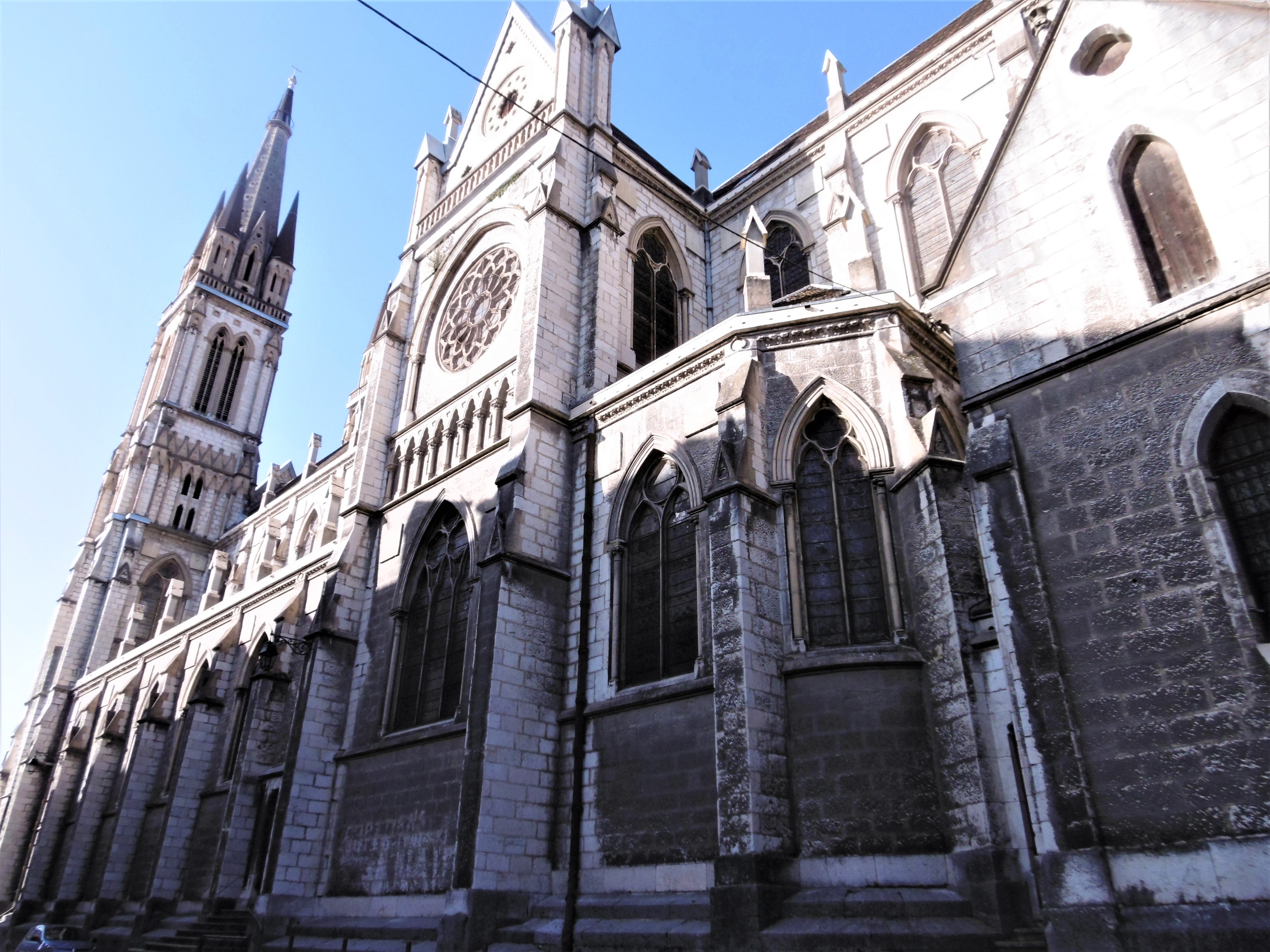
Église St-Bruno de Voiron en 2021

#### Culte catholique
La communauté catholique et l'église de Voiron (propriété de la commune) sont desservies par la paroisse « Notre-Dame de la Vouise » qui couvre également le territoire de seize autres communes, regroupant ainsi un total de vingt-trois clochers autour de la ville. La paroisse est elle-même rattachée au diocèse de Grenoble-Vienne.

#### Autres cultes
La commune héberge également sur son territoire une mosquée située avenue Jean Jaurès ainsi qu'une église protestante située boulevard du 4 septembre.

## Économie

### Emploi
Le taux de chômage en 2004 est de 6,6 %, le nombre de création d'entreprises en 2004 est de 143 et la création d'emplois depuis 2001 est de +10 %

### Secteur industriel et commercial

#### Entreprises locales

##### La chocolaterie Bonnat

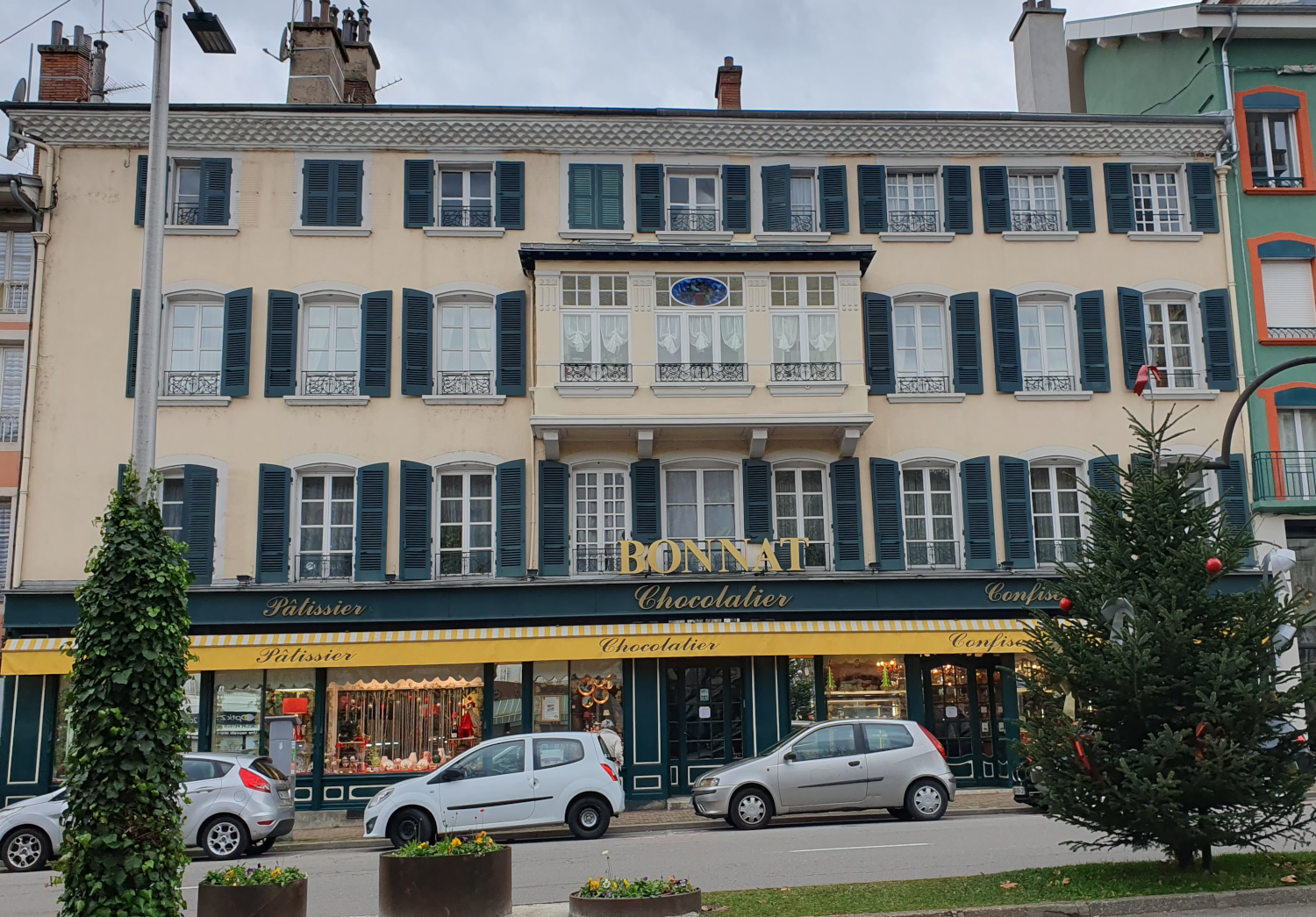
Maison Bonnat, à Voiron

La chocolaterie Bonnat, fondée en 1884 par Félix Bonnat sur le cours Sénozan à Voiron est une entreprise familiale fait aujourd'hui partie des derniers établissements en France où le chocolat est travaillé depuis la fève de cacao. Félix Bonnat qui était liquoriste de formation, acheta et fit venir dès le début de la chocolaterie des fèves de cacao sélectionnée parmi les meilleures de la planète afin de les torréfier et les transformer en tablettes et dominos de chocolat. La maison gagnant vite en renommée, dès le début du XXe siècle, elle commença à exporter une partie de sa production dans les comptoirs des colonies françaises. Perpétuant la tradition, l'entreprise propose de nos jours, sous la houlette de Stéphane Bonnat, quatrième maître chocolatier de la famille, plus de 60 bouchées différentes pour réaliser des boîtes de chocolats assortis, une gamme de cacaos grands crus originaires d'Afrique (Côte d'Ivoire, Gabon, Madagascar), d'Amérique du Sud (Venezuela, Équateur) et d'Asie (Sri Lanka) garantis 65 à 75 % de cacao, et le chocolat à la chartreuse associant ainsi ce chocolat à un autre savoir-faire voironnais. La maison Bonnat vend ses produits à travers plus de 180 magasins en France et dépasse les frontières grâce à 2 000 points de vente dans le monde, notamment en Europe, aux États-Unis et au Japon,.
‌

##### Les tissages Denantes
Denantes fondée en 1723 sous le nom de Jacques Denantes Père et Fils, commercialisait des toiles achetées par des métiers à tisser mis en pension dans les fermes de la région, les blanchissant sur les prés, et les vendant notamment à la foire de Beaucaire, (la plus importante de Méditerranée, et où la marine se pourvoyait en voiles de bateaux. Au début du XXe siècle, pour sécuriser ses ventes, l'entreprise se met à fabriquer elle-même ses toiles, tout en achetant une part croissante dans les fabriques du Nord. De très lourds investissements ont fini par permettre un développement très important concrétisé par des achats (deux dans les Vosges, un à Cholet) et des constructions d'usines (Tunisie, Égypte). Ses débouchés sont notamment importants dans l'hôtellerie.

##### La Chartreuse (liqueur)

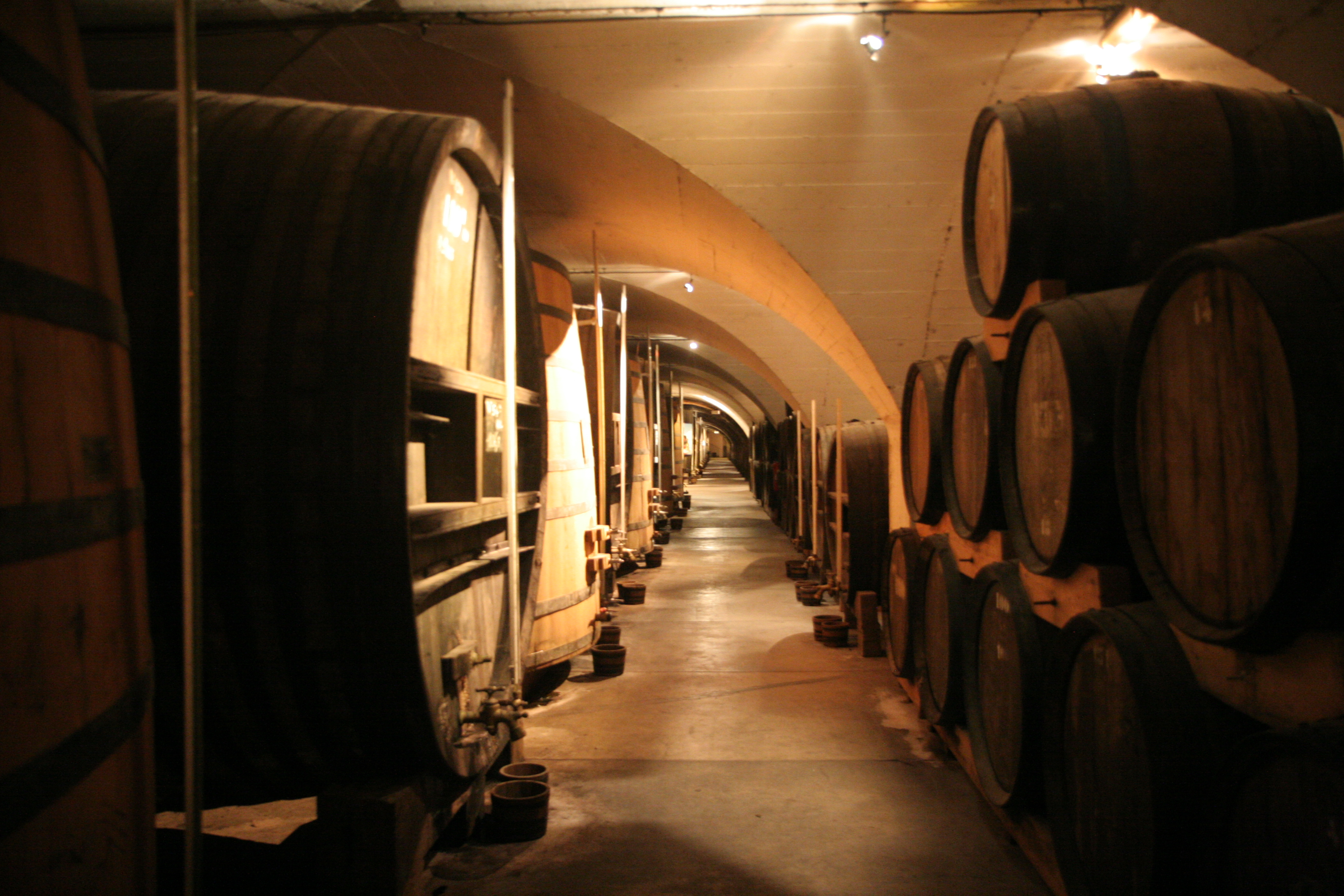
Caves de la Chartreuse, à Voiron

La distillerie et les caves à liqueur de Chartreuse se sont installées à Voiron après la destruction du site de Fourvoirie en 1935, à la suite de la décision du président bénévole, Henri Thouvard, papetier à Renage, afin de profiter de la proximité de la voie de chemin de fer (son gendre polytechnicien travaillant aux Chemins de fer de l'Est deviendra directeur général puis son successeur président-directeur général). En raison des risques chimiques liés aux manipulations d'alcools, la distillerie est transférée en 2017 sur le site d'Aiguenoire à Entre-deux-Guiers.
La cave qui assure le vieillissement des liqueurs, toujours située à Voiron (face à la médiathèque municipale), est présentée comme étant la plus longue cave à liqueur du monde,.

##### Autres entreprises
L'usine Antésite est situé à Coublevie, à proximité immédiate du territoire Voironnais. Le siège social des skis Rossignol est situé dans la commune voisine de Saint-Jean-de-Moirans, à proximité du territoire voironnais
La commune héberge également le siège social du groupe Gueydon-King Jouet, celui du groupe Budillon-Rabatel et celui de FitnessBoutique. Elle est également le berceau de l'entreprise Radiall et de l'agence immobilière Trenta Immobilier.

#### Les zones d'activités
La commune compte plusieurs zones d'activité dont le parc économique et technologique de Champfeuillet (entreprises locales à rayonnement international), la zone d'activité des Blanchisseries (qui comprend un centre commercial avec un hypermarché de nombreuses enseignes de la grande distribution), la zone artisanale du Parvis (entreprises locales à rayonnement régional).
Le centre-ville est partiellement aménagé de rues piétonnes qui abritent de nombreux magasins commerces.

### Secteur agricole
Voiron est une des communes d'un secteur de vignobles pouvant revendiquer le label IGP « Coteaux-du-grésivaudan », comme la plupart des communes de la moyenne vallée de l'Isère (Grésivaudan et cluse de Voreppe).

## Culture locale et patrimoine

### Monuments et patrimoine religieux

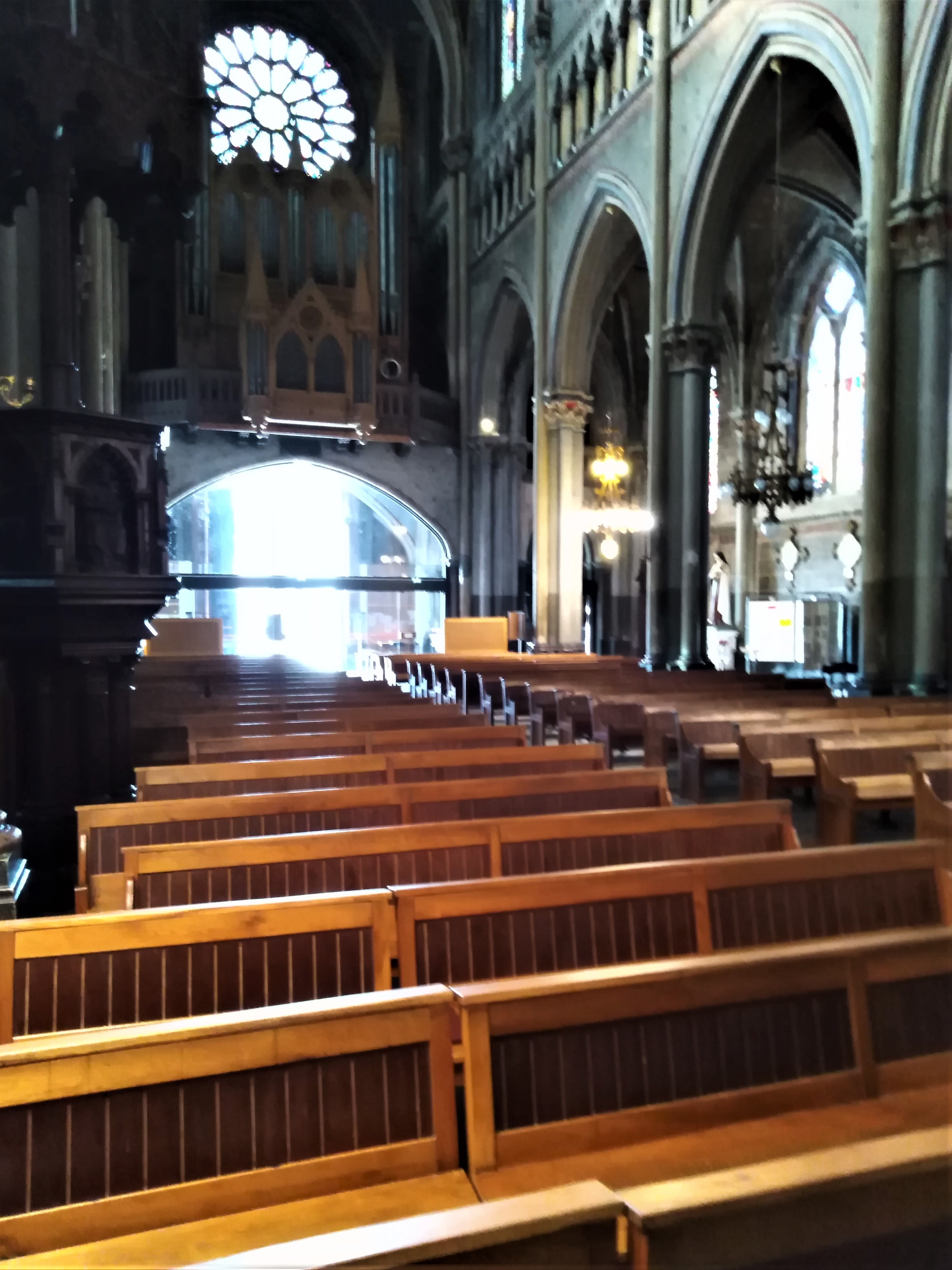
Vue intérieure de l'église Saint-Bruno de Voiron.

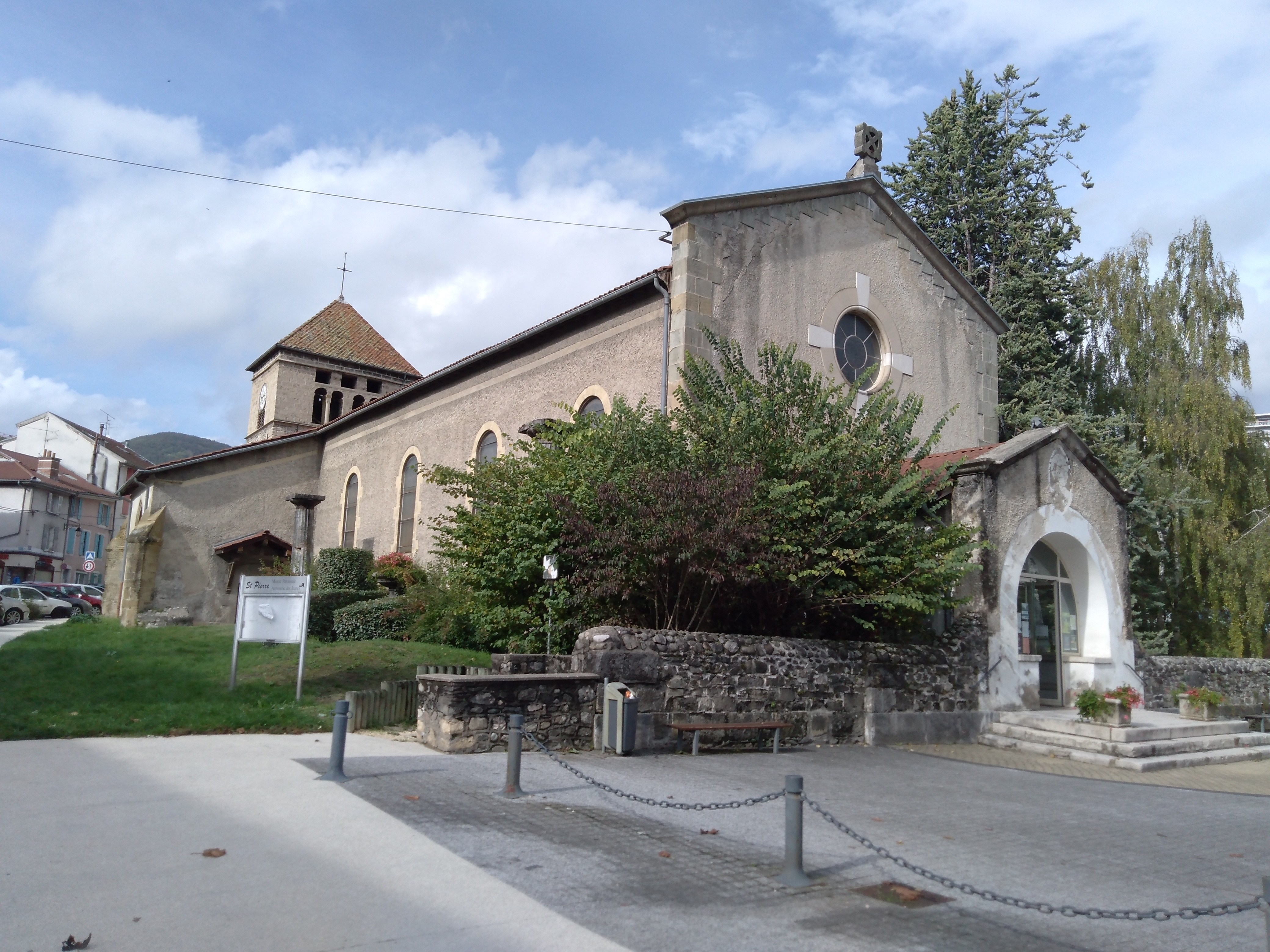
Église Saint-Pierre de Sermorens

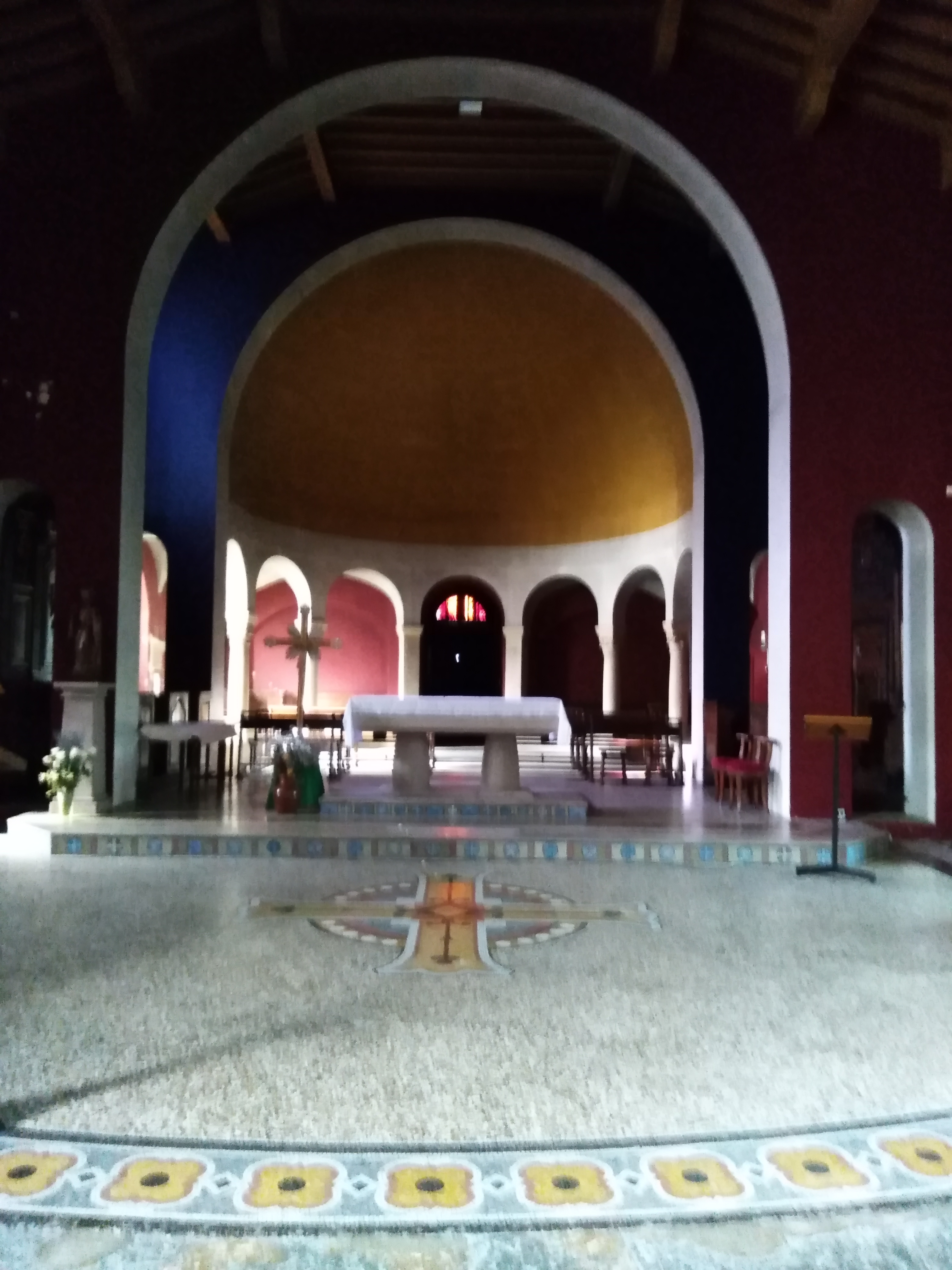
Église Saint-Pierre de Sermorens (vue intérieure)

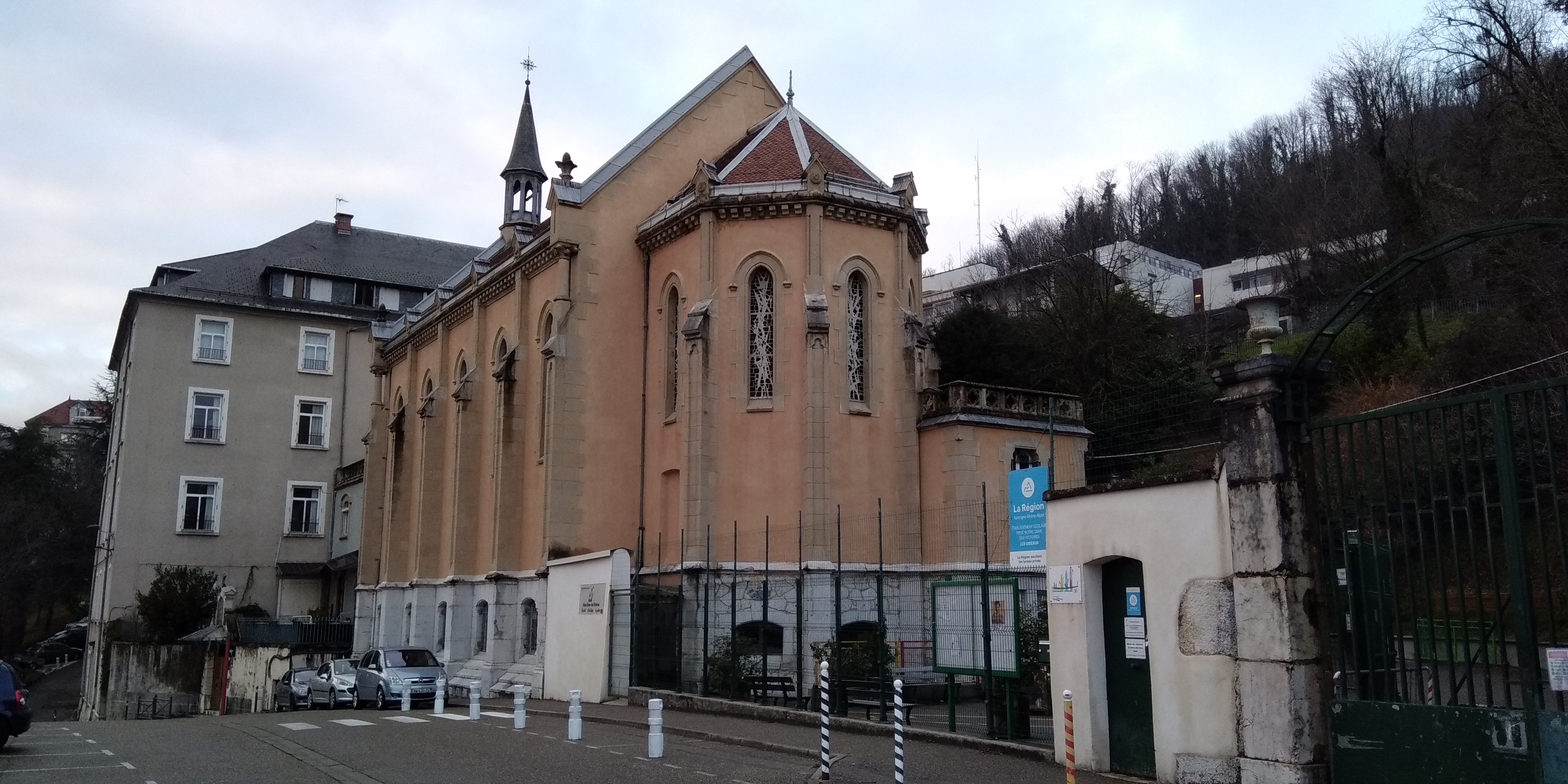
Chapelle Notre-Dame des Victoires

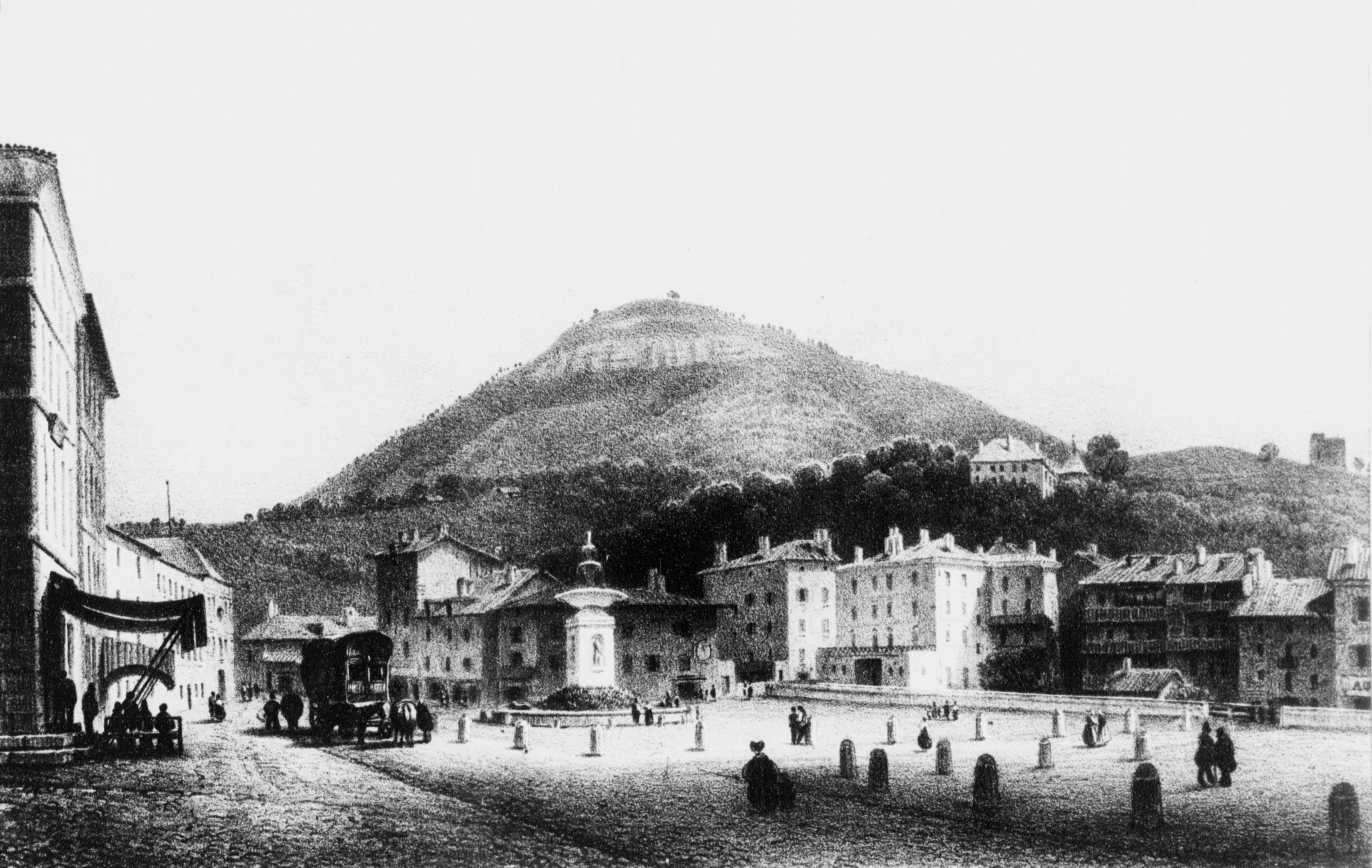
La Vouise en 1835

#### Église Saint-Bruno
Pour un article plus général, voir Église Saint-Bruno de Voiron.
L'église Saint-Bruno qui date du XIXe siècle est l'œuvre de l’architecte diocésain Alfred Berruyer (1819-1901) qui a ici construit un monument de style néo-gothique s'inspirant des cathédrales du XIIe siècle. L'église est inscrite depuis 1994 à l’inventaire des monuments historiques, puis a été classée par arrêté du 11 janvier 2007, et est un monument régional important par son architecture en ciment. L'orgue, a également été classé monument historique dès 1973.

#### Église Saint-Pierre
Pour un article plus général, voir Église Saint-Pierre de Voiron.
L'église Saint-Pierre date du IXe siècle, elle est ainsi l’un des plus vieux monuments de la ville de Voiron et fait partie des quelques traces du passé médiéval de la commune avec la tour Barral, et le quartier Sermorens.
Construite au pied d'un coteau déjà occupé à l'époque gallo-romaine, elle aurait été bâtie sur une chapelle privée domaniale datant de l'époque carolingienne et fut ensuite transformée en église paroissiale. Les fidèles accédaient à cette église médiévale par un clocher-porche, et c’est au XVe siècle qu’elle fut agrandie par la construction de cinq chapelles gothiques annexes.
De nombreux travaux de remaniement eurent lieu sur cet édifice religieux notamment en 1826, 1921 et 1927. La sobriété de l’intérieur qui est toujours visible de nos jours date des travaux de rénovation de 1965. Deux peintures du XVIIe siècle ornementent ce lieu de culte ; une peinture sur bois dans la chapelle Saint-Joseph datant de 1821 représente le Vœu de Louis XIII. L’autre est une peinture sur toile de l’école flamande montrant une descente de croix. Un autre tableau plus récent, décore aussi l’église, il s’agit d’une Vierge à l’Enfant, qui fut offert en 1821 par Dode de La Brunerie. Le mobilier se compose quant à lui de stalles se trouvant dans le chœur et d’une chaire au fond de l’église datant du XVIIIe siècle. Les deux confessionnaux furent construits par un menuisier de la commune, M. Chartrousse, et datent de 1803.

#### Église Saint Joseph de Paviot
Une dernière église, Saint Joseph, dite de Paviot, du nom d'un lieu-dit à la limite de Saint-Jean-de-Moirans, est de facture contemporaine.

#### Chapelle de la Grâce
La chapelle Notre Dame des Grâces est situé rue Grenette. Connue sous le nom des "Pénitents Blancs", elle a été édifiée à la fin du XVIIe siècle et reconstruite en 1910. Elle est actuellement dévolue au culte évangélique sous le nom de Chapelle de la Grâce. La statue extérieure de La Vierge donnant sur la rue a été déposée.

#### Couvent des Bernardines de Voiron
Les bâtiments de l'ancien Couvent des Bernardines de Voiron datent du XVIIe siècle. Ils ont été rénovés et complétés au XIXe siècle et accueillent le groupe scolaire privé Notre Dame des Victoires - Les Oiseaux, lequel possède toujours sa propre chapelle privée, bâtie en 1884.

#### Chapelle de l'hôpital
La tour de l'hôpital de Voiron abrite en rez-de-chaussée une chapelle, toujours en service.

#### Chapelle de la Brunerie
Le domaine de la Brunerie inclut une petite chapelle, celle-ci étant située à proximité du château, au nord du territoire.

#### Monastère de la Visitation
La commune abrite le monastère de la Visitation « Notre Dame du May » affilié à l’Ordre de la Visitation Sainte Marie fondé en 1834 par Adèle de Jussieusur le Domaine du May, ancienne propriété nobiliaire offerte à l'ordre. Le monastère inclut la chapelle Saint-Joseph.

#### Notre Dame de la Vouise
Une statue monumentale de la Vierge connue sous le nom de Notre-Dame-de-Vouise et sa table d'orientation se situent sur la colline de la Vouise.
Culminant à 737 mètres au-dessus de Voiron, la tour supportant la statue de Notre-Dame-de-Vouise offre un panorama sur la ville et les massifs de la Chartreuse et du Vercors. La statue, financée par une souscription lancée par les Voironnais dès 1864, fut construite par un chaudronnier de Saint-Laurent-du-Pont, Charles Hérold, qui réalisa ici une réplique en cuivre à l'échelle 1/2 (soit 7 m de haut) de celle de Notre-Dame-de-France du Puy-en-Velay. Elle fut tout d'abord exposée sur la place du marché, puis a été transportée en pièces détachées sur son piédestal en 1868. Il existe trois itinéraires permettant de se rendre en une trentaine de minutes à la statue, et il reste ensuite à gravir 90 marches pour arriver au sommet de sa tour.

Vues sur quelques monuments de la ville de Voiron
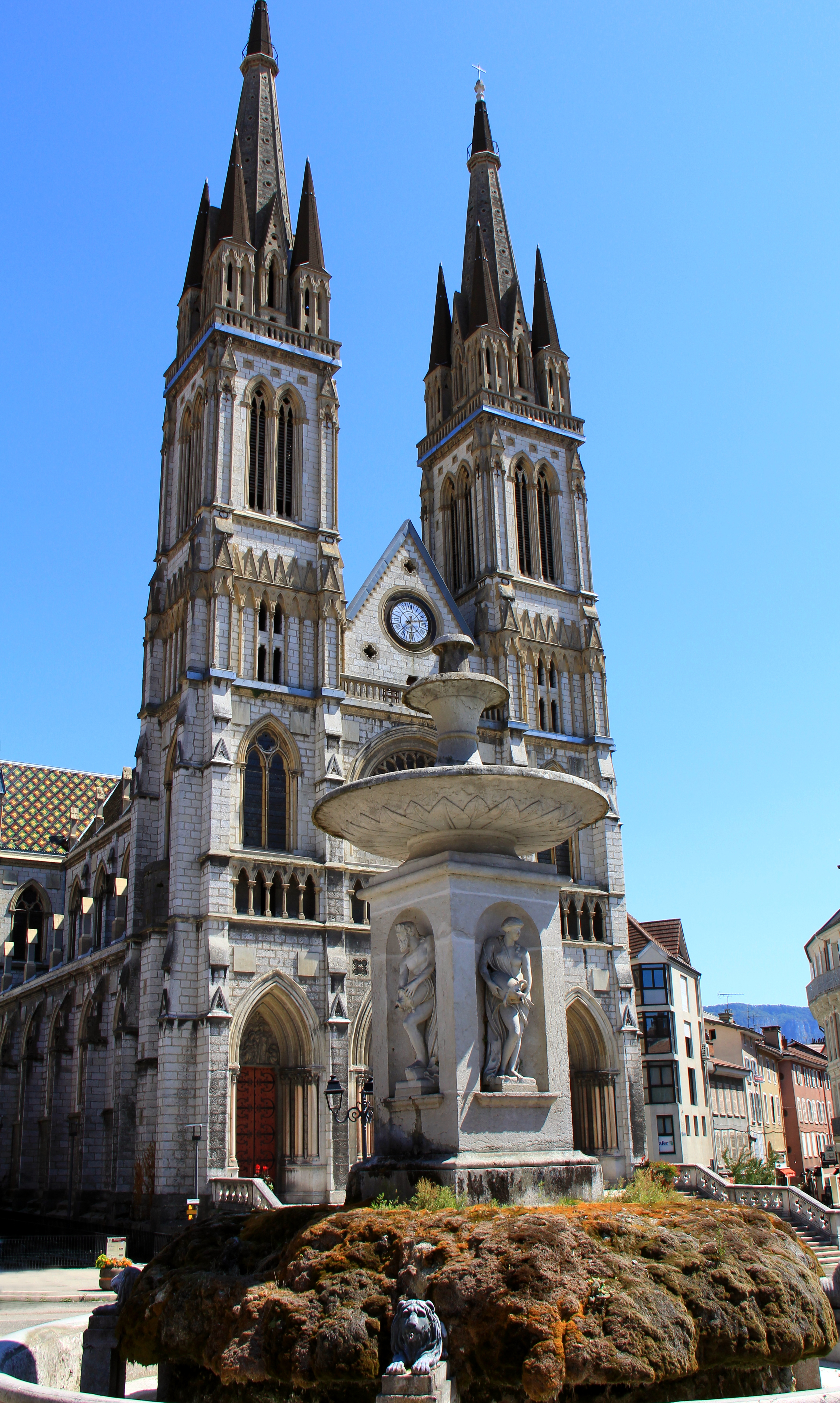
Église Saint-Bruno
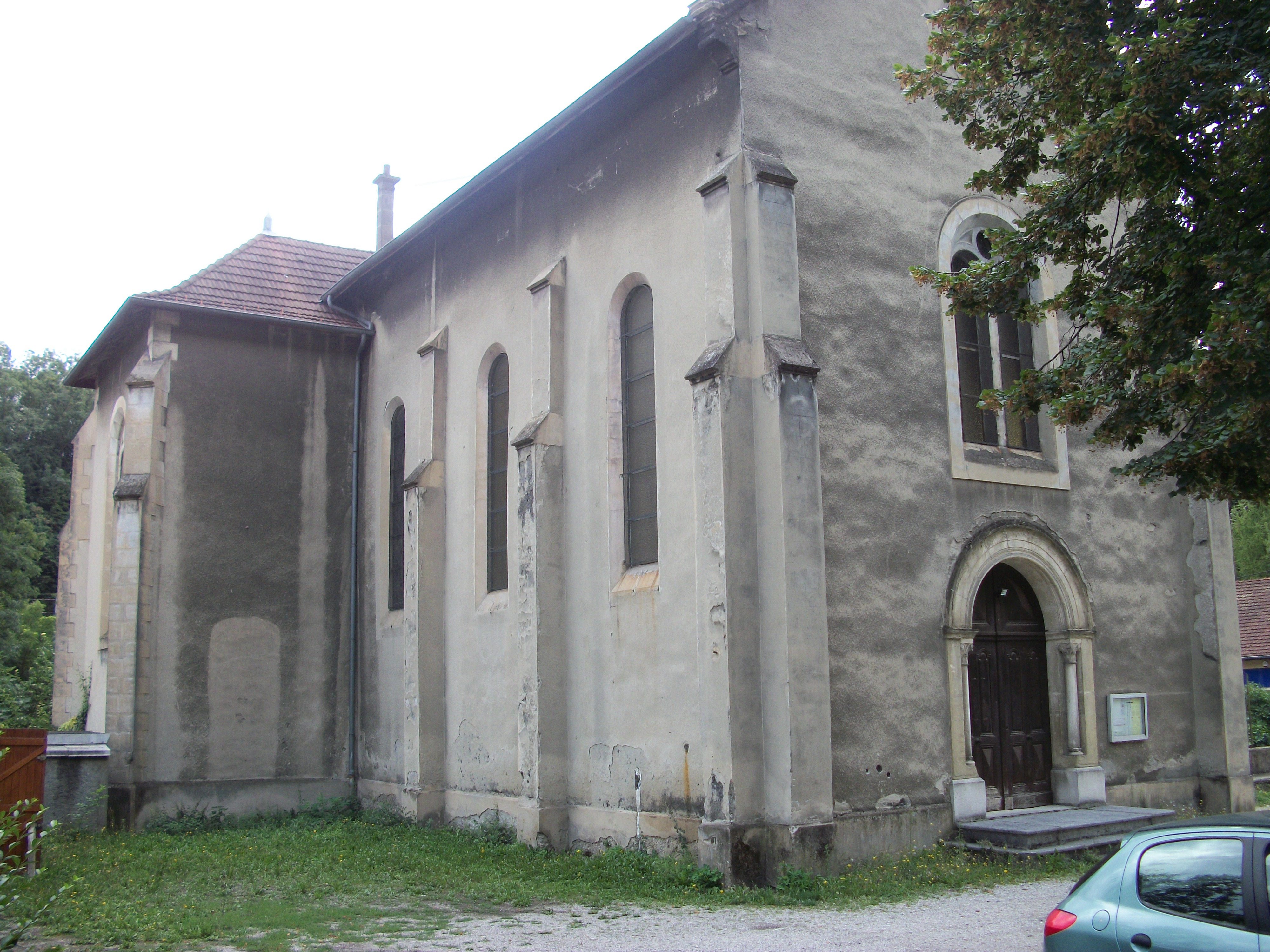
Église Saint-Joseph de Paviot
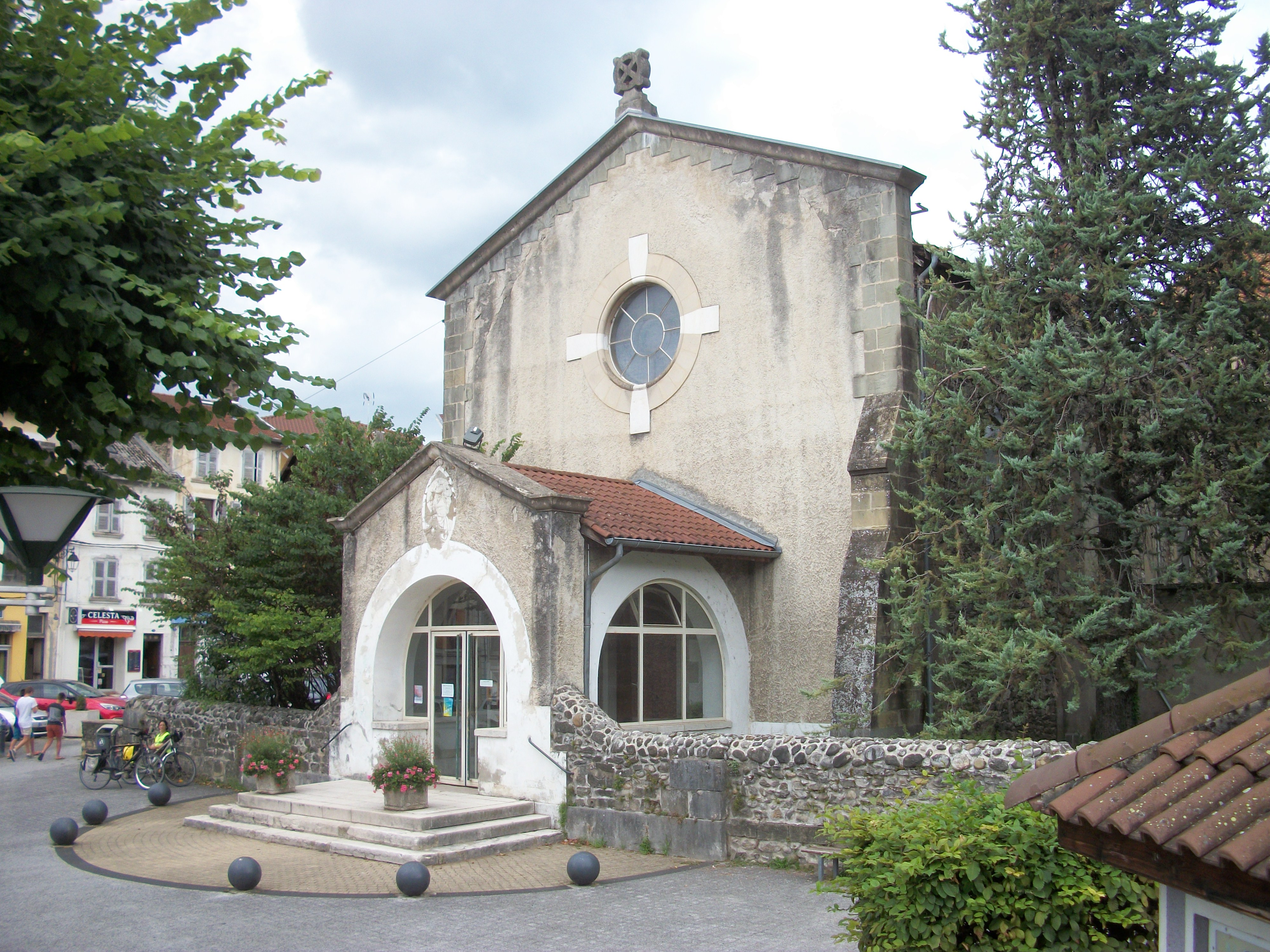
Église Saint-Pierre (entrée)
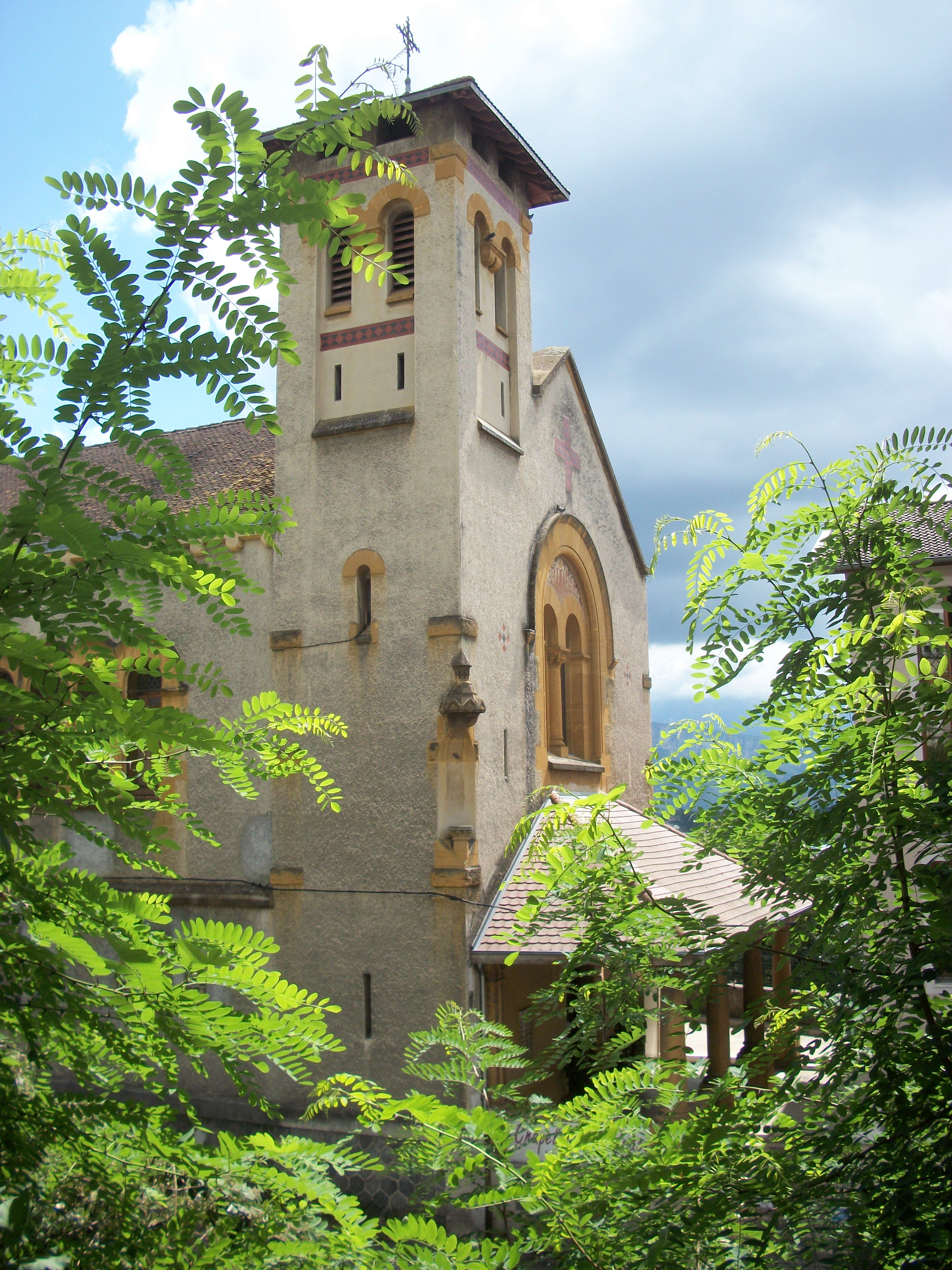
Chapelle de la Grâce
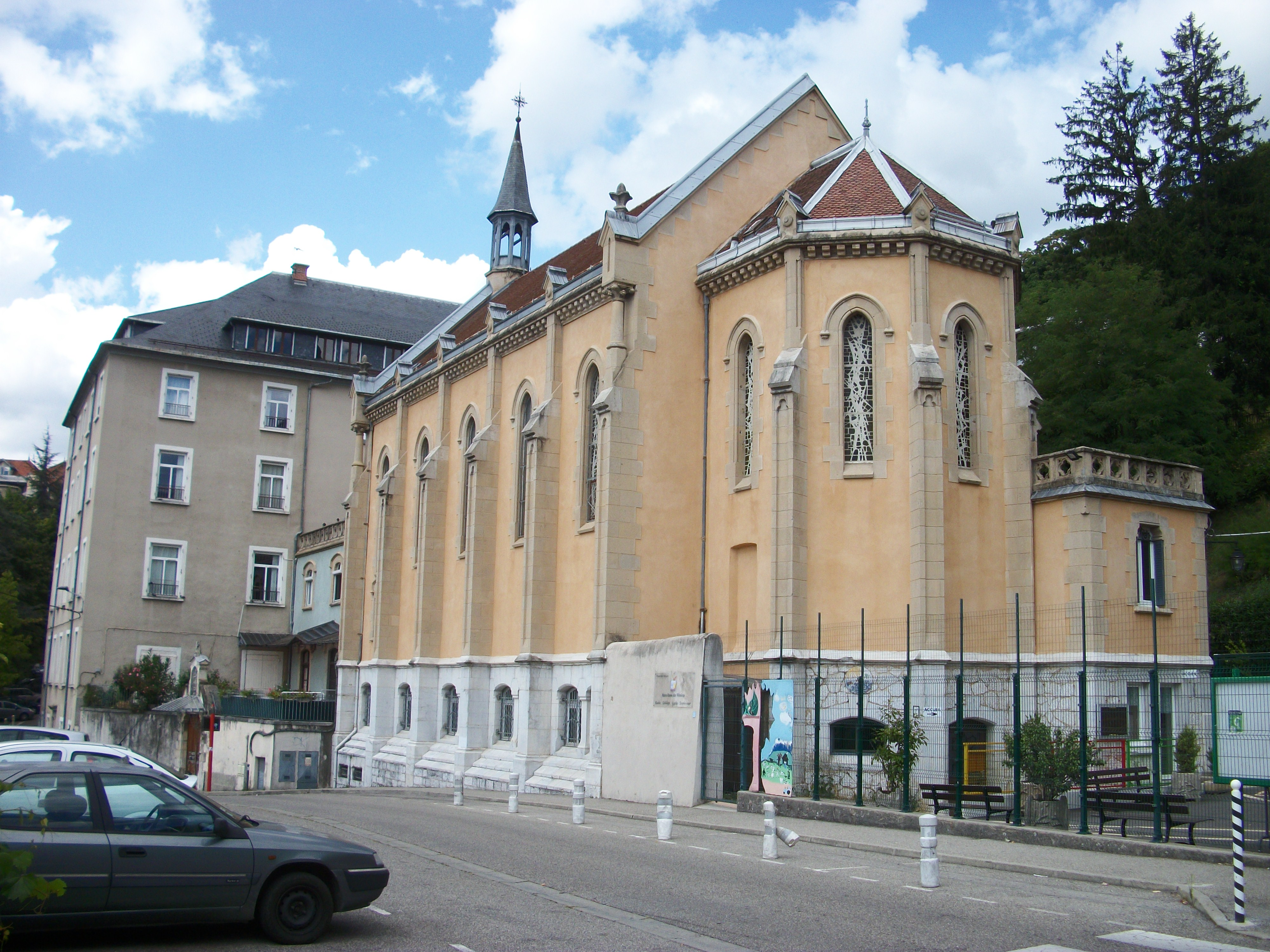
Chapelle Notre Dame des Victoires
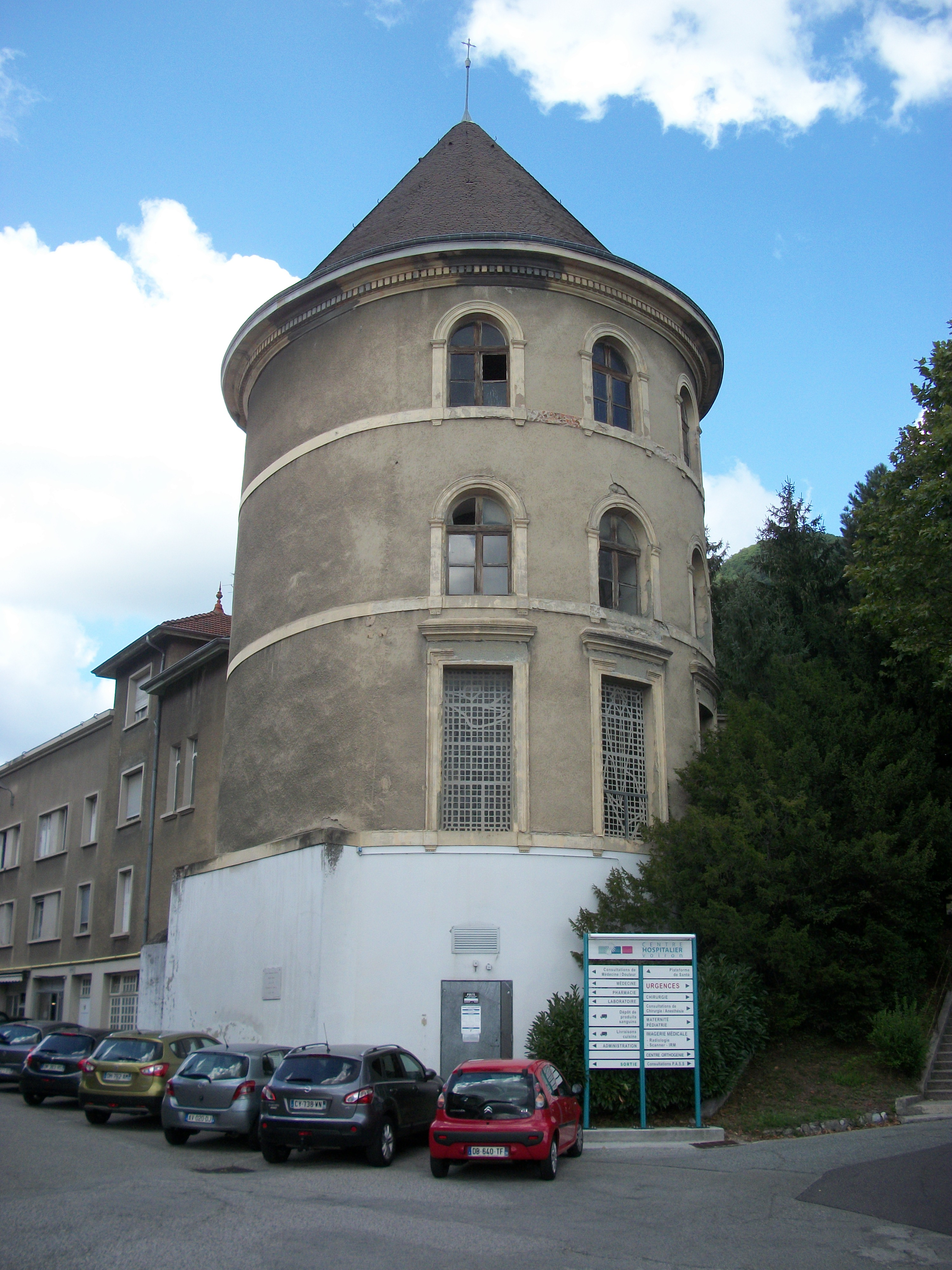
Chapelle de l'hôpital
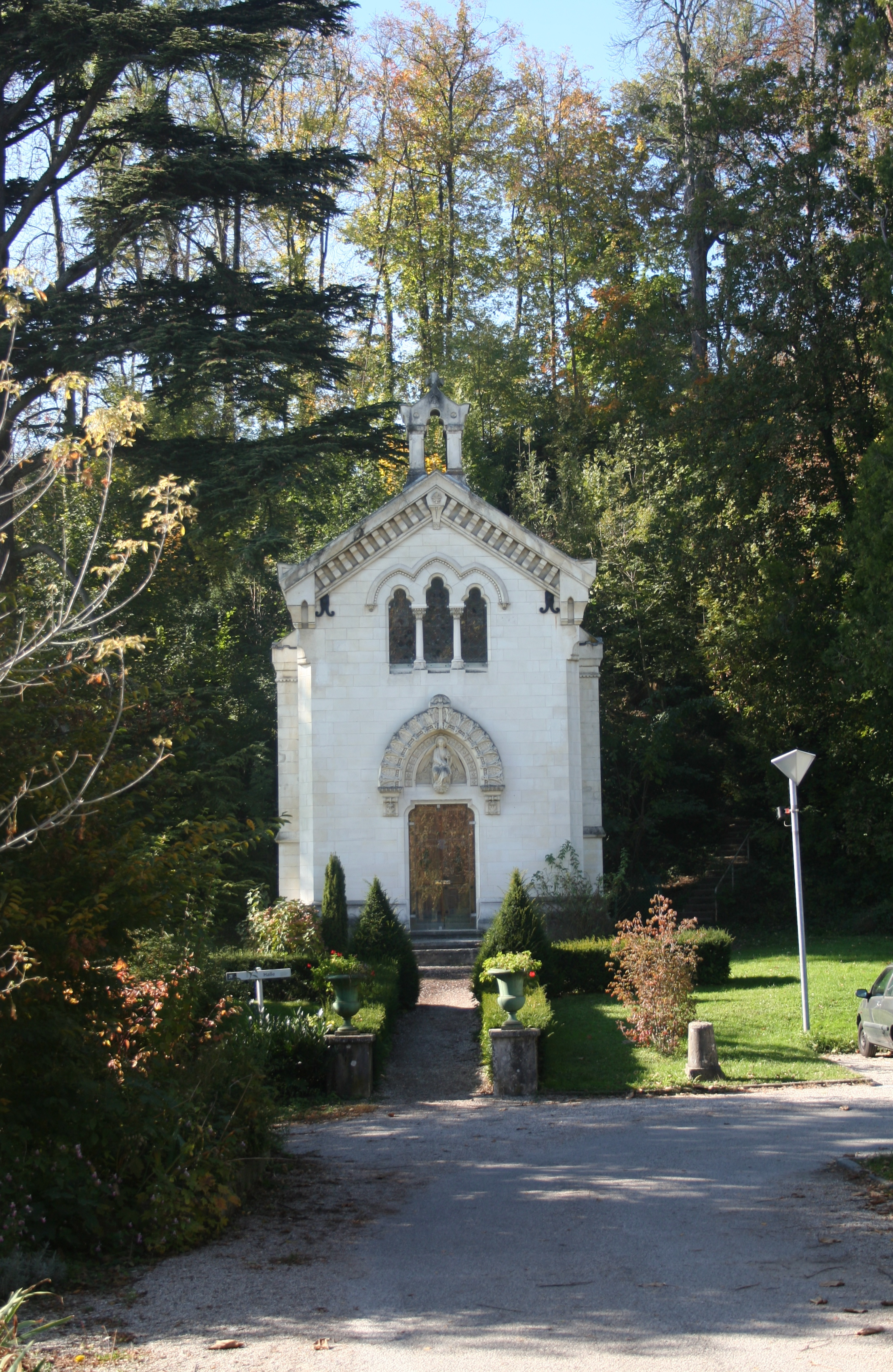
Chapelle de la Brunerie

### Monuments et patrimoine civil

#### Fontaine de la place d'Armes
La fontaine de la place d'Armes est située face à l'église Saint-Bruno au pied de son parvis. Elle fut érigée en 1826 par le maire Hector Denantes. Il était prévu d'élever une fontaine à cet emplacement depuis l'année 1786 afin de faire face au développement de ce quartier. Mais ce ne fut qu'en 1822 que M. Denantes décida d'aller à la rencontre d'un entrepreneur de fontaines à Lyon, et ce fut M. Blandin qui réalisa la statue. La fête inaugurale eut lieu le 4 novembre 1826.

#### Domaine de La Brunerie

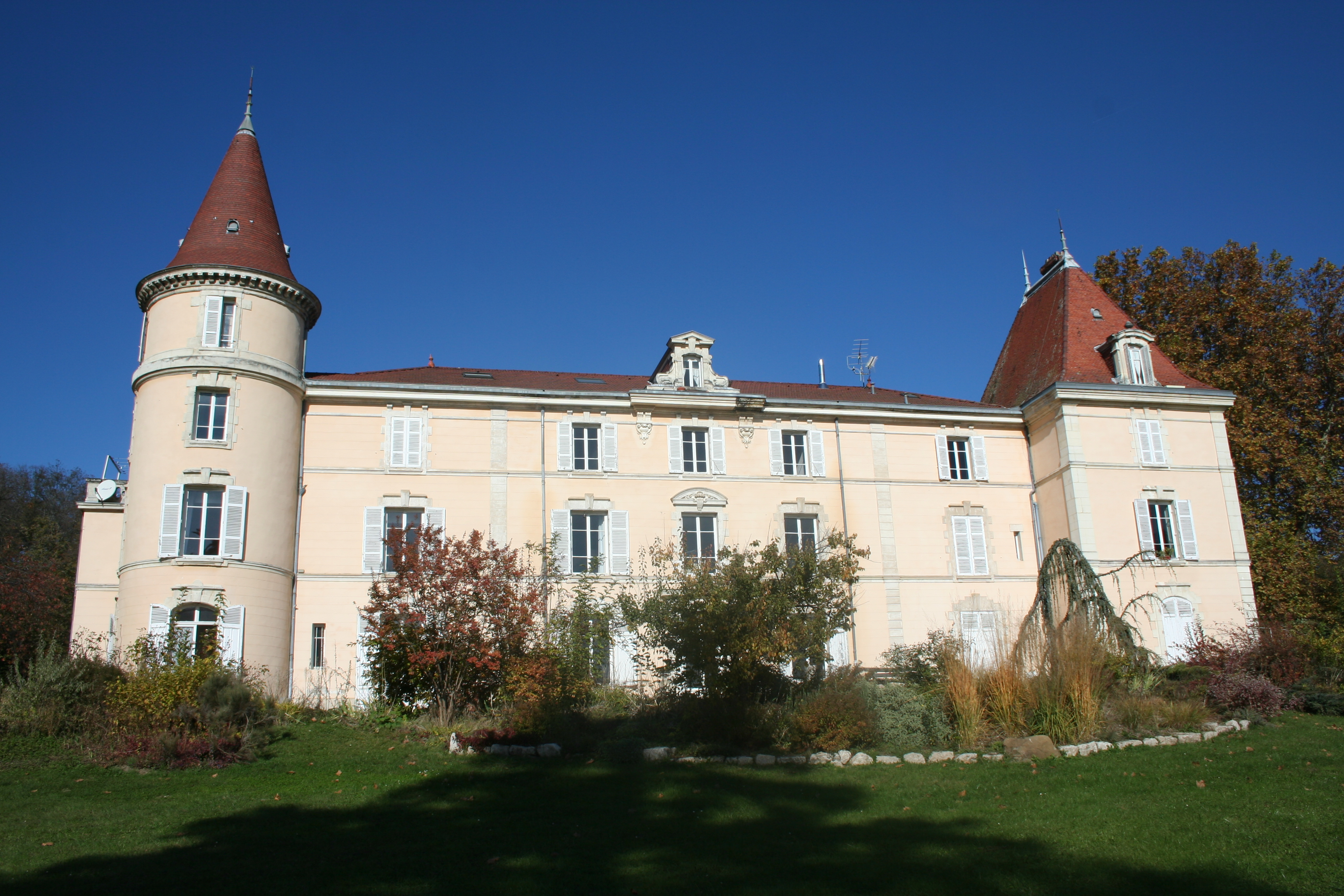
Château de la Brunerie

Le domaine de La Brunerie (Guillaume Dode de La Brunerie), situé près de la zone commerciale des blanchisseries, abrite aujourd'hui TSF (Tremplin Sport Formation) CREPS Rhône-Alpes. Il inclut un château du XVIIe siècle et un parc.

#### Tour Barral et tour du Pas-de-la-Belle

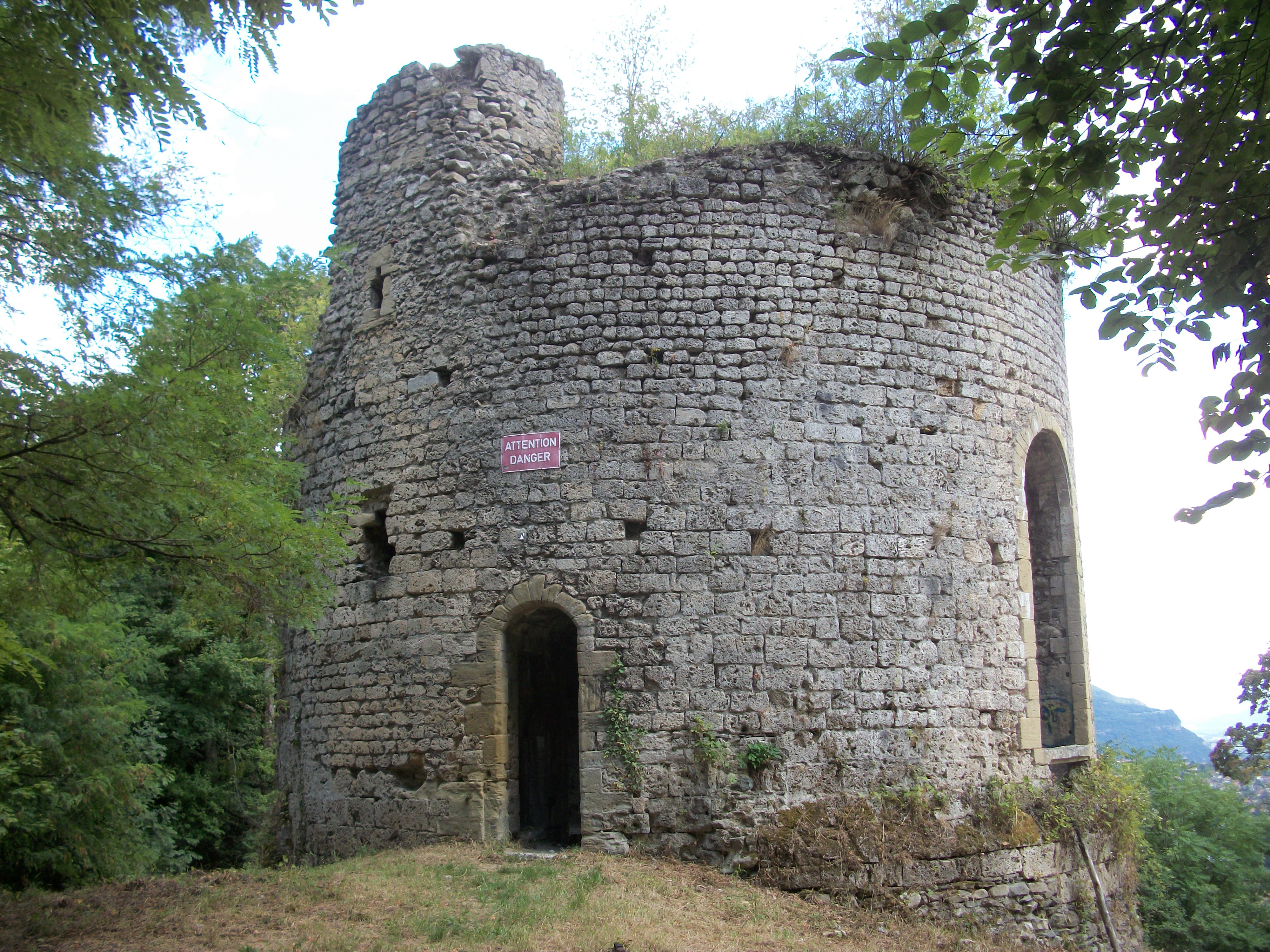
La tour Barral

La tour Barral date du XIIIe siècle, elle faisait partie du système défensif de Voiron, la commune étant à l’époque, et depuis le XIe siècle, une enclave savoyarde en territoire dauphinois. C’est à cette époque et sous l’impulsion de Pierre II de Savoie que le château qui avait une forme de parallélogramme et la double muraille qui descendait sur la colline virent le jour à Voiron. Une tour de 11,50 m de diamètre se dressait sur le point le plus haut du site. Les Dauphinois prirent le château plusieurs fois et c’est à la suite du traité de Paris de 1355, qu'Amédée VI abandonna ses possessions qui se situaient à l’ouest du Guiers dont faisaient partie les châteaux de Voiron et Tolvon (sur la commune de Saint-Étienne-de-Crossey) qui furent livrés au dauphin en 1377.
Plus tard, vers le milieu du XVIIIe siècle la famille de Viriville reconstruisit le château qui était laissé en ruine, puis il fut acheté par la famille de Barral qui céda en 1910 le château à la ville qui a construit sur cet emplacement l’actuel hôpital. La tour est le témoin du passé de cet ancien château et a pris le nom de la dernière famille qui l’a possédée. Il n'en reste aujourd'hui qu'un seul étage, avec son plafond en voûte, une porte et deux fenêtres, chacune en arc plein cintre. On accède à la tour soit d'un sentier qui part du fond de l'hôpital, à proximité du parking silo, soit d'un chemin partant du 77 rue Saint-Vincent.
Les vestiges de la tour du Pas de la Belle font partie du même ensemble monumental. Cette tour fut ruinée au XVIIe siècle.

#### Monument aux morts
Le monument aux morts de Voiron est l'œuvre du sculpteur Gaston Dintrat est inscrit au titre des monuments historiques. Il représente une Victoire ailée tient dans chaque main une couronne et protège les morts. Le mobile de 1871 et le poilu de la grande guerre sont unis dans la mort. Deux cariatides, représentant le deuil et la douleur, veillent le monument.

#### Caves de la Chartreuse

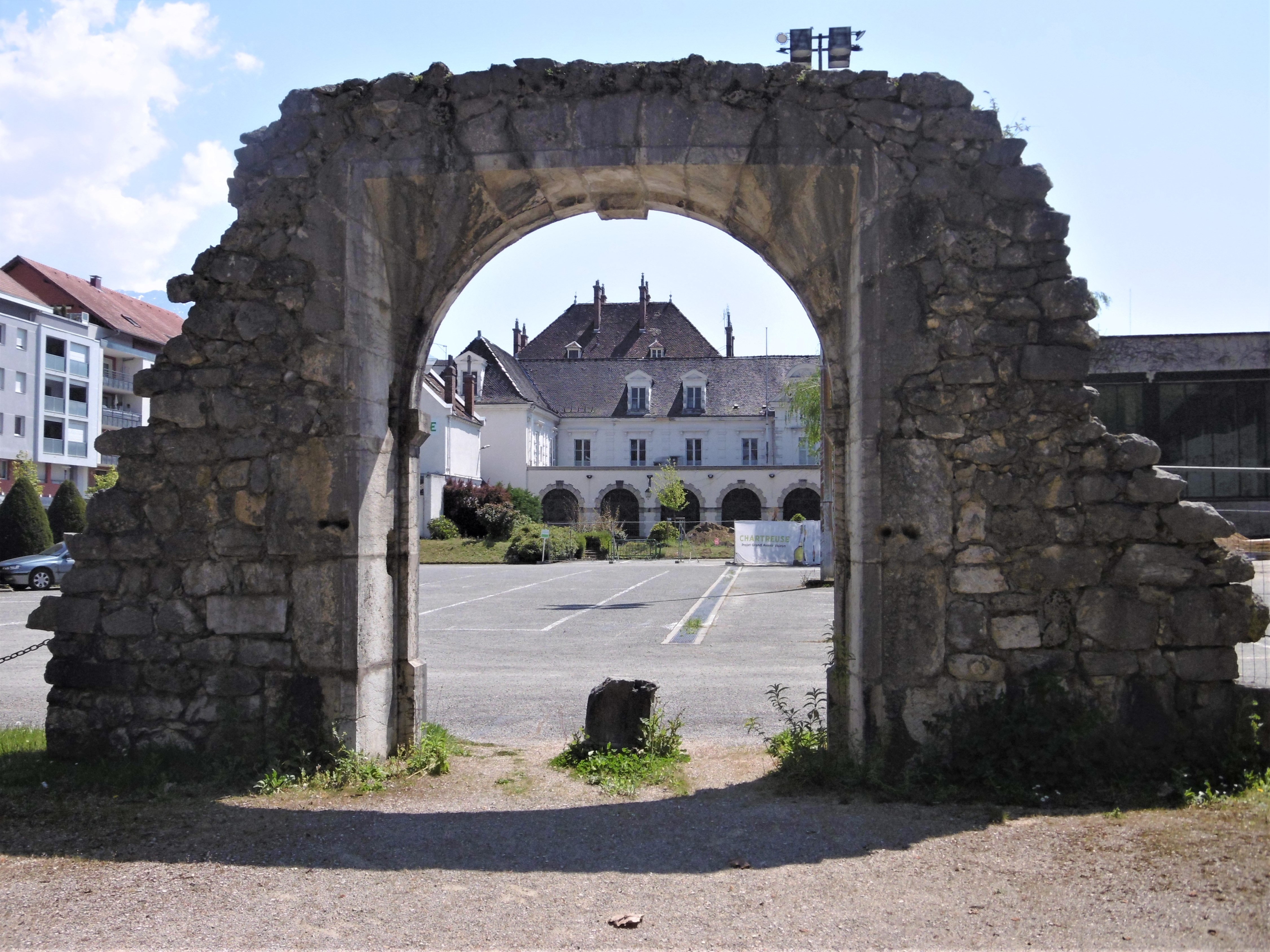
Entrée des caves de la Chartreuse à Voiron

Les caves de la Chartreuse de Voiron sont maintenant l’unique lieu de conservation de la liqueur éponyme des Pères Chartreux. Accueillant chaque année plus de 150 000 visiteurs qui peuvent y découvrir les anciens alambics centenaires en cuivre à côté desquels se trouvent des alambics ultra-modernes permettant aux Chartreux de contrôler toutes les étapes de la distillation depuis leur monastère de la Grande Chartreuse situé à Saint-Pierre-de-Chartreuse, 25 kilomètres plus loin. Les 130 plantes nécessaires à la préparation de la chartreuse sont cueillies par les Chartreux et préparées dans la salle des plantes du monastère, pour être ensuite envoyées dans des grands sacs de toile à la distillerie. Les caves et la distillerie sont installées depuis 1935 sur la commune de Voiron après avoir été installées successivement au monastère de la Grande Chartreuse, à la Fourvoirie (Saint-Laurent-du-Pont), à Tarragone (en Espagne) puis à Marseille. Elles sont les plus grandes caves à liqueurs du monde.

#### Autres monuments
- Vestiges du château de Montclar ou Montclair, du XIIe siècle[92]. Dès le XIIe siècle, un château fut édifié par le comte de Savoie Pierre II sur l’emplacement d'une motte. Ce château est peut-être dû au fameux maître de Saint-Georges. Il en subsiste d’importants vestiges.
- Château de Termérieu, du XVIIe siècle[92].
- Château de la Martellière, du XVIIIe siècle[92].
- Manoir de la Féronières, du XIXe siècle[92].
- Maison des Rosset de la Martellière, au hameau du Rosset, du XVIIe siècle[92].
- L'ancienne mairie de Voiron, du XVIIIe siècle[92].
- Vieilles maisons de l'Agnélas, du XVIIIe siècle[92].
- Le château de Voiron, disparu, se situait sur la pente de la rue de Sermorens. Il était le siège d'une châtellenie et du bailliage savoyard de Novalaise[100]. Des traces d'un ancien bâtiment ont été trouvées vers 1925 sur l'aire sportive du collège de la Garenne, mais l'identification avec le château fort est douteuse[92].

### Patrimoine culturel

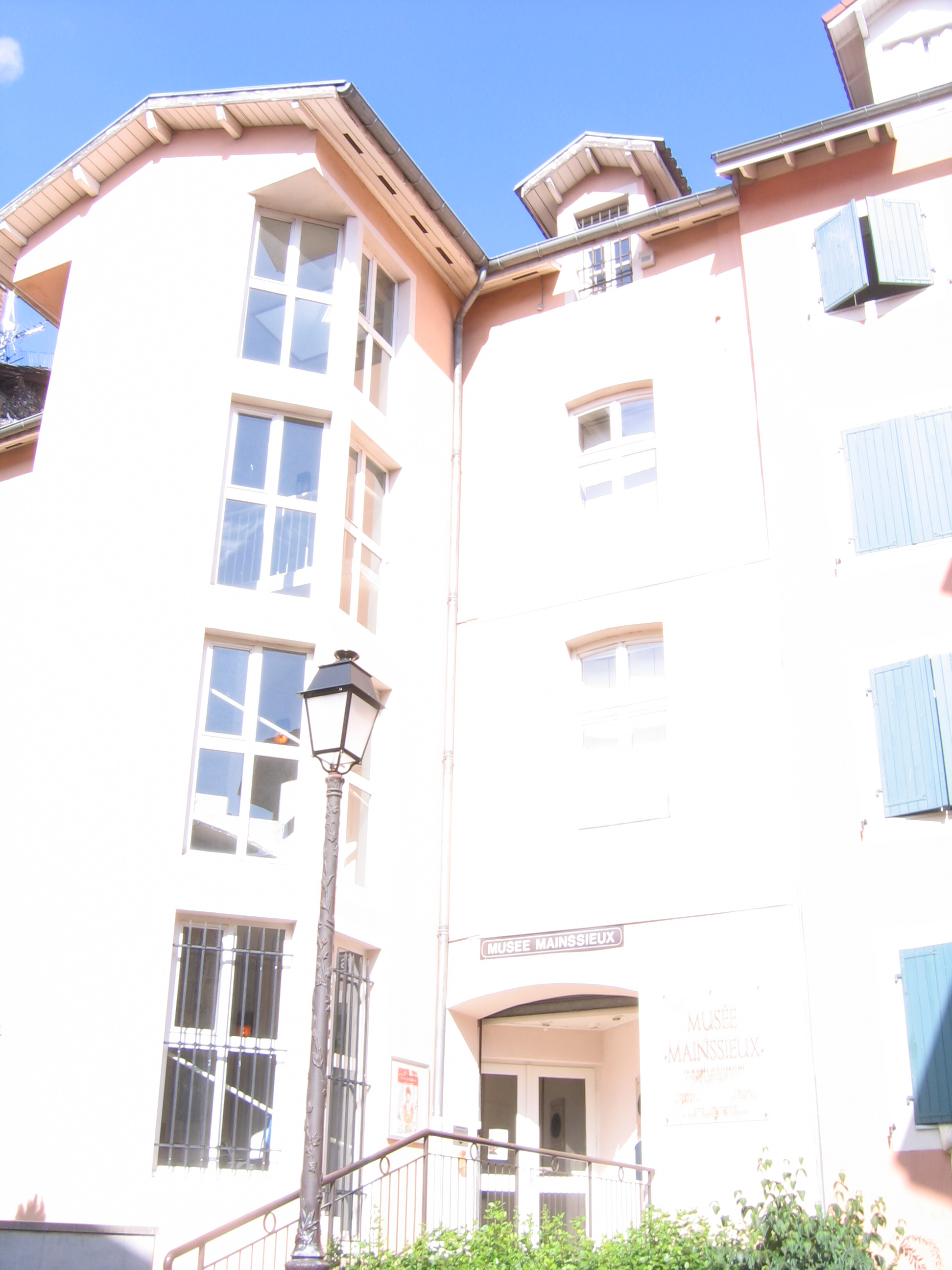
Le musée Mainssieux.

La ville de Voiron abrite sur son territoire les bâtiments culturels suivant :

#### Le Grand Angle
Cette salle de spectacle, créée en 1982, compte de 300 à 1 700 places assises ou 2 400 avec la fosse. Cette salle accueille depuis plus de trente ans les plus grands artistes de la chanson, de la musique, de la danse et du théâtre. Une scène de 300 m2 de surface de plateau et de 100 mètres de dégagement scéniques, disposant d’un gril technique équipé, assure une qualité idéale de mise en forme de tous les spectacles.

#### Cinémas
Le cinéma Passr'L est composé de deux complexes et de douze salles dont le cinéma Passr'L Le Mail, situé 4, rue des Fabriques et le cinéma Passr'L Les Écrans, situé rue Georges Clemenceau.

#### L'espace Mosaïque
Cet espace comprend une MJC avec un bâtiment associatif ouvert à tous, dès l'âge de trois ans, et le café-concert « atmosphère ».

#### Médiathèque Philippe-Vial
Cet équipement municipal de la Ville de Voiron a été inauguré en janvier 2001. Le bâtiment a été conçu par le cabinet d’architectes Charon-Rampillon. La médiathèque présente une superficie de 1 550 m2 et offre un large choix de documents à consulter ou à emprunter (livres, livres enregistrés et en large vision, journaux et revues, CD audio et partitions, cédéroms et DVD). Tous ces documents sont répartis sur cinq espaces : les secteurs Jeunesse, Actualité, Adolescents et adultes, Musique et la salle d’étude de 35 places.

#### Lemusée Mainssieux
Cet établissement culturel, voisin de l'église Saint-Bruno est labellisé « musée de France ».

#### La Théorie des espaces courbes
Lieu de création, d'expérimentation et d'exposition. C'est en 2012 que François Germain, artiste professionnel, achète un ancien bâtiment artisanal d'environ 130 m2, rue Gambetta. En juin 2013, ce bâtiment devient lieu d'exposition et résidence artistique. La TEC est basé sur le bénévolat et le militantisme et refuse toute subvention afin d'être un lieu d'expression complètement indépendant. Depuis, le centre d'art alternatif a organisé dix-sept expositions, présenté cinquante-trois artistes et reçu 10 000 visiteurs. La TEC est présentée comme « une utopie en marche ».
La salle des fêtes de Voiron
Cette salle située place Jacques-Antoine-Gau est à la disposition des citoyens et des associations. D’une capacité de 460 personnes, cette salle est dotée de tables et de chaises, et d’une cuisine professionnelle.

### Espaces verts et fleurissement

#### Les jardins publics

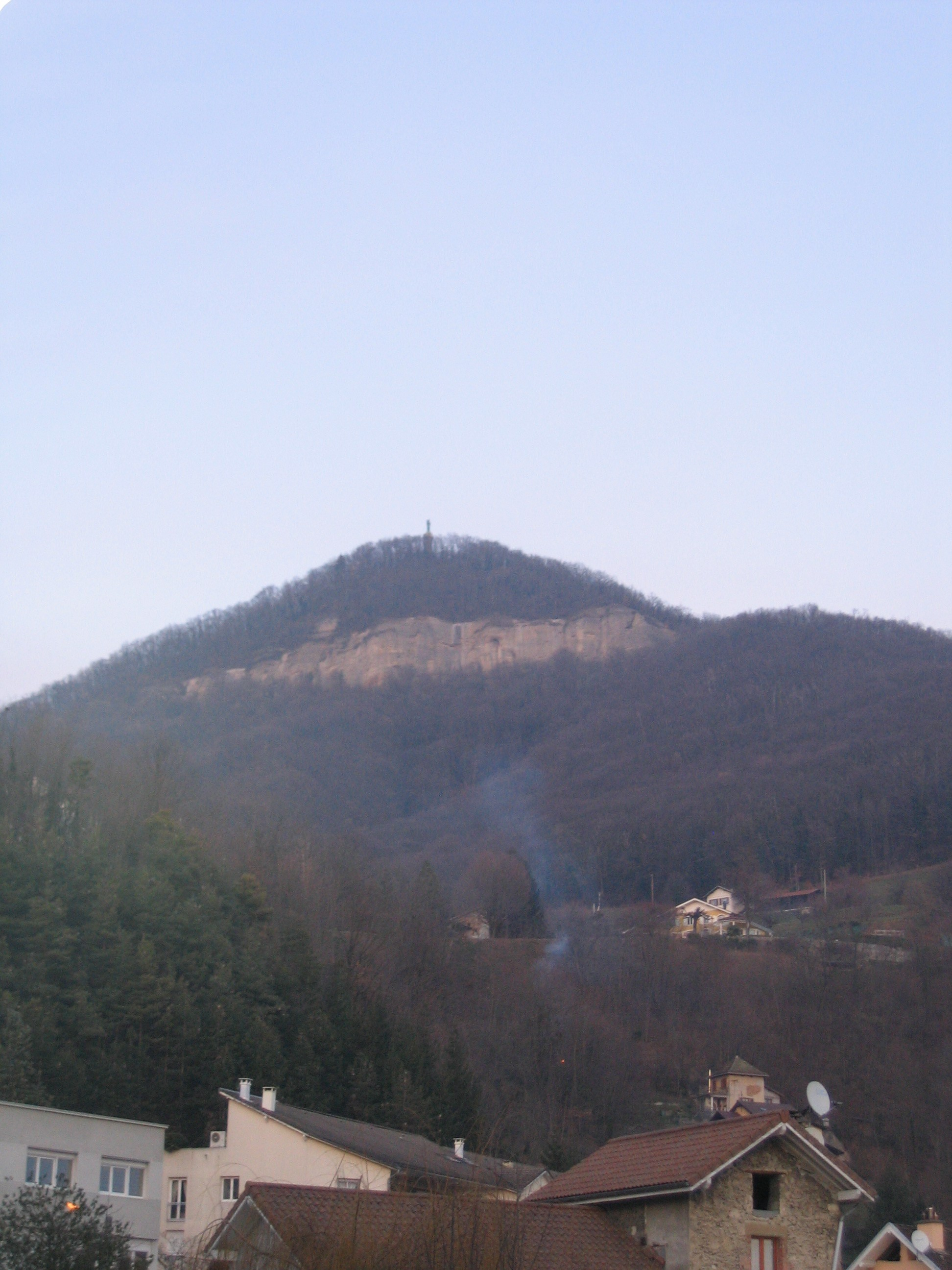
La colline de la Vouise.

Le jardin de ville, situé près de la mairie est un héritage d'un domaine de la famille Becquart-Castelbon. La mairie marque l’entrée de ce parc municipal qui s’étend sur 30 400 m2 de verdure et de massifs floraux multicolores grâce aux nombreuses espèces de plantes les composant, telles que des myosotis, des pensées, des pétunias, des tulipes, etc. Le jardin de ville comprend aussi près de trois cents essences d’arbres différentes : cèdre, chêne, érable, magnolia, marronnier, pin, ginkgo dont un certain nombre sont centenaires et un platane de près de deux-cent-cinquante ans de plus de cinquante mètres de haut pour un tronc de six mètres de circonférence, dont la taille et l'âge ont emmené la fédération Auvergne-Rhône-Alpes de protection de la nature à le classer parmi les arbres remarquables de la région. Canards, oies, daims et paons sont présents tout au long de l’année dans le parc, les canards et les oies bénéficiant d’une pièce d’eau de 2 500 m2, les daims quant à eux se trouvent dans des enclos au centre du parc.

#### Fleurissement
En mars 2017, la commune confirme le niveau « une fleur » au concours des villes et villages fleuris, ce label récompense le fleurissement de la commune au titre de l'année 2016. En 2014, elle avait reçu « deux fleurs ».

### Patrimoine naturel

#### Patrimoine forestier, faunistique et floral

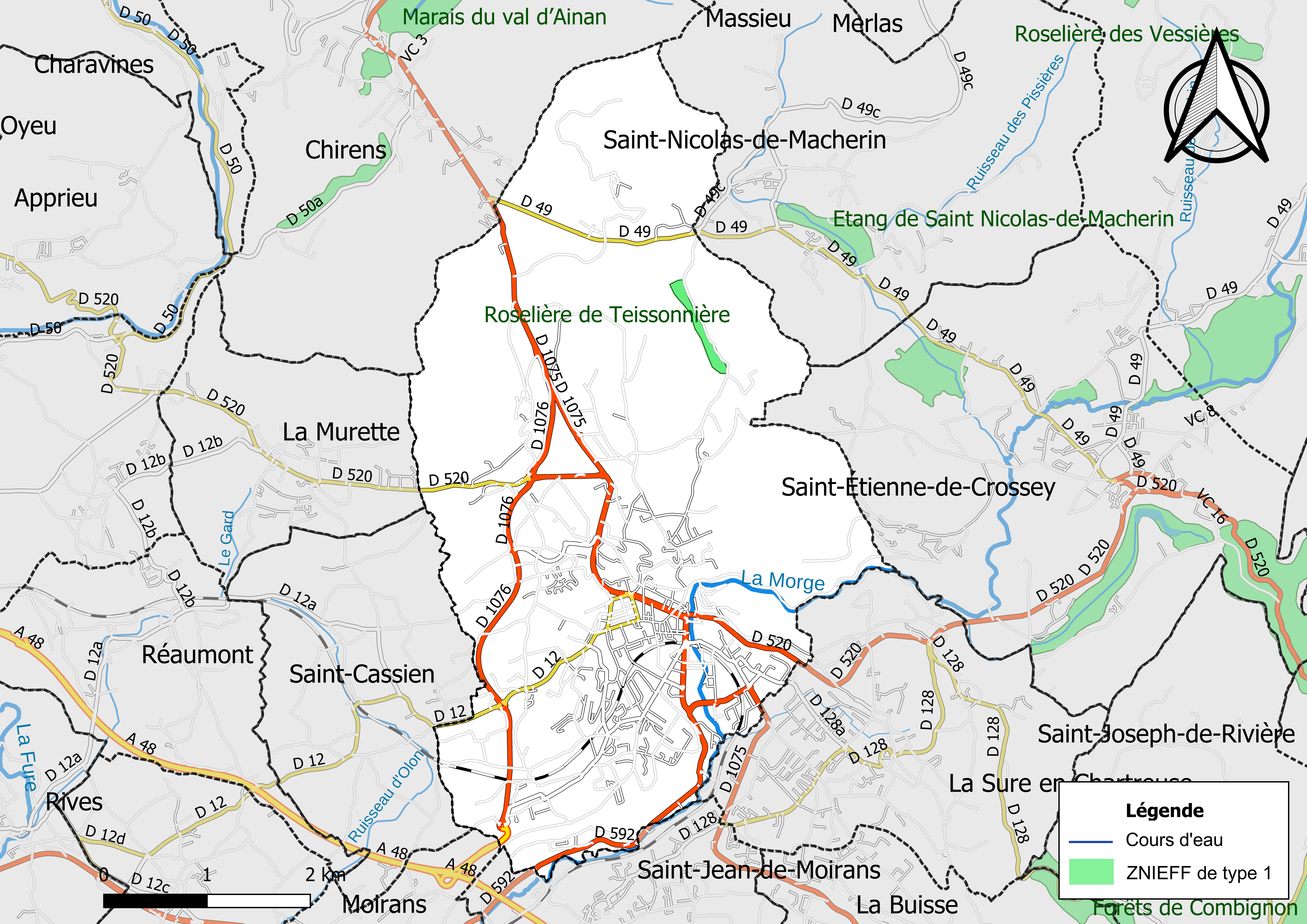
Carte des ZNIEFF de type 1 de la commune de Voiron.

La ville de Voiron possède une zone naturelle d'intérêt écologique, faunistique et floristique (ZNIEFF), cet espace naturel terrestre remarquable constitue une partie du patrimoine naturel de la commune. Il s'agit de la roselière de Teissonnière, est une ZNIEFF de type 1 se situant exclusivement sur le territoire de la ville de Voiron, elle est comme son nom le laisse penser une zone humide où poussent principalement des roseaux. Ainsi cet espace qui occupe le fond du vallon de Teissonnière est d'un grand intérêt pour de nombreux amphibiens tels que des crapauds (Bufo bufo), grenouilles (Rana dalmatina), salamandres et tritons qui trouvent ici un lieu propice à la reproduction de leurs espèces. Cependant un remblai érigé au milieu du vallon menace la zone humide, et une route longe cette ZNIEFF séparant le bois de Montmain (lieu d'hibernation de ces amphibiens) de la roselière (lieu de reproduction) contraignant les amphibiens à la traverser et souvent à se faire écraser.
Chaque année sur le site de Teissonnière, le Comité écologique Voiron-Chartreuse, association créée en 1975 organise une campagne de protection des amphibiens par la pose de filets le long de la route, ce site étant le plus long à être protégé en Isère (1 km), et ce serait ainsi plus de 6 000 amphibiens sauvés chaque année de l'écrasement.

### Événements et festivités

#### Grands rassemblements et festivités locales

##### La foire de la Saint Martin
La foire annuelle de la Saint-Martin, organisée les 10 et 11 novembre, a été créée en 1356.
Ces dernières années près de 650 forains, commerçants, associations se sont installés dans les rues de la capitale de la Chartreuse et plus 200 000 personnes sont venues découvrir leurs stands lors des dernières éditions. Ce sont les comtes de Savoie qui régnaient encore à cette époque sur la ville de Voiron qui accordèrent aux habitants de la commune le droit de jouir d'un marché hebdomadaire, tous les mercredis, et d'une foire annuelle le 11 novembre, jour de la Saint-Martin.
À l'origine, cette foire devait permettre les échanges entre les communautés villageoises voisines, mais très rapidement elle connut un certain succès et les administrations locales de l’époque ont accordé aux forains un jour supplémentaire, le 10 novembre, à la Saint-Martin. À cette période la plupart des forains étaient des boulangers, des commerçants de bétail, des drapiers, des fermiers, des fromagers, des meuniers, des joailliers venant de toute la France afin de vendre leurs produits. Les seules années où la foire aurait été annulée, seraient 1714 et 1715 à la suite d'épidémies de bétail touchant une grande partie des troupeaux. De nos jours les animaux ne sont plus de la foire, et les drapiers ont été remplacés par les marchands de vêtements, mais la Saint-Martin reste toujours un rendez-vous pour se balader, et rencontrer des artisans de la région,.

##### Lefestival international du cirque
Cette manifestation artistique, qui accueille plus de 20 000 personnes, s'est déroulée de 2015 à 2018 à Voiron au domaine de la Brunerie, sous un chapiteau de 4 000 m2,. En 2019, ce festival réintègre la ville de Grenoble.

##### Les autres manifestations
- Le Marché bi-hebdomadaire, ouvert les mercredis et les samedis, situé sur le mail entre l'hôtel de ville et l'église Saint-Bruno. Ce marché compte près de 250 exposants et se présente comme un des plus gros marchés du département de l'Isère[113].
- Le Salon des vins et de la gastronomie se déroule généralement en novembre. La 27e édition s'est déroulée les 4 et 5 novembre 2017 à la salle des fêtes de Voiron en présence d'un quarantaine de producteurs et de professionnels des métiers de bouche et du vin[114].
- Le Festival du cinéma italien est organisé chaque année par l’association Amitié Voiron Bassano et qui célèbre le cinéma italien. Une douzaine de films en version originale sont projetés dans les deux cinémas de la ville[115].
- Le Festival des Cultures du Monde existe depuis presque 30 ans et invite chaque année des pays des quatre coins du globe pour faire partager leurs cultures. Traditionnellement, ce festival proposait à l'occasion de sa cérémonie de clôture un immense bœuf à la broche que tout le monde partageait autour de chants, danses et musiques du monde. Au XXe siècle et au XXIe siècle, ce bœuf est remplacé par un barbecue géant.
- Les Tréteaux de Voiron, festival de théâtre amateur, dont la 20e édition se tient du 10 au 14 octobre 2023[116].

#### Évènements sportifs
- le circuit de la sure (actuellement un trail dont la première édition date de 1906).
- la Voironnaise (course pédestre sur route organisée dans les rues de Voiron[117]).

#### Vie associative

##### Liste des principales associations de Voiron
| - The Performing Arts School, école professionnelle des arts du spectacle et ateliers de théâtre loisir, jeunes et adultes - Compagnie Casalibus, ateliers de théâtre loisir, adultes et jeunes - L'Association voironnaise d’entraide et culture (AVEC) créée en 1992. - Art et traditions populaires Salmorenc (ATP). Association organisatrice du Festival des Cultures du Monde. - L'Amicale laïque de Voiron (ALV) : athlétisme, basket, gymnastique, handball. - Club de karaté de Voiron (karaté, self-défense, body-karaté, nunchaku) - Étoile de Voiron Gymnastique - Anamounto (Festival col des 1000) - Club du Laï Muoï - La MJC Voiron Mosaïque - Au fil des saisons : association à vocation culturelle et dynamique pour Voiron - La chorale Les Ménestrels - Amitié Nature Voiron | - Comité écologique Voiron Chartreuse CEVC, association de protection de l'environnement membre de la Frapna Isère. - Étoile de Voiron Culture - @ristote (enseignement à distance) : membre du Réseau régionale des formations continues, l'association Aristote (dite "@ristote") a pour objet de favoriser le développement de la formation continue, de contribuer à la démocratisation de l'outil informatique… - Le RDV des amateurs de football urbain, tous les dimanches sur le terrain derrière la médiathèque. - Tremplin Sport Formation dit « TSF » : association chargée de la gestion du domaine de la Brunerie, complexe sportif et culturel - L'Ensemble de Clarinettes de Voiron (ECV) - Jazz Club Voironnais - Groupe Pierre Michel Voiron : association des Scouts et Guides de France - Amitié Voiron - Bassano-del-Grappa (AVB) qui organise le Festival du Cinéma Italien |

### Patrimoine et traditions orales

#### Langue régionale

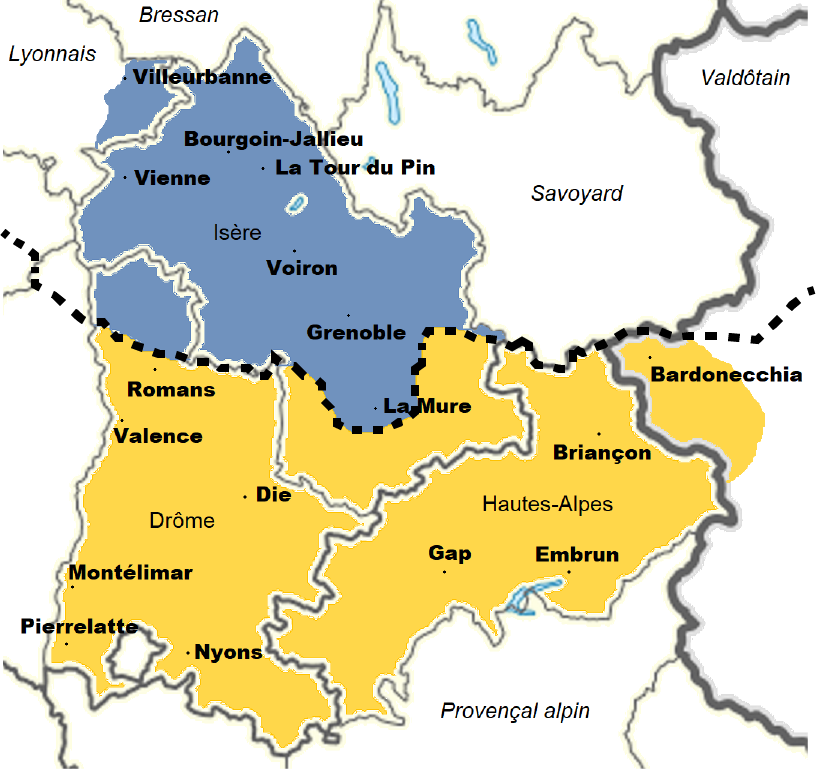
Carte linguistique du Dauphiné : Le dauphinois est un dialecte arpitan
parlé dans le nord du Dauphiné. La moitié sud du Dauphiné est quant à elle du domaine linguistique de l'occitan et de son dialecte local, le vivaro-alpin.

Historiquement, sur le plan linguistique, le territoire de Voiron, ainsi que l'ensemble du pays voironnais, se situe au nord-ouest de l'agglomération grenobloise et donc dans la partie centrale du domaine linguistique des patois dauphinois, laquelle appartient au domaine de la langues dite francoprovençal ou arpitan au même titre que les parlers savoyards, vaudois, Valdôtains, bressans et foréziens.
L'idée du terme, « francoprovençal », attribué à cette langue régionale parlée dans la partie centre-est de la France, différente du français, dit langue d'oil et de l'occitan, dit langue d'oc est l'œuvre du linguiste et patriote italien Graziadio Isaia Ascoli en 1873 qui en a identifié les caractéristiques, notamment dans le Grésivaudan, les pays alpins et la vallée de l'Isère, depuis sa source jusqu'à sa confluence avec le Rhône.

### Personnalités liées à la commune

#### Personnalités historiques
- Claude Expilly (1561-1636), né à Voiron, soldat, écrivain et magistrat, réformateur de l'orthographe, conseiller d'État.
- Horace de Barral (1743-1829), époux d'Anne Amédée de Beauharnais, préfet, député et sénateur du Second Empire décédé dans la ville.
- François Rambeaud (1745-1799), général de brigade des armées de la République, né à Voiron, tombé au champ d'honneur lors du Siège de Saint-Jean d'Acre (1799).
- Hugues Charlot (1757-1821), général français de la Révolution et de l’Empire.
- Guillaume Dode de La Brunerie (1775-1851), maréchal de France, né à Saint-Geoire-en-Valdaine, château de la Brunerie à Voiron.
- Romain Yves Perrin (1777-1848) homme politique né à Voiron, député de l'Isère à la Chambre des Cent-Jours en 1815.
- Philippe Octave Amédée de Barral (1791-1884), militaire et homme politique, préfet et député du Cher, sénateur du Second Empire, né dans la ville.
- Jean-Baptiste Guimet (1795-1871), né et mort à Voiron. Polytechnicien, industriel et inventeur de l'Outremer artificiel (bleu Guimet). Il sera à l'origine de la création du groupe Pechiney.
- Zoroastre Alexis Michal (1801-1875), né à Voiron. Polytechnicien, inspecteur général des Ponts et Chaussées, a dirigé sous Haussman la transformation de la capitale comme directeur du service municipal des Travaux de Paris.
- Henry-Frédéric Faige-Blanc (1811-1901), auteur et homme politique français, né à Voiron. il est le fondateur de la Société des Touristes du Dauphiné.
- Casimir Genest (1846-1918), architecte, né à Voiron et mort à Valence.
- Albert Crolard (1861-1935), entrepreneur et homme politique né à Voiron, député de la Haute-Savoie de 1910 à 1924.
- André Navarre (1868-1942), ingénieur et industriel papetier français. fondateur du groupe des Papeteries Papeteries Lafuma à Voiron, puis des papeteries Navarre.
- Lucie Baud (1870-1913), ouvrière tisseuse en soierie et syndicaliste, figure du féminisme, travailla dans une usine de Voiron où elle lance une grève.
- Joseph Magnin (1871-), architecte français né à Voiron.
- Lucien Hussel (1889-1967), homme politique et résistant.
- Schneour Zalman Schneersohn (1898-1980), grand-rabbin hassidique français, dirigeant du home d'enfants La Martellière, à Voiron, de décembre 1943 à mars 1944, où 16 enfants et deux adultes sont arrêtés, après dénonciation par la Milice française dite Vichy, dans la nuit du 23 au 24 mars 1944.
- Alfred Thimmesch (1901-1944), résistant français, juste parmi les nations et secrétaire de Police, dirige le groupe de résistance « Police » de la NAP et sauve des familles juives pendant la Seconde Guerre mondiale à Voiron.
- Jules Albert Peillet (1914-1998), mort à Voiron, modèle de Béatrix Beck pour le héros de son ouvrage Léon Morin, prêtre.
- Liliane Ackermann née Weil (1938-2007), femme pionnière de la communauté juive de France, écrivaine et conférencière dont la famille fut réfugiée durant la Seconde Guerre mondiale à Voiron, où elle restera jusqu'en 1956.

#### Personnalités artistiques et sportives
- Lucien Mainssieux (1885-1958), peintre dauphinois, y est né et y est mort.
- Pierre Molaine (1906-2000), écrivain, Prix Renaudot, y est né.
- Freddy Zucchet (1954-), chanteur, y est né.
- Vincent Gontier (1962-), sculpteur, y est installé[120].
- Christophe Bouchut (1966-), pilote automobile vainqueur des 24 Heures du Mans 1993, y est né.
- Véronique Pecqueux-Rolland (1972-), joueuse de handball française, y est née.
- Mélina Robert-Michon (1979-), athlète française, spécialiste de lancer du disque, y est née.
- Jordan Michallet (1993-2022), joueur français de rugby à XV, y est né.
- Charlie Joirkin (1994-), actrice française, est originaire de Voiron[121].
- Ali Oz (1995-), joueur français de rugby à XV, y est né.
- Fabien Centonze (1996-), footballeur français, y est également né.

Quelques personnalités voironnaises
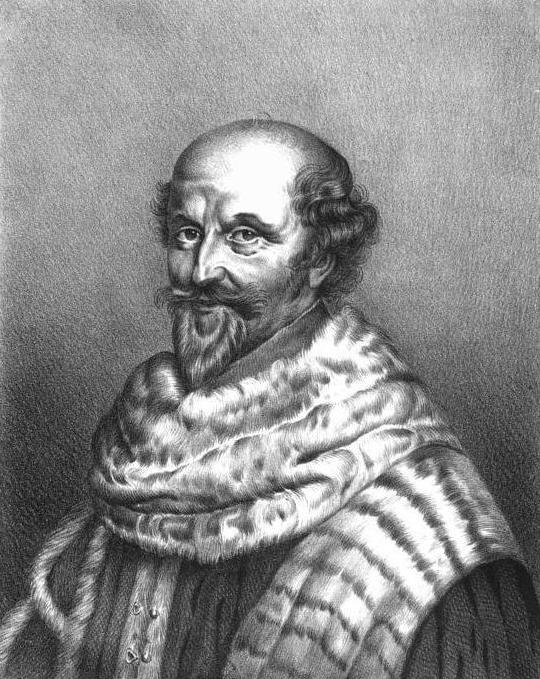
Claude Expilly (1561-1636).
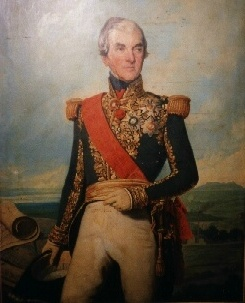
Dode de La Brunerie (1775-1851).
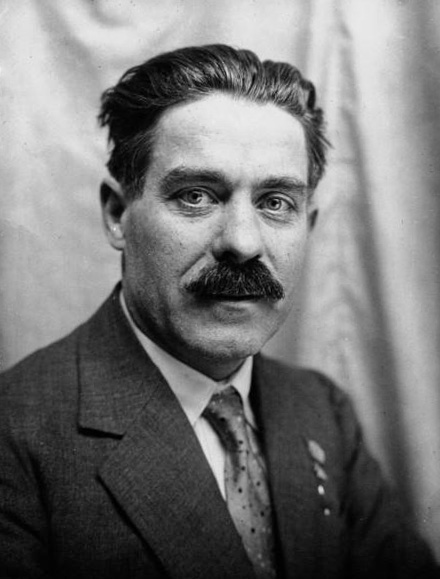
Lucien Hussel (1889-1967).
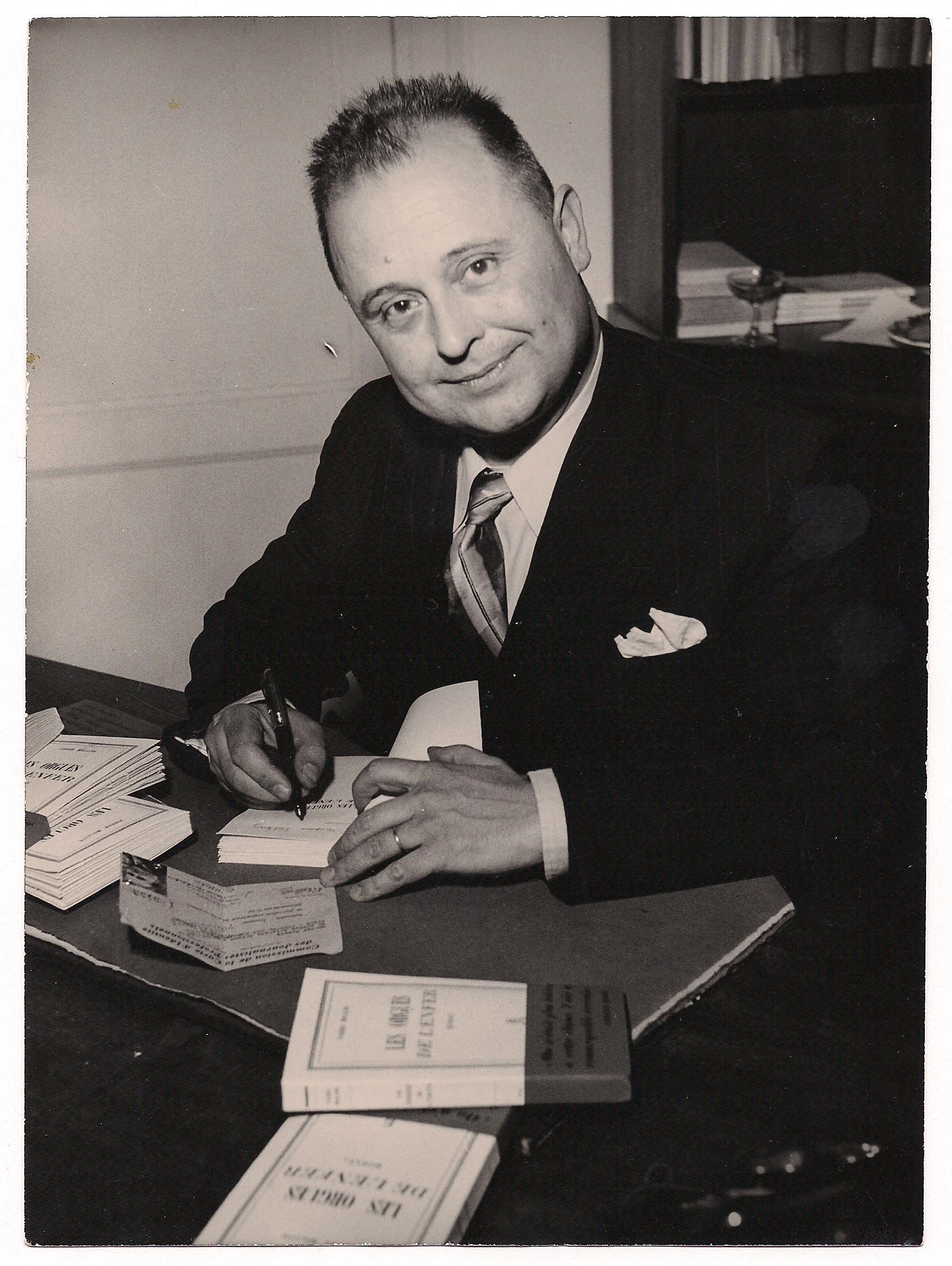
Pierre Molaine (1906-2000).
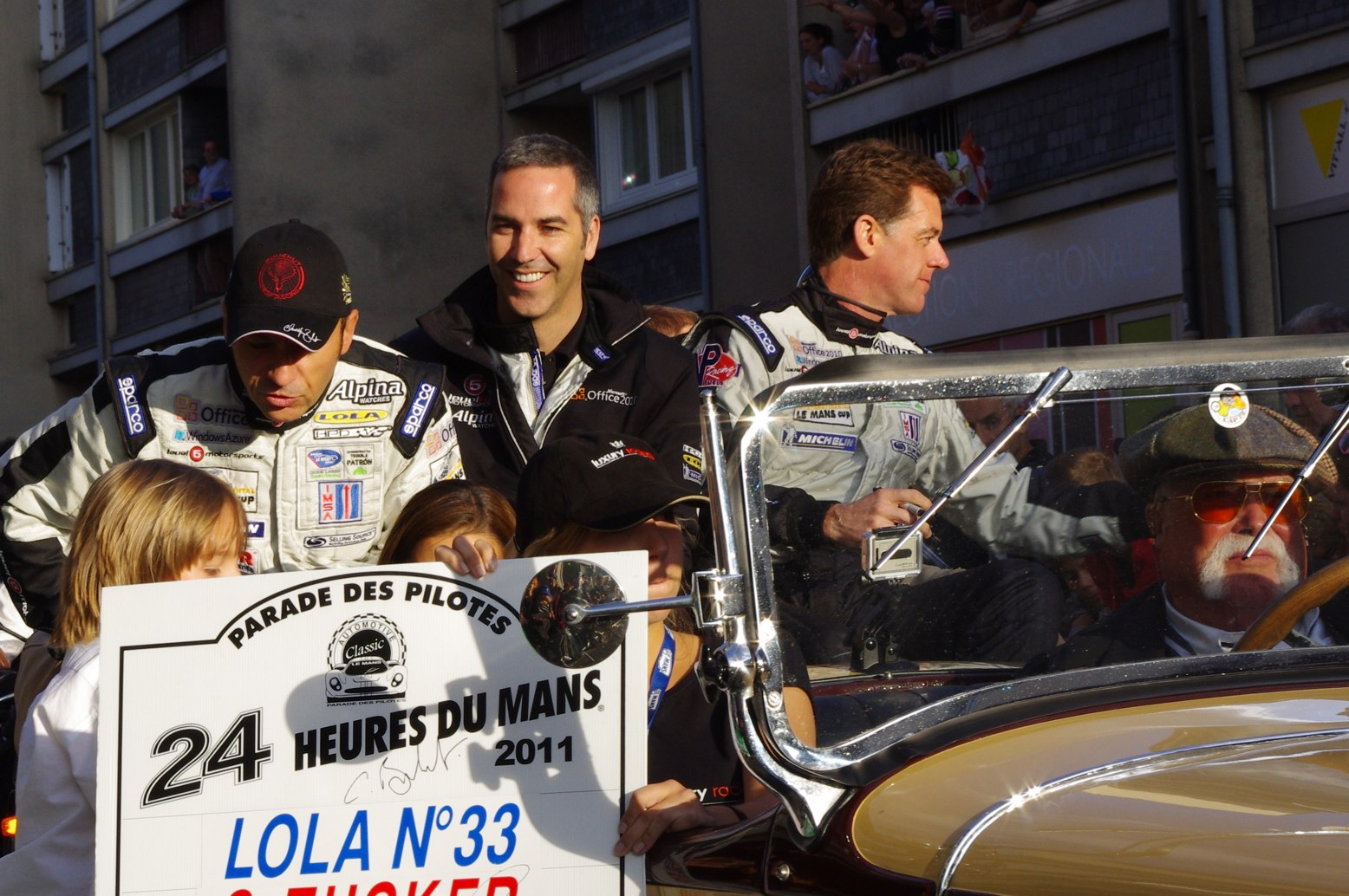
Christophe Bouchut.
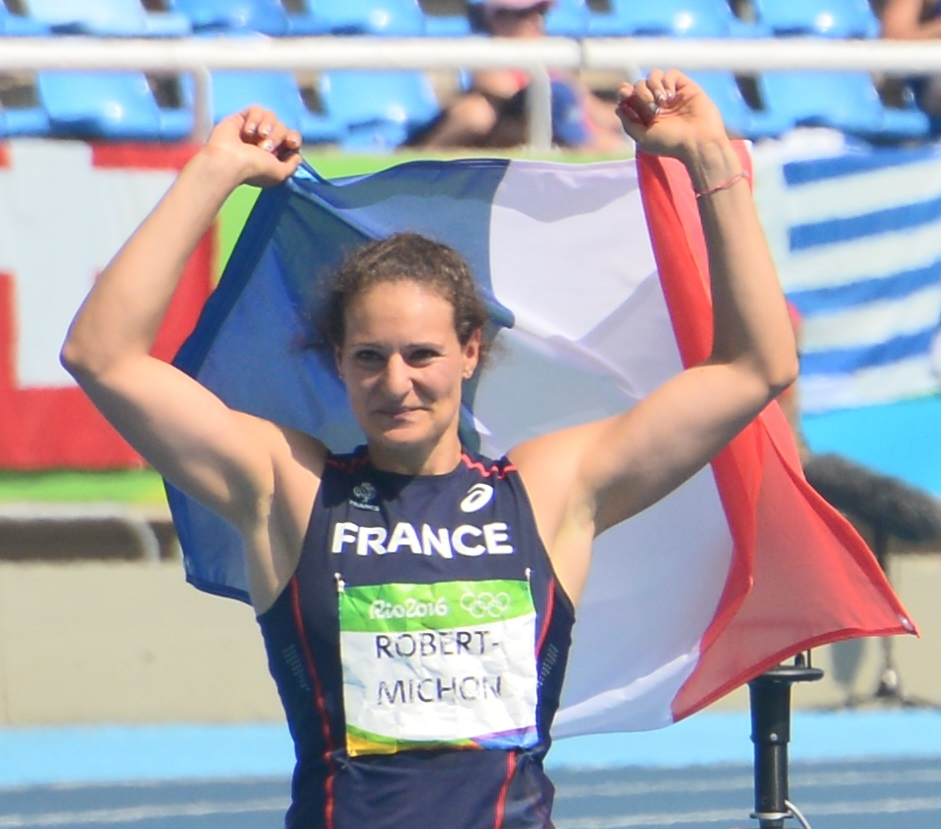
Mélina Robert-Michon aux Jeux olympiques de Rio de 2016.
Véronique Rolland-Pecqueux.
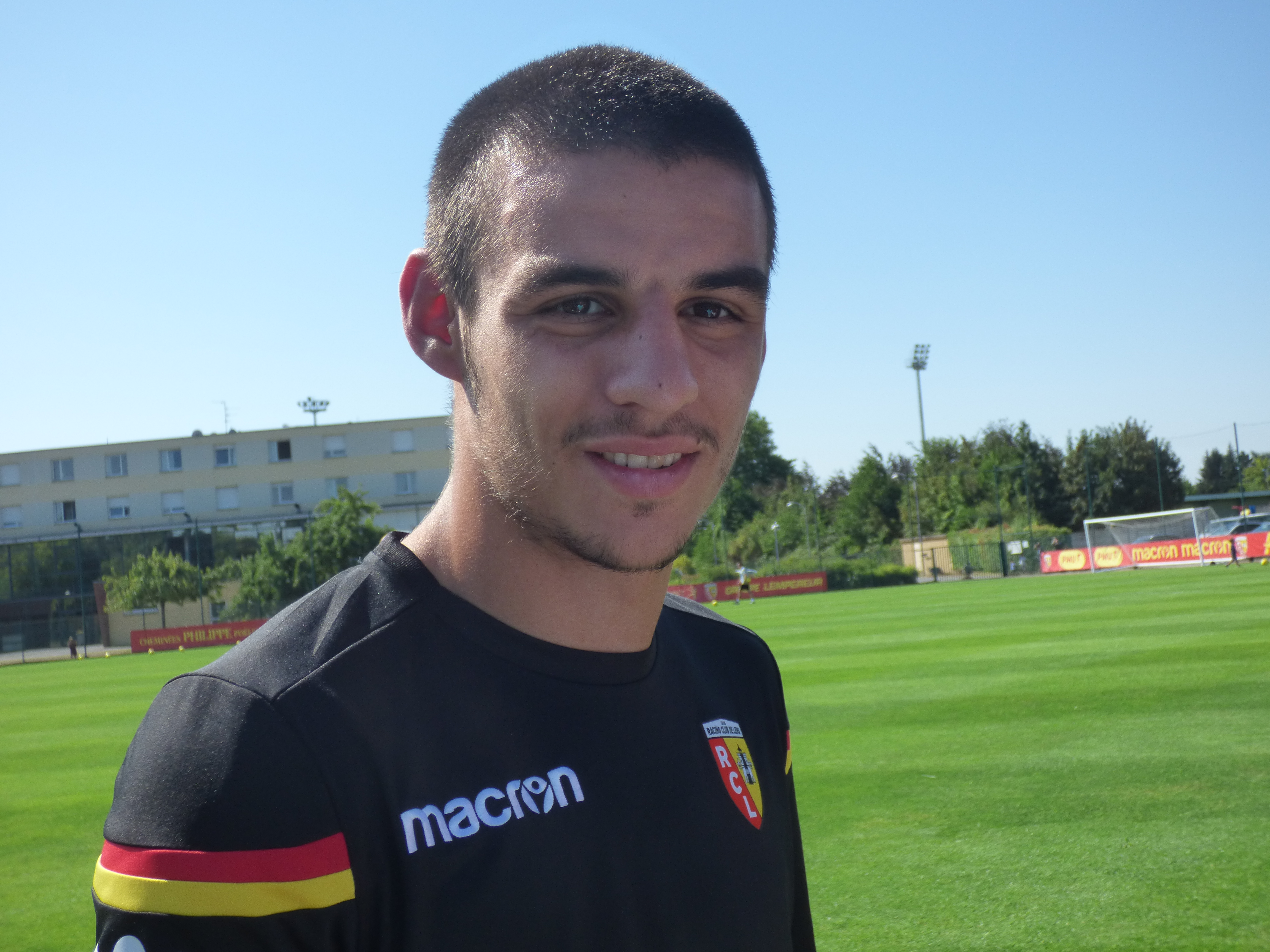
Fabien Centonze.

### Voiron dans les Arts

#### Voiron dans la littérature
- Louis Martinez, Voiron la Nationale, ed. Publibook, 2004  (ISBN 978-2748303964)

#### Voiron dans la peinture
- Le peintre Johan Barthold Jongkind, installé à La Côte-Saint-André, a peint des tableaux représentant Voiron et sa région[122].

#### Voiron et ses environs au cinéma
Dans Voiron :
- 2001 : L'Emploi du temps de Laurent Cantet ;
- 2010 : Des filles en noir de Jean-Paul Civeyrac.

### Héraldique
| Blason de Voiron | Coupé : au premier de gueules au cerf d'or blessé d'une flèche du même, au second d'azur aux deux navettes de tisserand d'or, les pointes d'argent, passées en sautoir. |